# Polskie Radio Program III

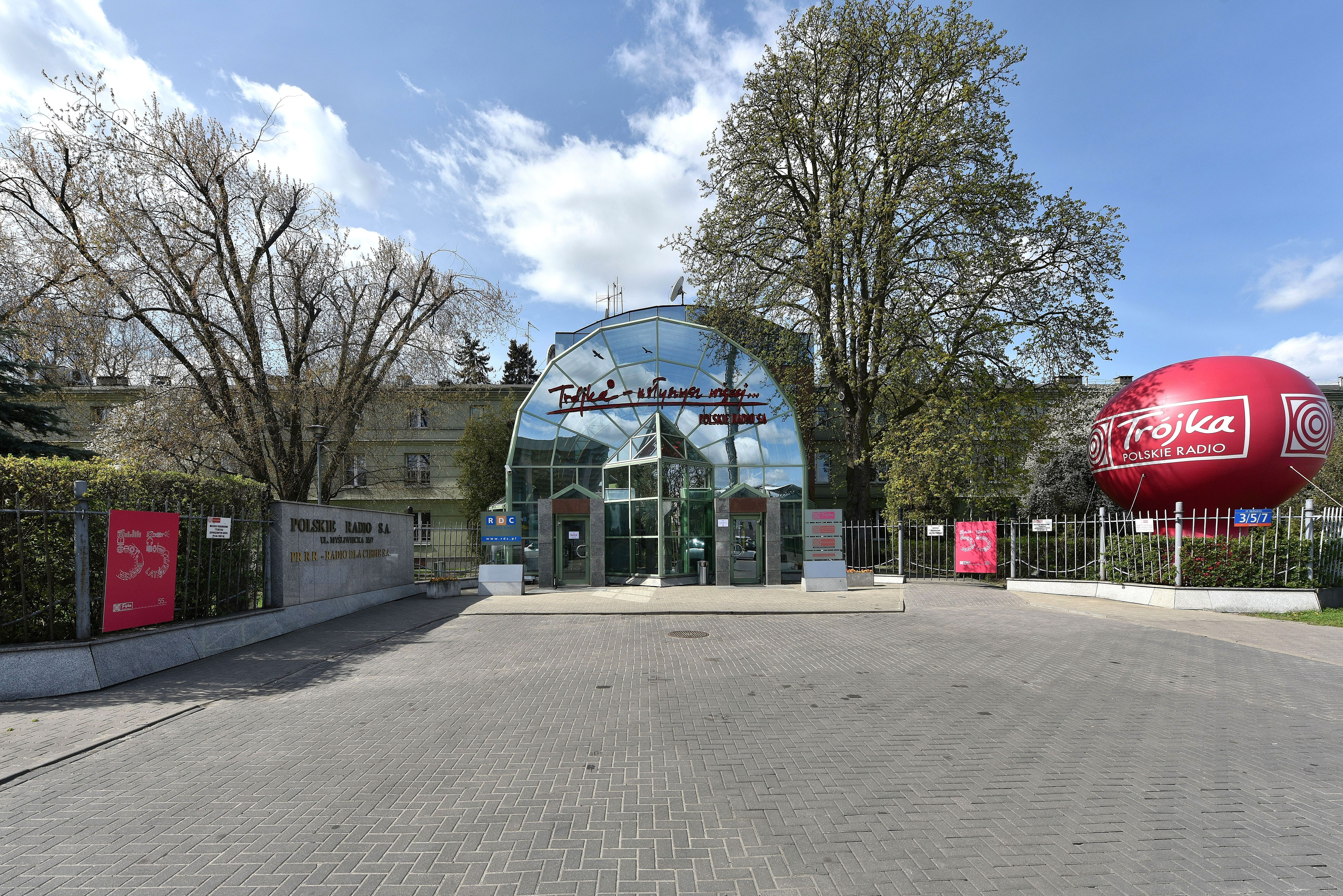
Siedziba Programu III Polskiego Radia oraz Polskiego Radia RDC przy ulicy Myśliwieckiej 3/5/7

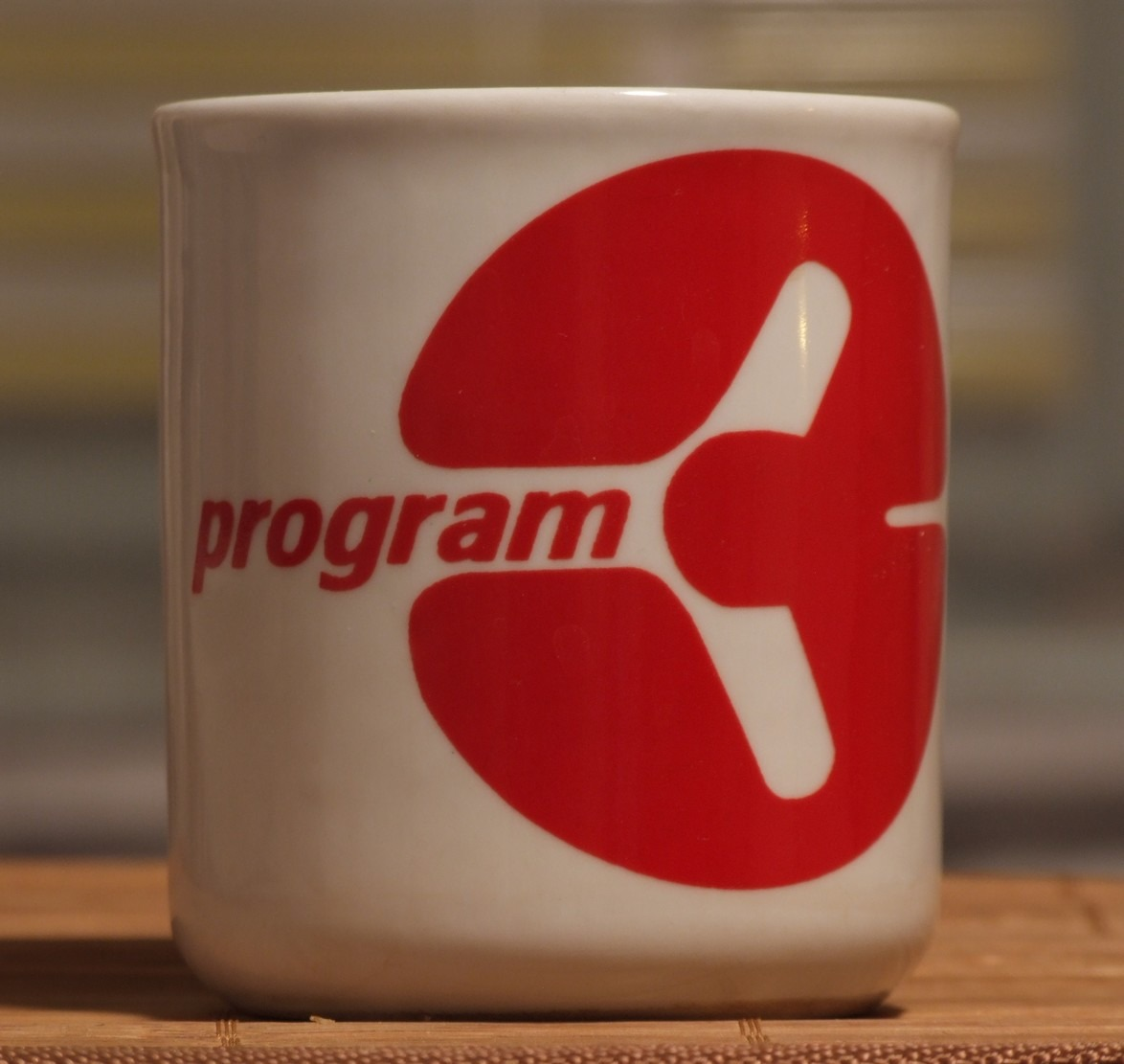
Kubek z logo Trójki (lata 90.)

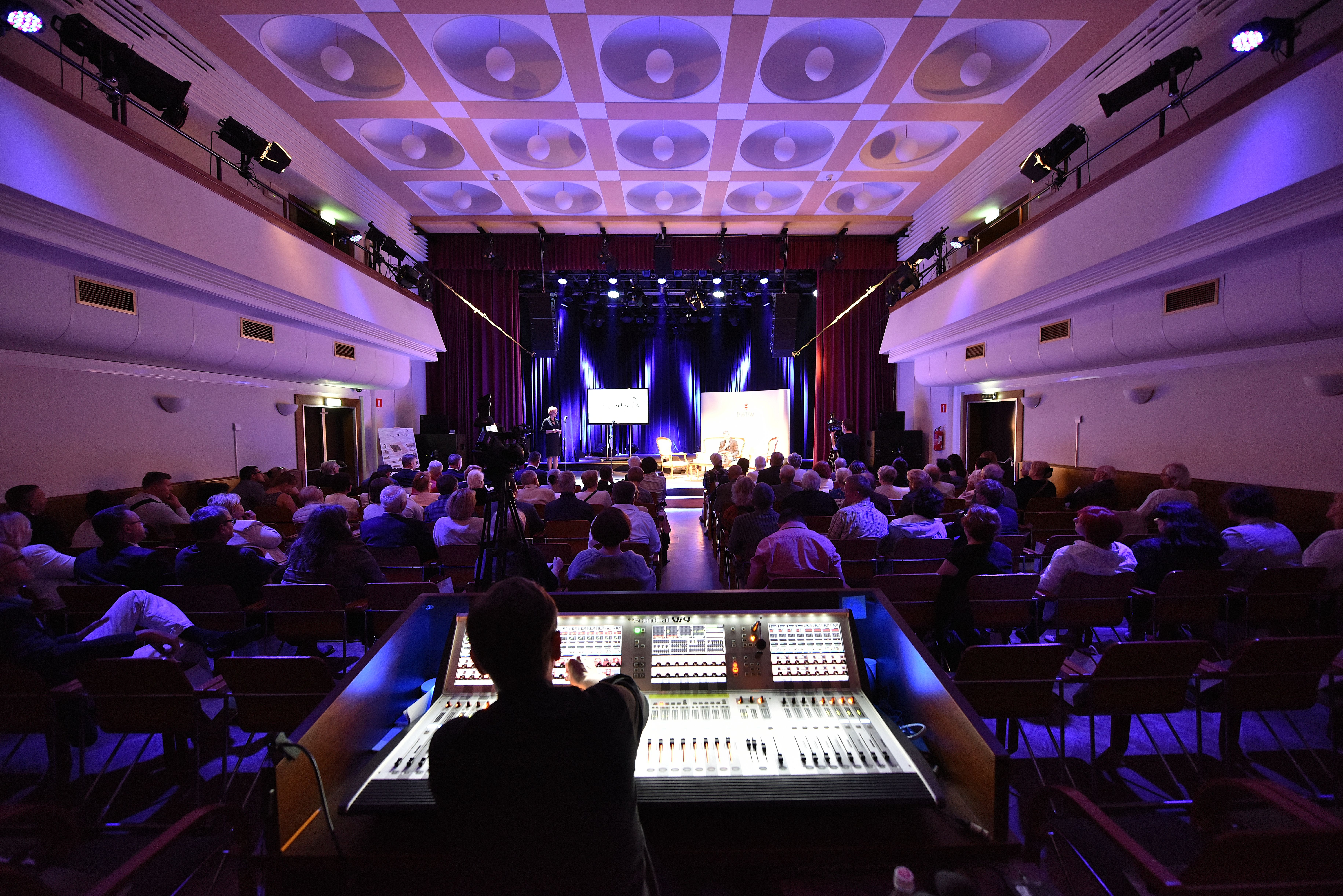
Muzyczne Studio Polskiego Radia im. Agnieszki Osieckiej przy ul. Myśliwieckiej 3/5/7, w którym m.in. nagrywane są cyklicznie koncerty „Trójki”

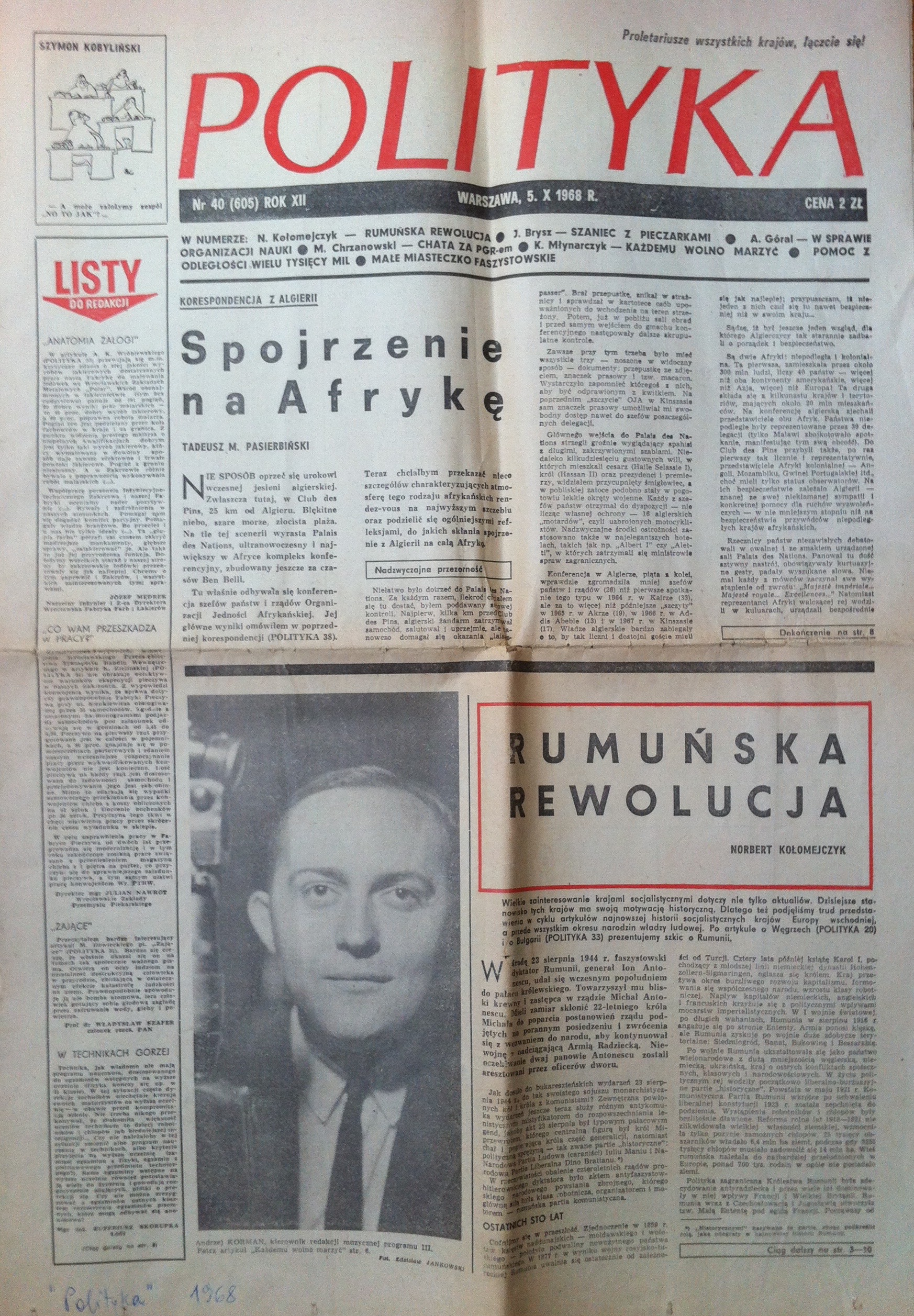
Andrzej Korman, kierownik redakcji muzycznej Trójki, na okładce Polityki z 1968 roku.

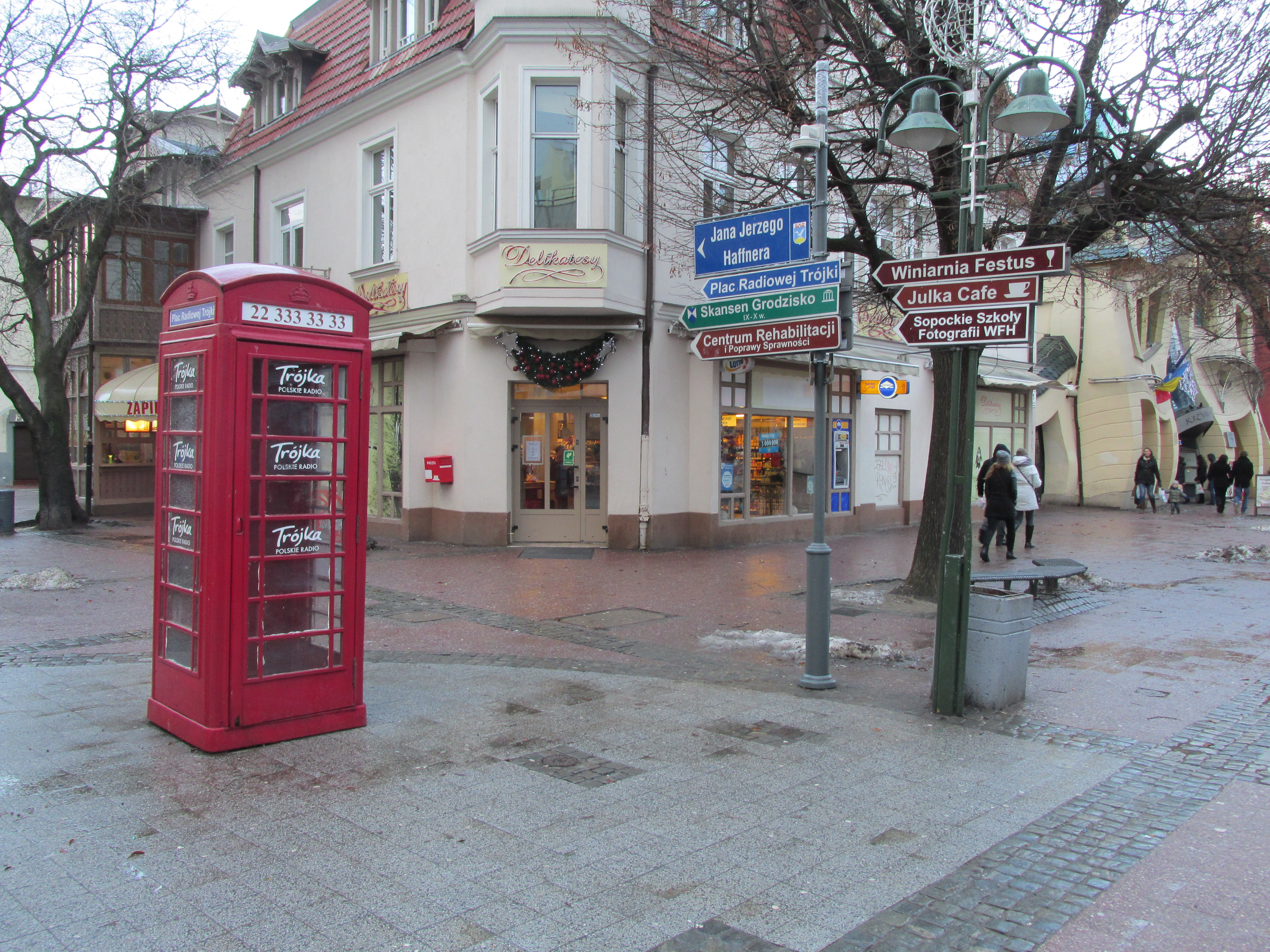
Podczas wyjazdowego notowania Listy Przebojów Programu Trzeciego w Sopocie w roku 2013 ochrzczono plac przy ul. Bohaterów Monte Cassino „Placem Radiowej Trójki” i postawiono przy nim „Trójkową budkę telefoniczną”

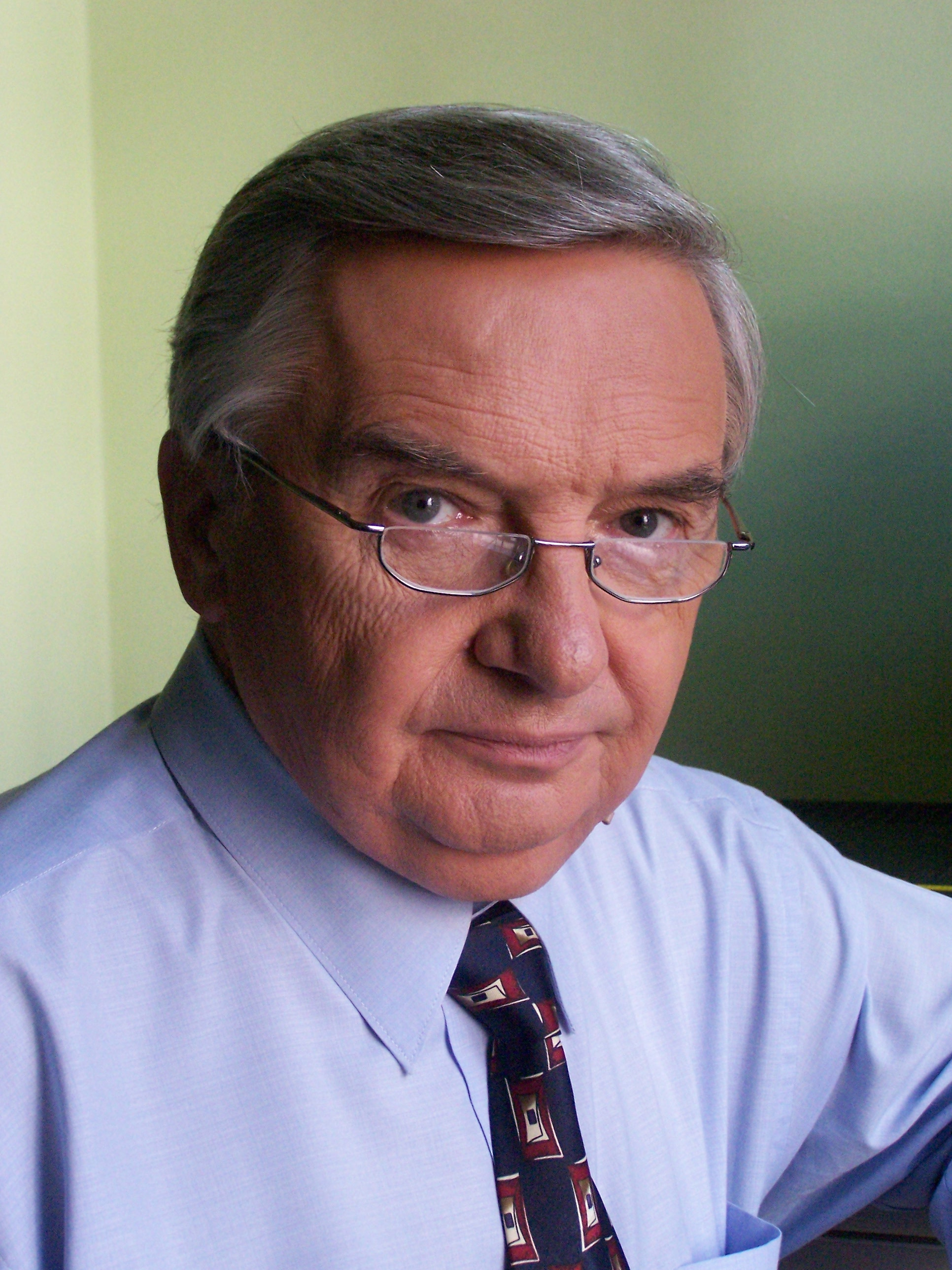
Tadeusz Sznuk zanim trafił do Programu I pracował w Trójce

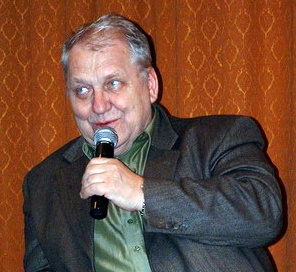
Marek Gaszyński to jedna z największych ikon Programu 3 w latach 60. i 70.

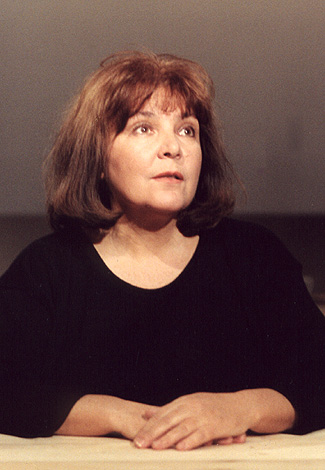
W roli Elizy, w słuchowisku „Kocham pana, panie Sułku” występowała Marta Lipińska

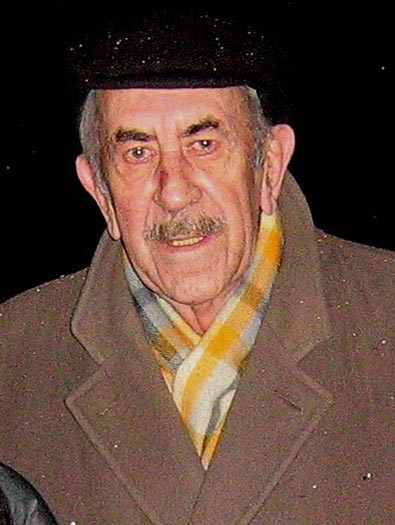
Jan Kobuszewski występował w słuchowisku „Rodzina Poszepszyńskich”

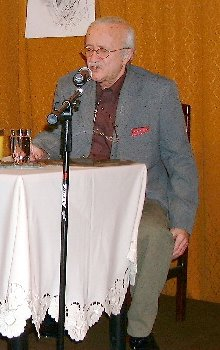
...oraz Jan Tadeusz Stanisławski

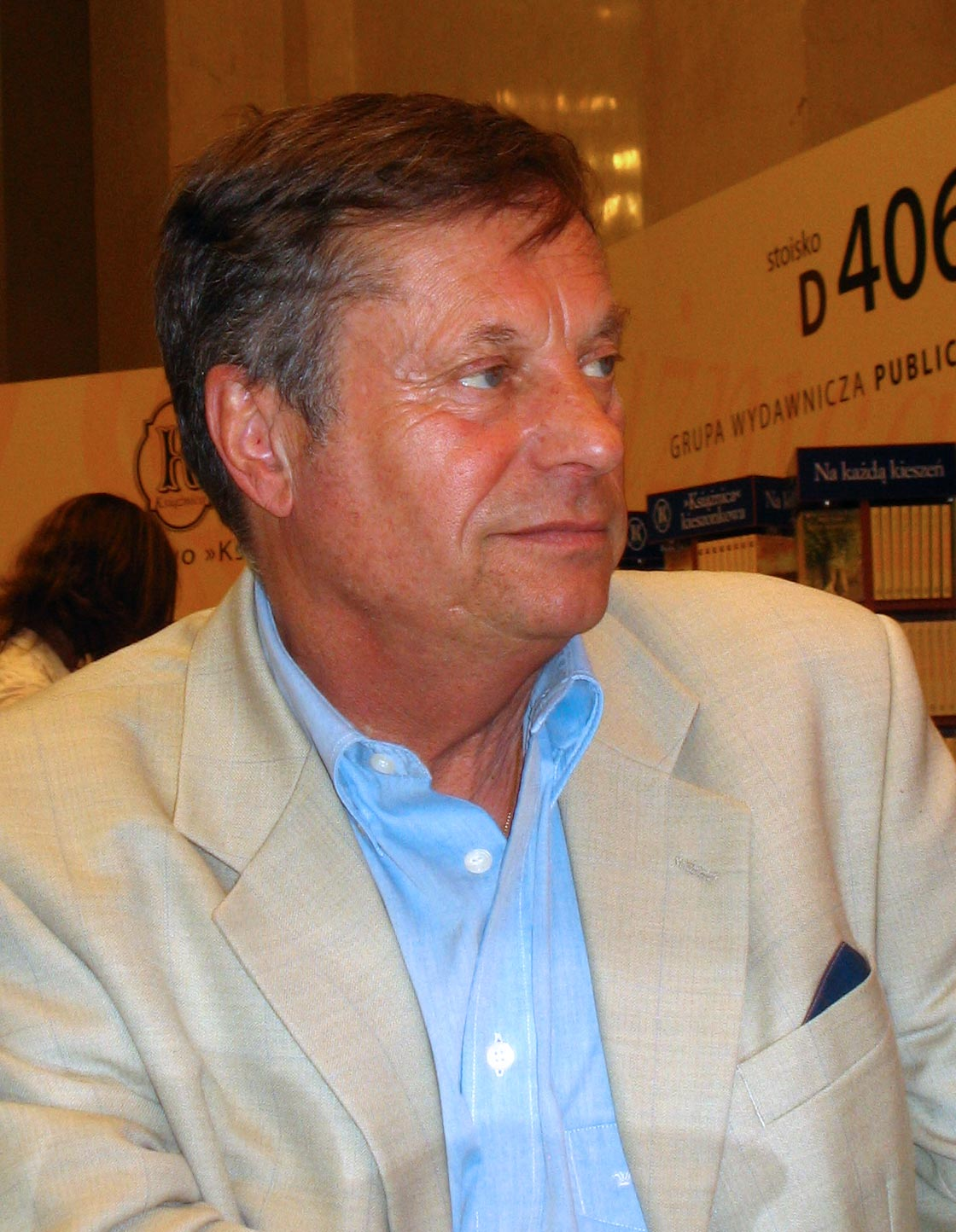
Stefan Friedmann współpracował z takimi trójkowymi audycjami jak: „60 minut na godzinę” czy „Ilustrowany tygodnik rozrywkowy”

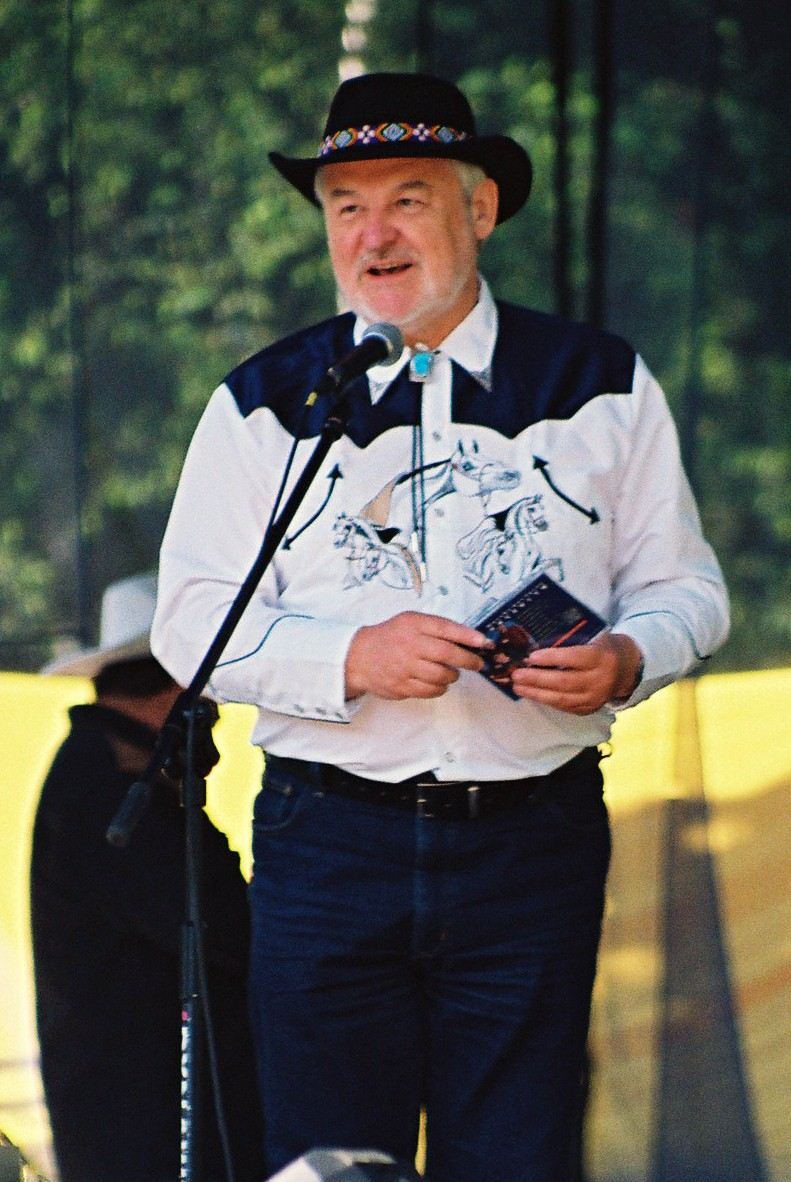
Korneliusz Pacuda, popularyzator muzyki country, związany był z Trójką do roku 2001

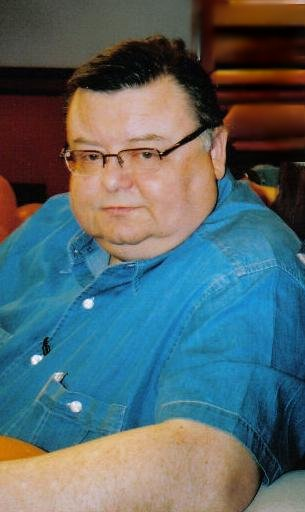
Wojciech Mann – jeden z najbardziej rozpoznawanych głosów radiowych

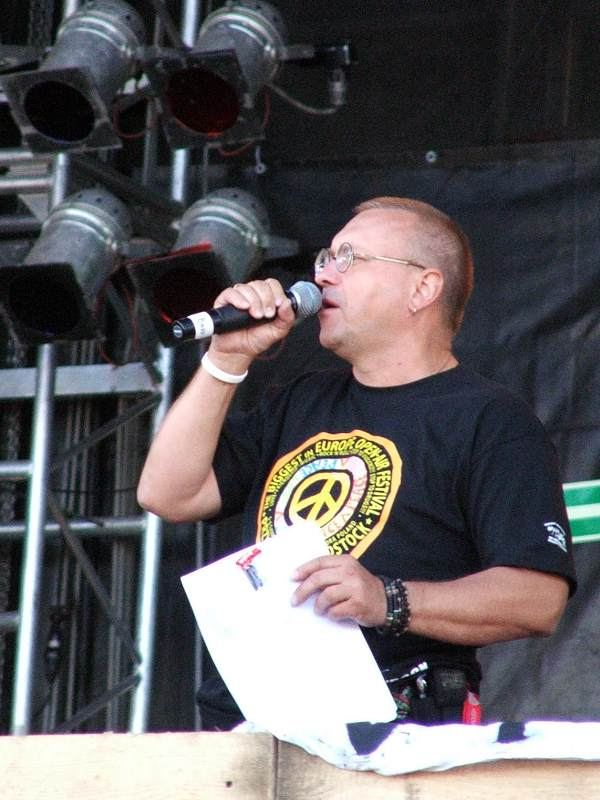
Jerzy Owsiak prowadził w Trójce m.in. audycję „Się kręci”

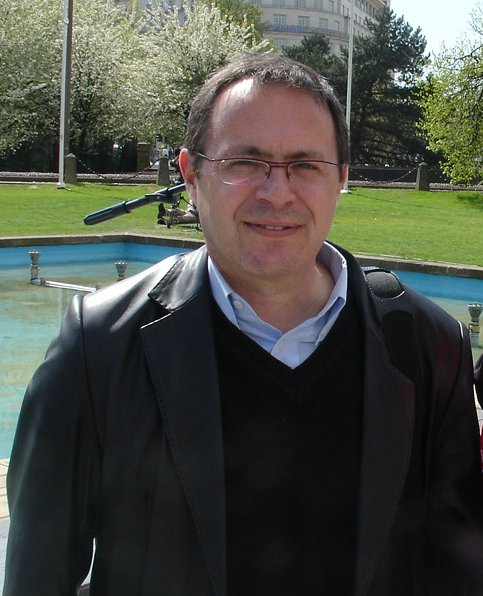
Tomasz Sianecki prowadził na antenie Programu 3 m.in. audycję Zapraszamy do Trójki

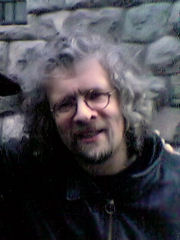
Sławomir Wierzcholski na antenie Trójki prowadził audycje poświęcone bluesowi

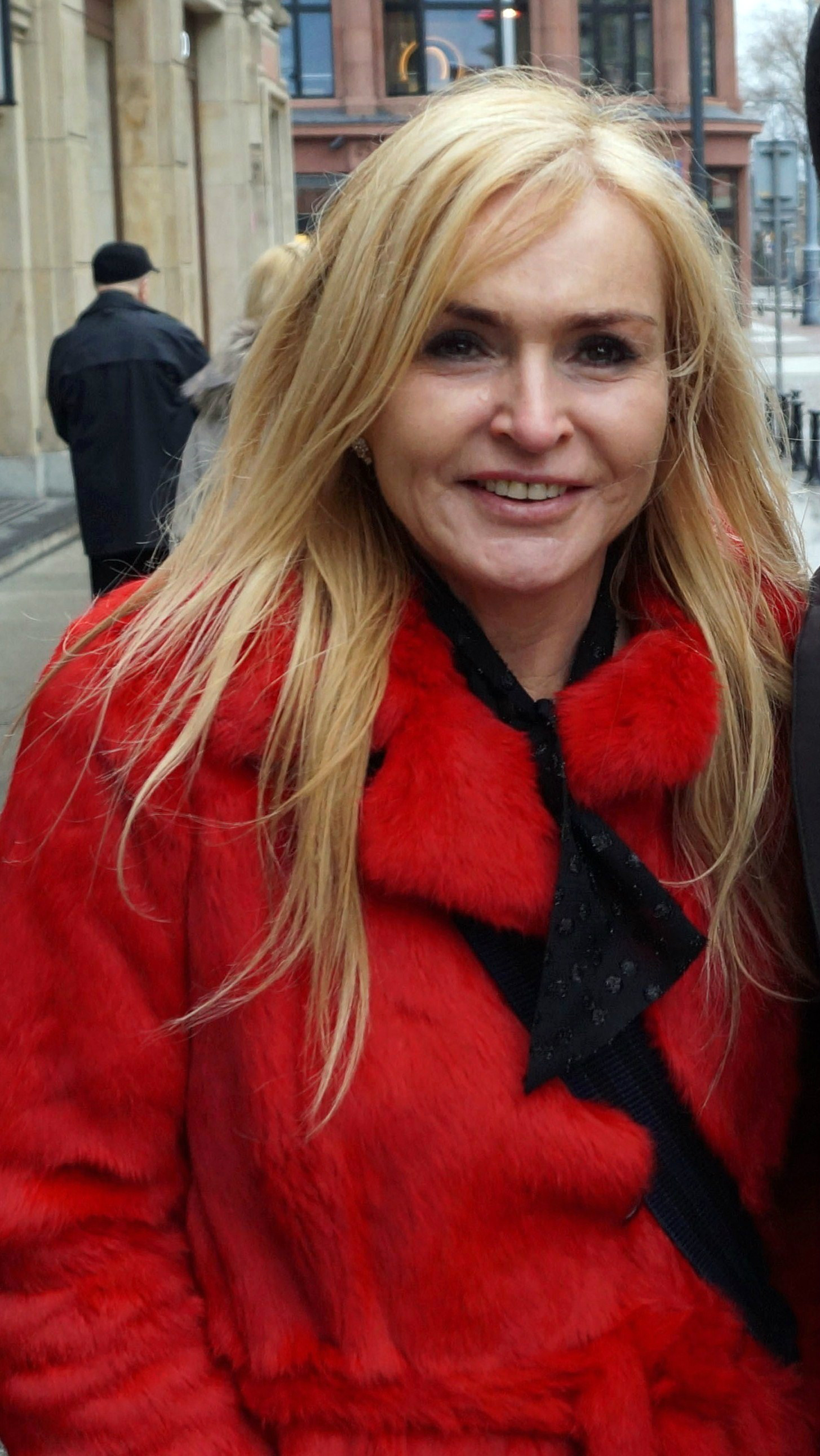
Monika Olejnik w latach 1982–2000 pracowała w Trójce, gdzie była reporterką polityczną i przeprowadzała wywiady z politykami

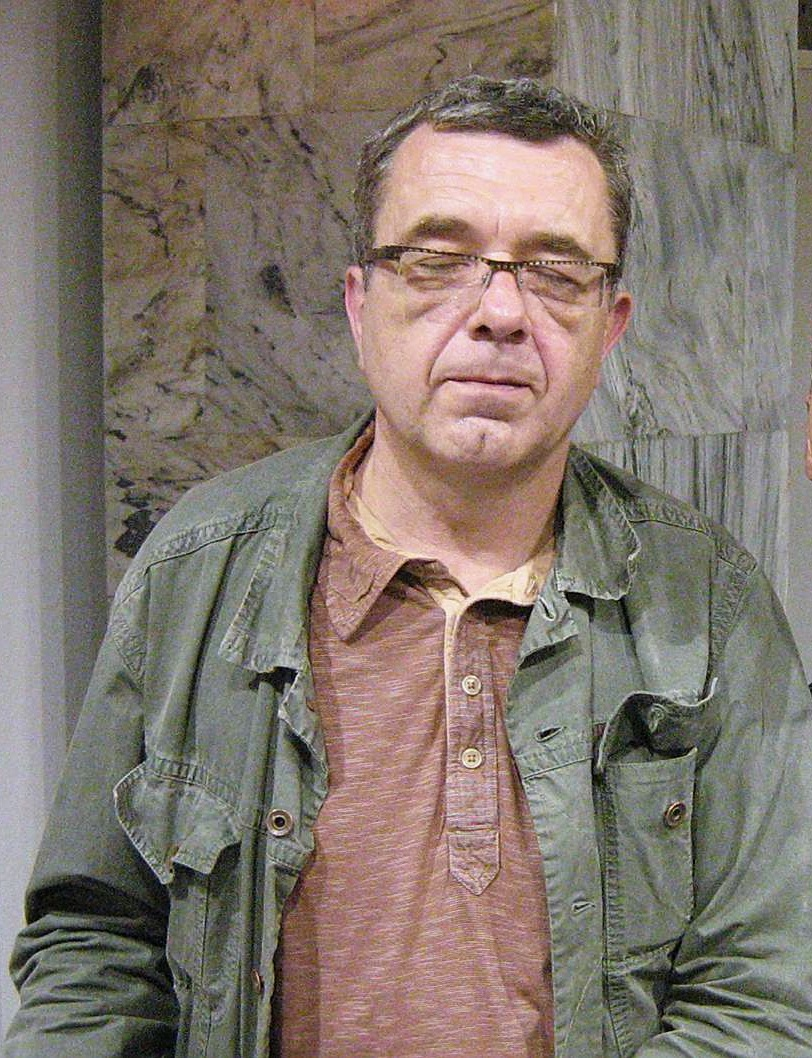
Grzegorz Miecugow – dyrektor Trójki na początku lat 90.

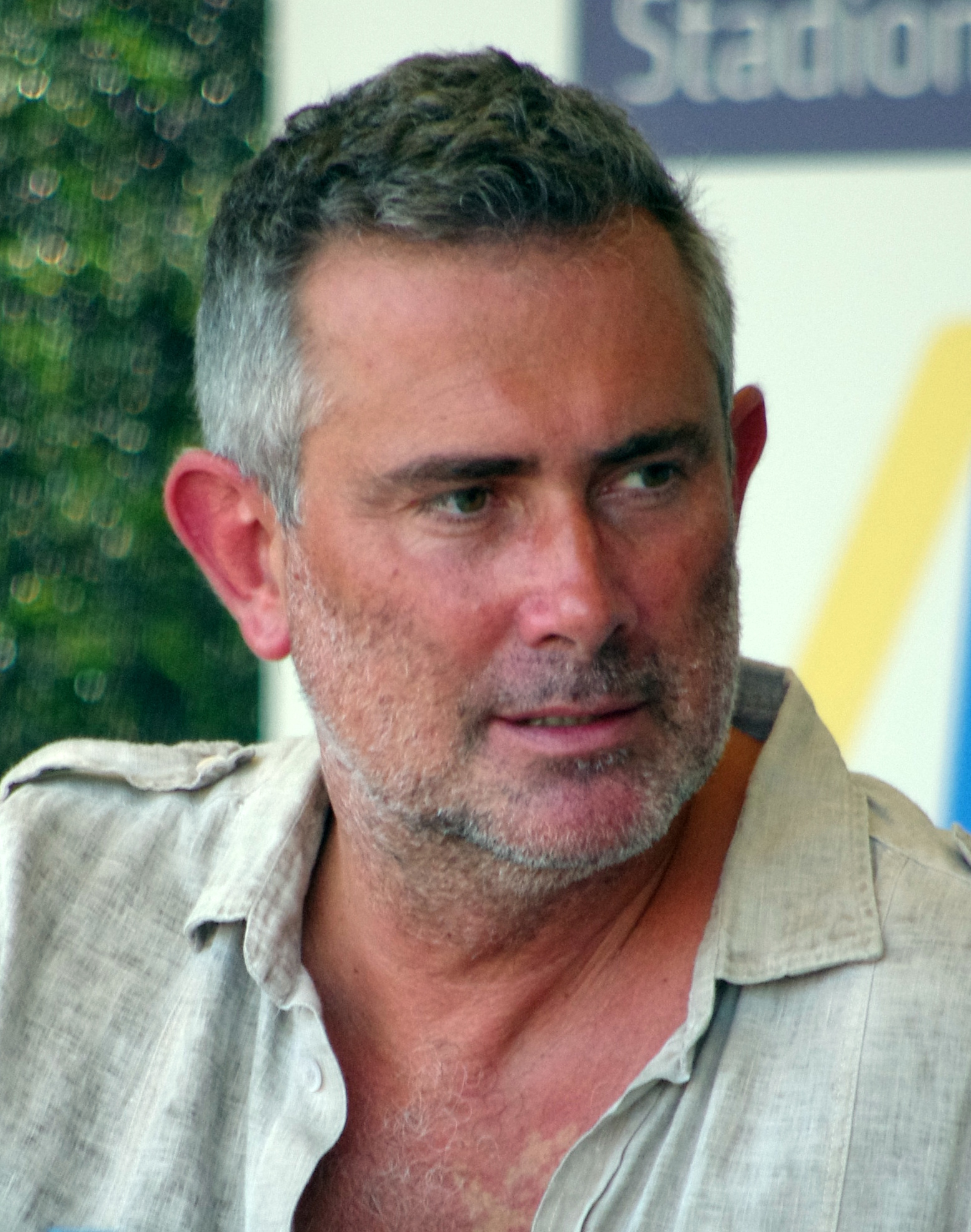
Marcin Kydryński pracował w Trójce od 1989 do 2020 roku.

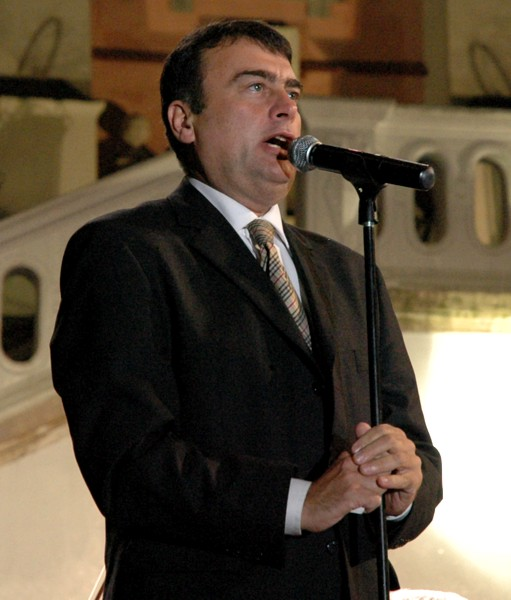
W roku 2016 po dłuższej przerwie, na antenę Trójki powrócił Paweł Sztompke, gdzie prowadził audycję „Ostatni seans filmowy”.

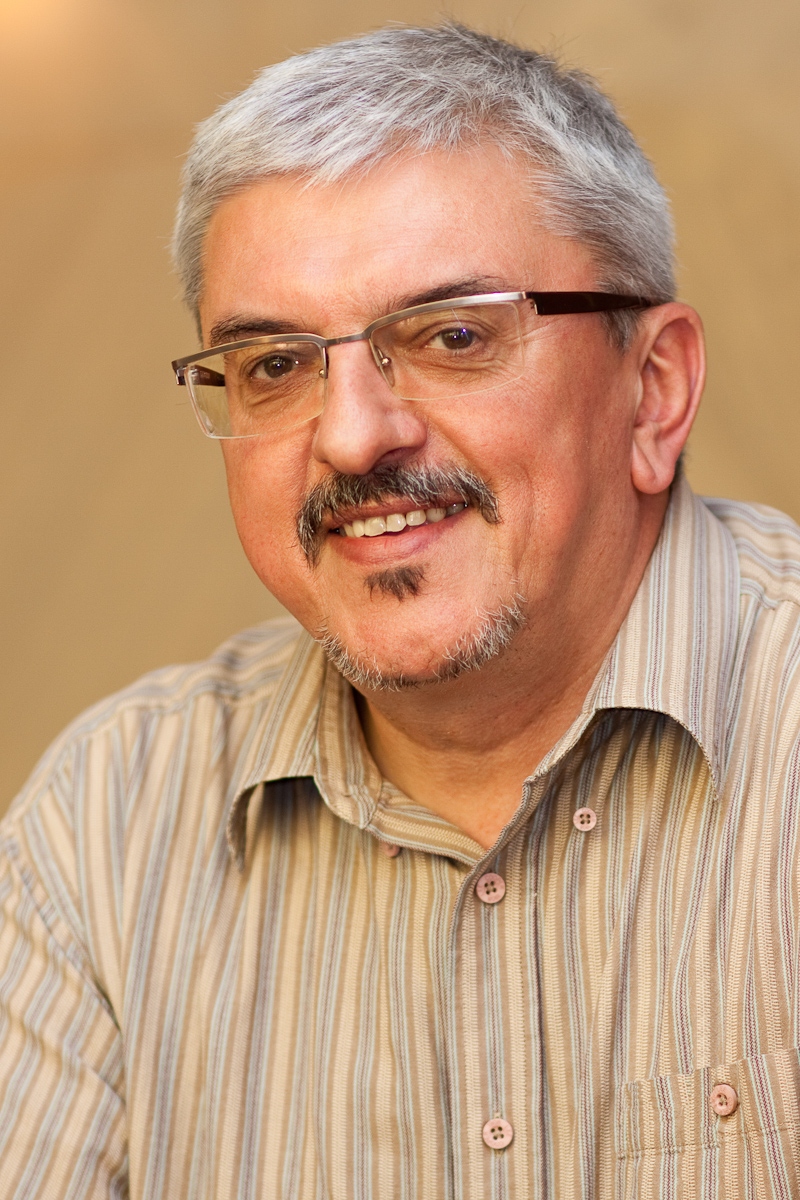
Marek Niedźwiecki – jedna z największych osobowości Trójki, pracował w niej w latach 1982–2007 oraz ponownie od kwietnia 2010 do maja 2020.

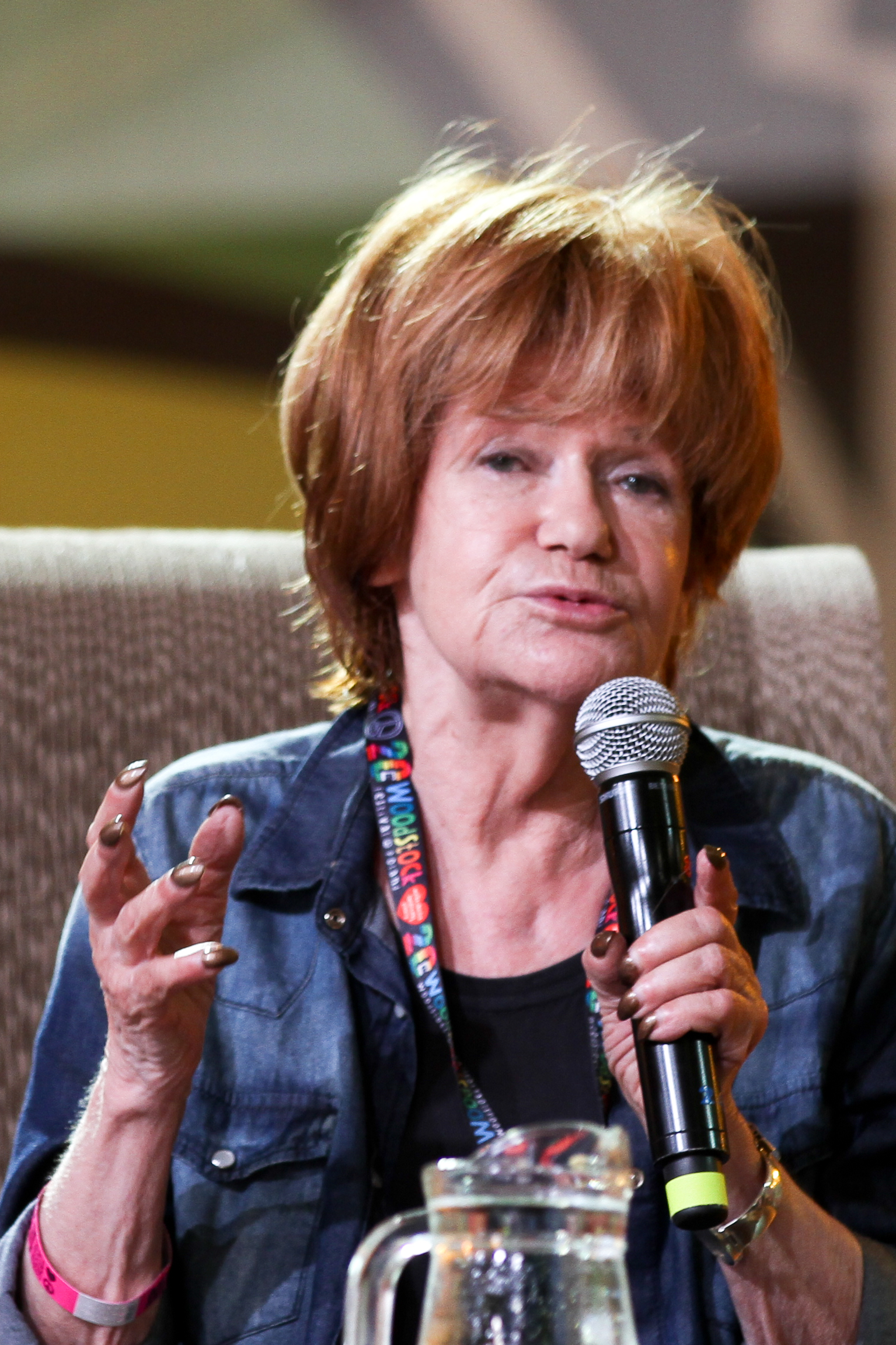
Maria Czubaszek – najbardziej znana z wielu tekstów satyrycznych, pisanych dla znanych aktorów i prezentowanych w radiowej Trójce

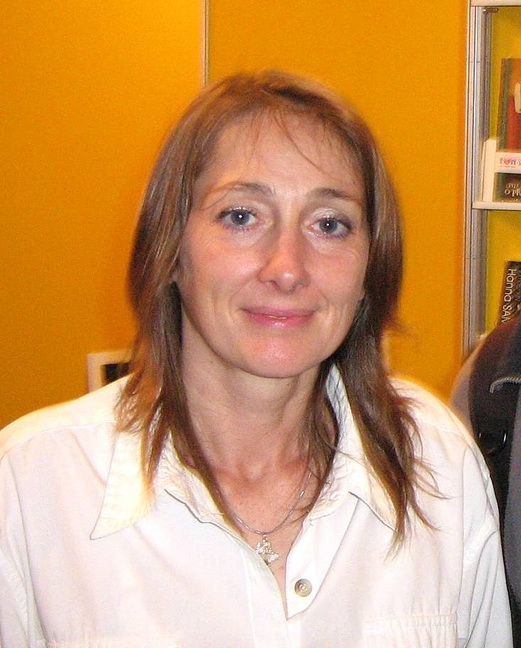
Beata Pawlikowska prowadziła z Grzegorzem Wasowskim audycję Lista przebojów dla oldboyów

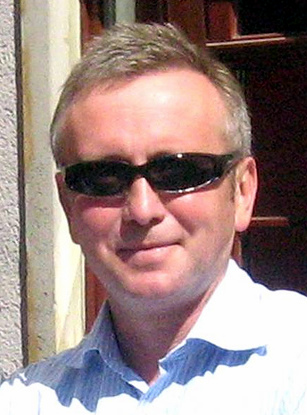
Po odejściu ze stacji Marka Niedźwieckiego, prowadzenie Listy Programu 3 przejął Piotr Baron

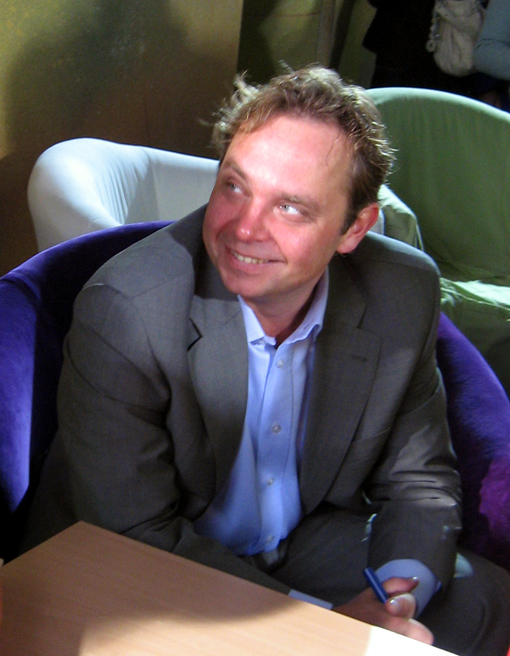
Kuba Strzyczkowski prowadził audycję „Za, a nawet przeciw” oraz piątkowe popołudniowe wydanie „Zapraszamy do Trójki”. Od maja do sierpnia 2020 roku był dyrektorem stacji.

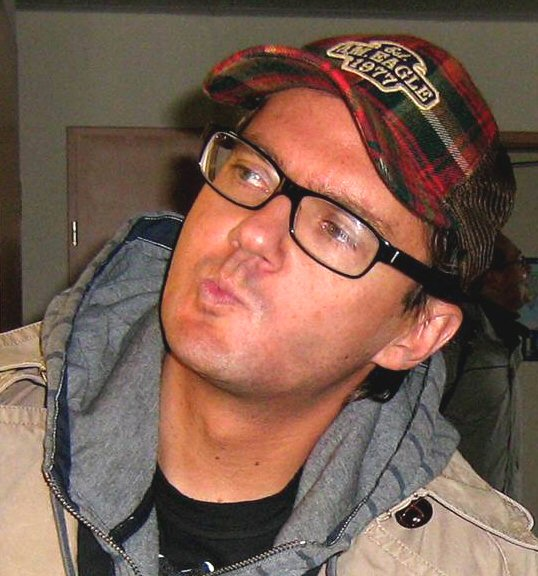
Kuba Wojewódzki z Trójką był związany w latach 90.

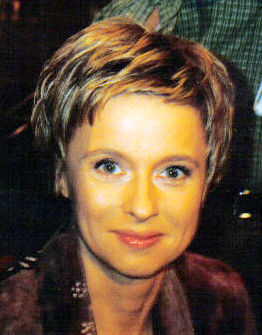
Po odejściu z Trójki Moniki Olejnik rozmowy z politykami na antenie stacji prowadziła m.in. Jolanta Pieńkowska

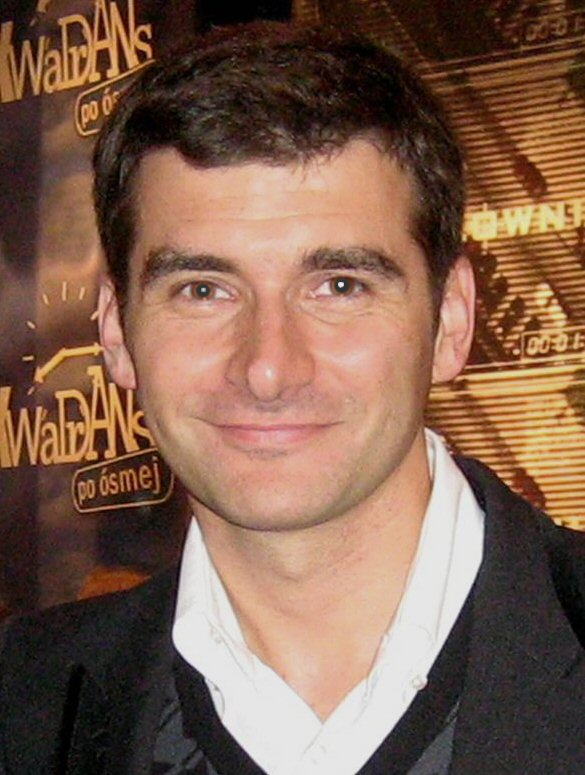
Tomasz Kammel bardzo krótko pracował w Programie 3. Prowadził m.in. audycję Znaki szczególne

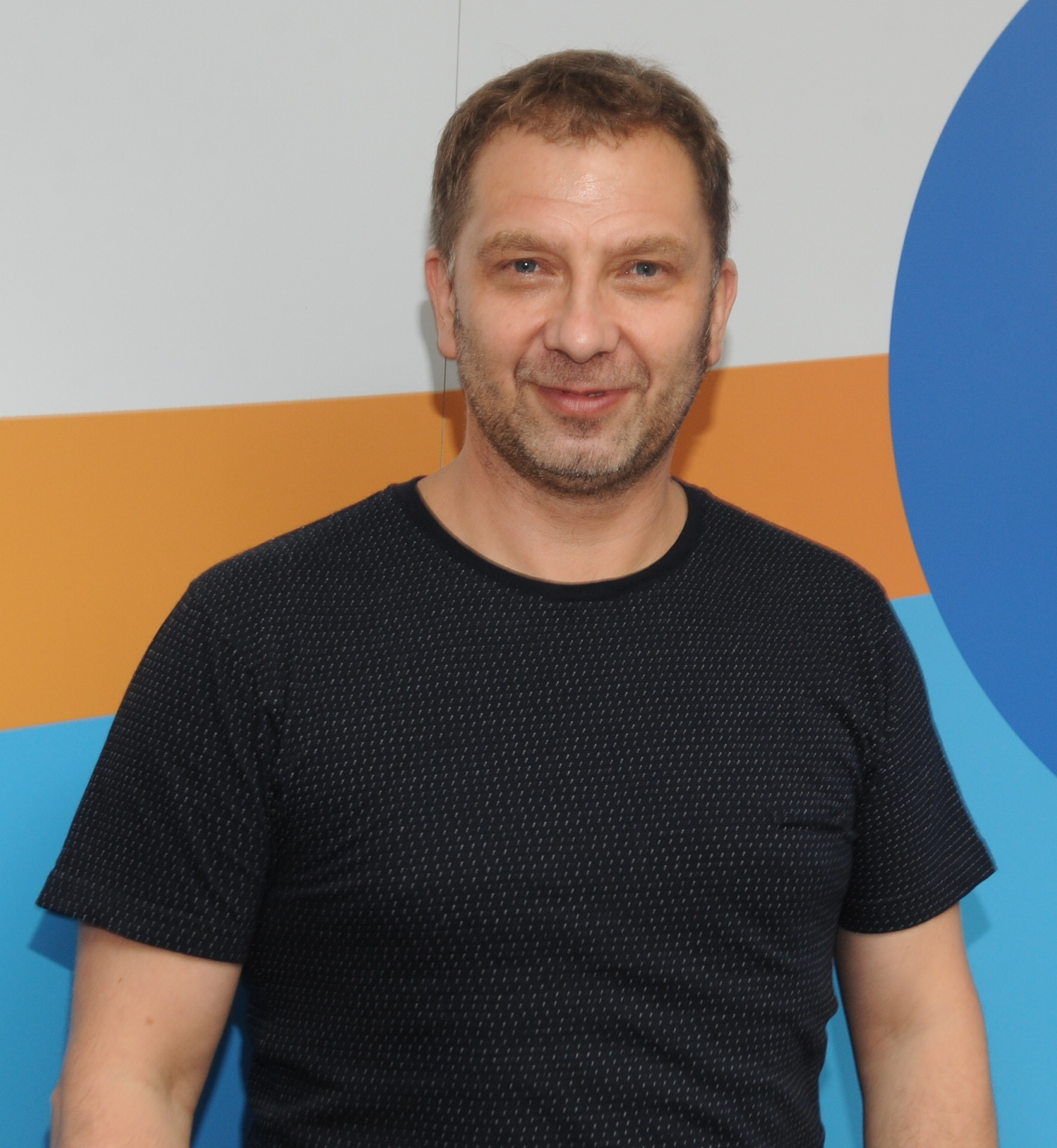
Piotr Metz, współtwórca sukcesu konkurencyjnej stacji radiowej RMF FM po powrocie do Programu 3 prowadził m.in. audycję „Lista osobista”, a w latach 2016–2020 był szefem Redakcji Muzycznej.

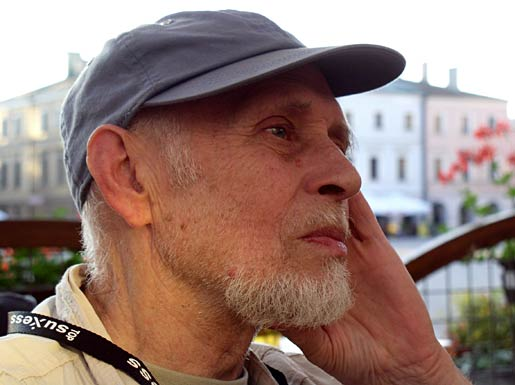
Jan „Ptaszyn” Wróblewski – jedna z niewielu postaci związanych z Trójką od początku jej istnienia.

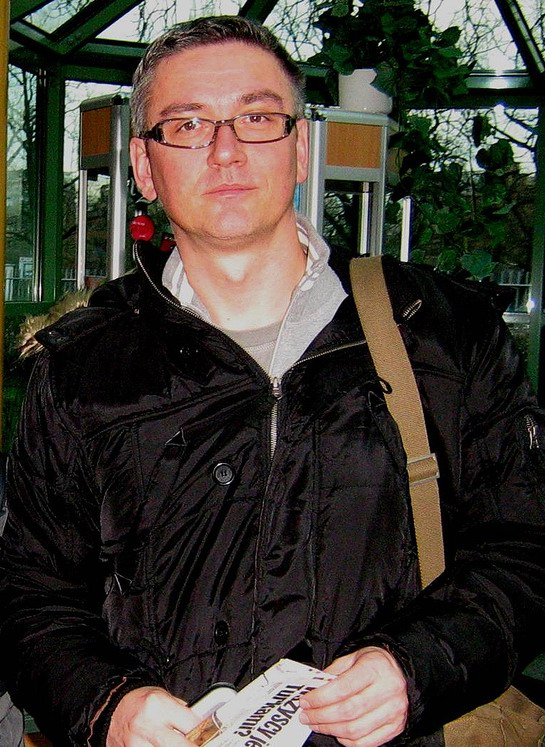
Artur Orzech prowadził audycje „Zaraz wracam” i „Trzy kontynenty” (odszedł w 2017)

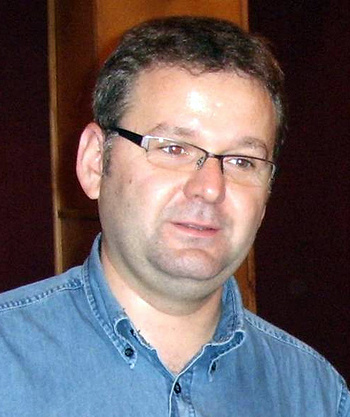
Artur Andrus – był odpowiedzialny w Trójce za audycje związane z kabaretem

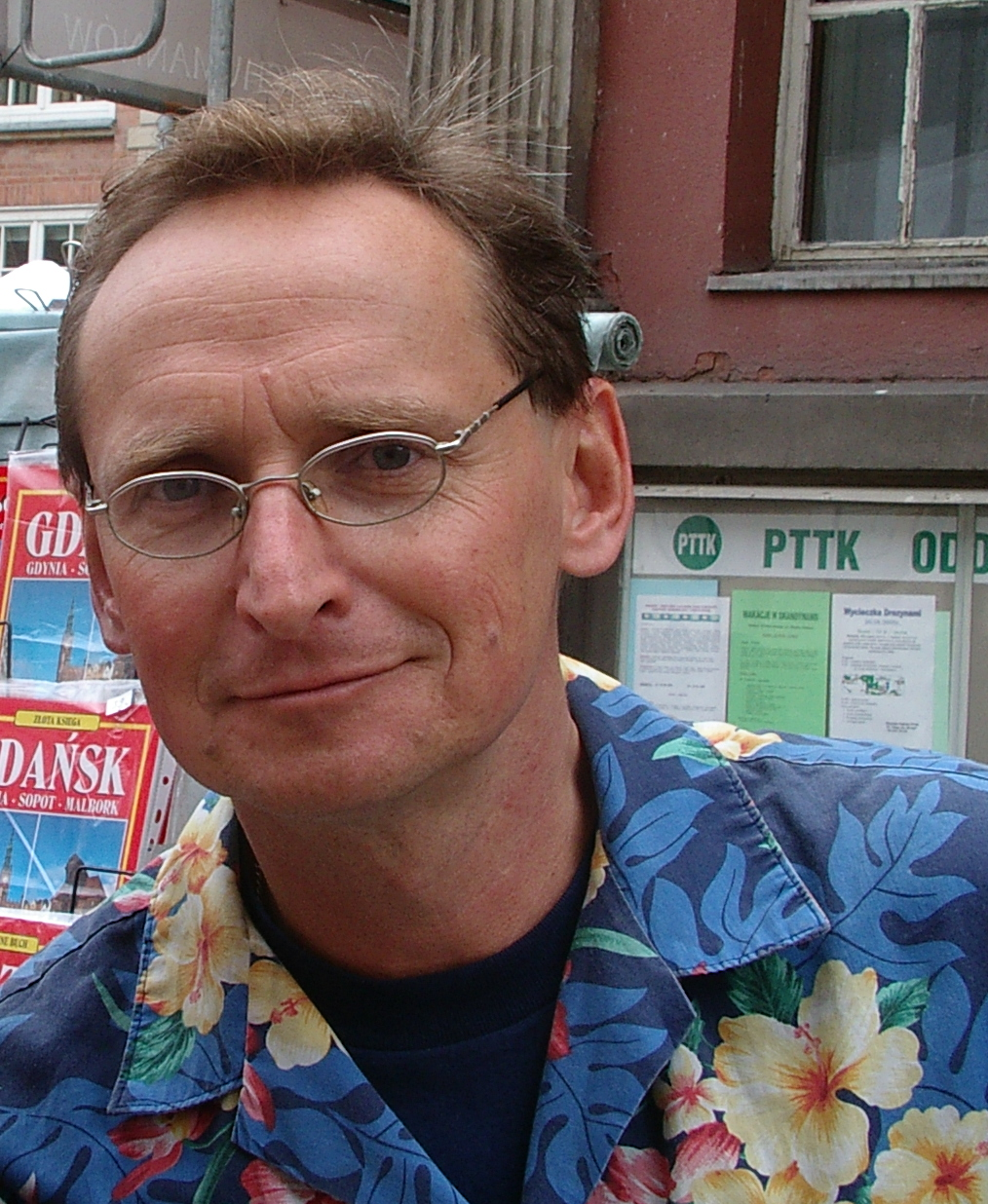
Wojciech Cejrowski – w latach 2007−2010 i 2017−2022 prowadzący program „Audycja Podzwrotnikowa”

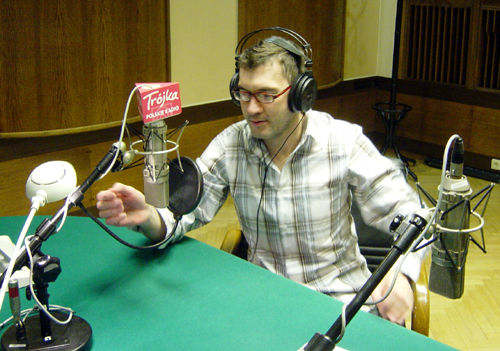
Dmitrij Strelnikoff był jednym z czterech reporterów stacji biorących udział w pierwszej edycji projektu „Trójka przekracza granice”

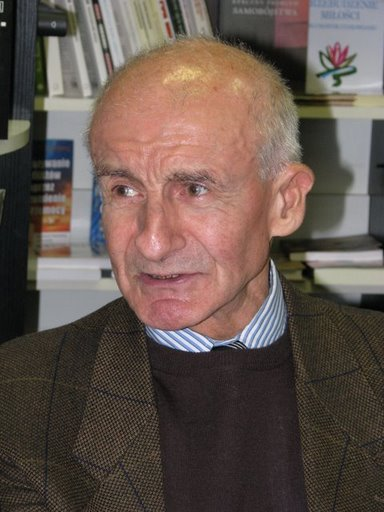
Jednym z gości, który przez pewien okres gościł w audycji Tu Baron był krytyk literacki Andrzej Dobosz, który w środy opowiadał o wybranych przez siebie książkach

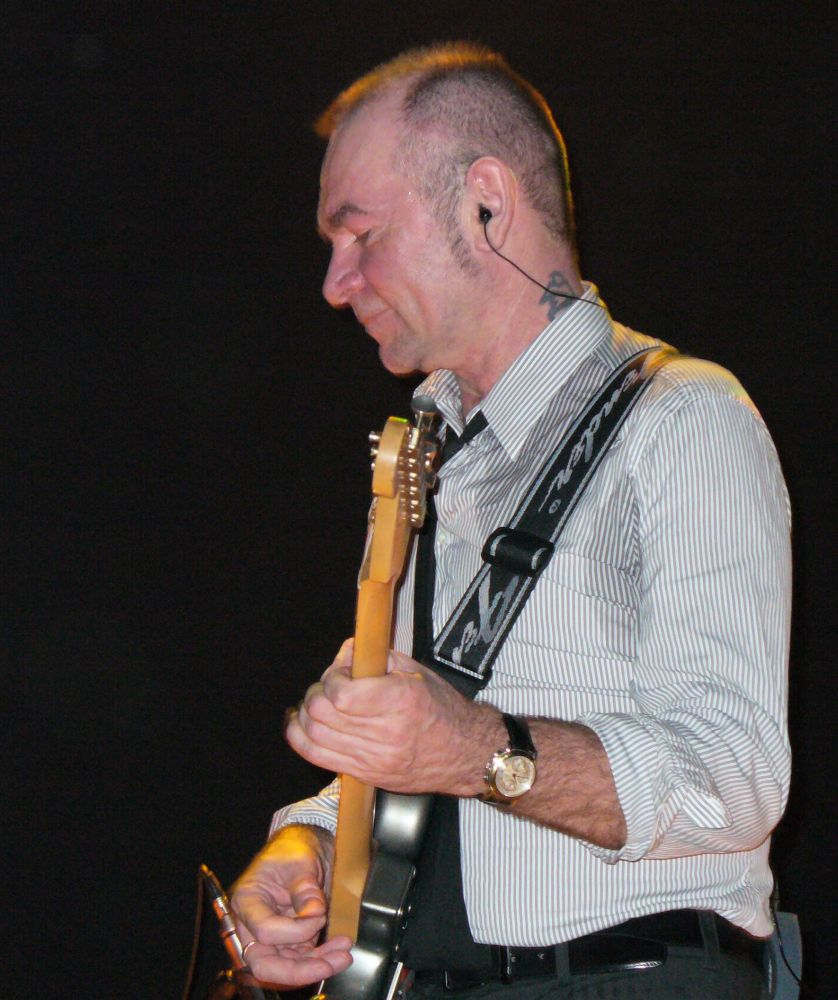
Wojciech Waglewski pojawił się na trójkowej antenie jesienią 2008 roku. Wraz z synem, Fiszem prowadził audycję „Magiel Wagli”

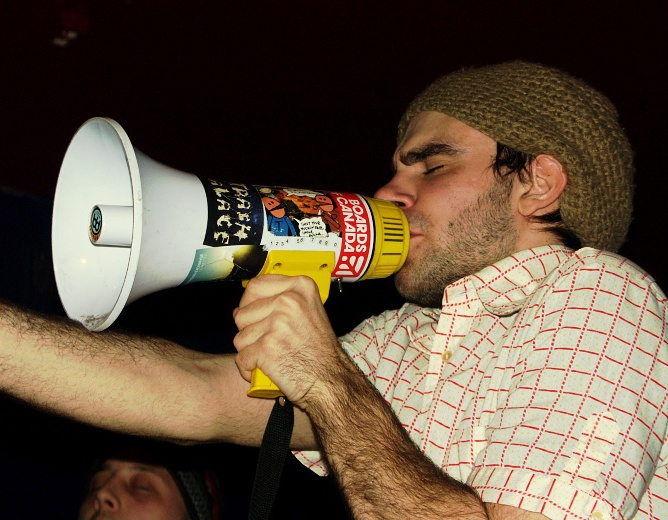
Fisz (Bartosz Waglewski)

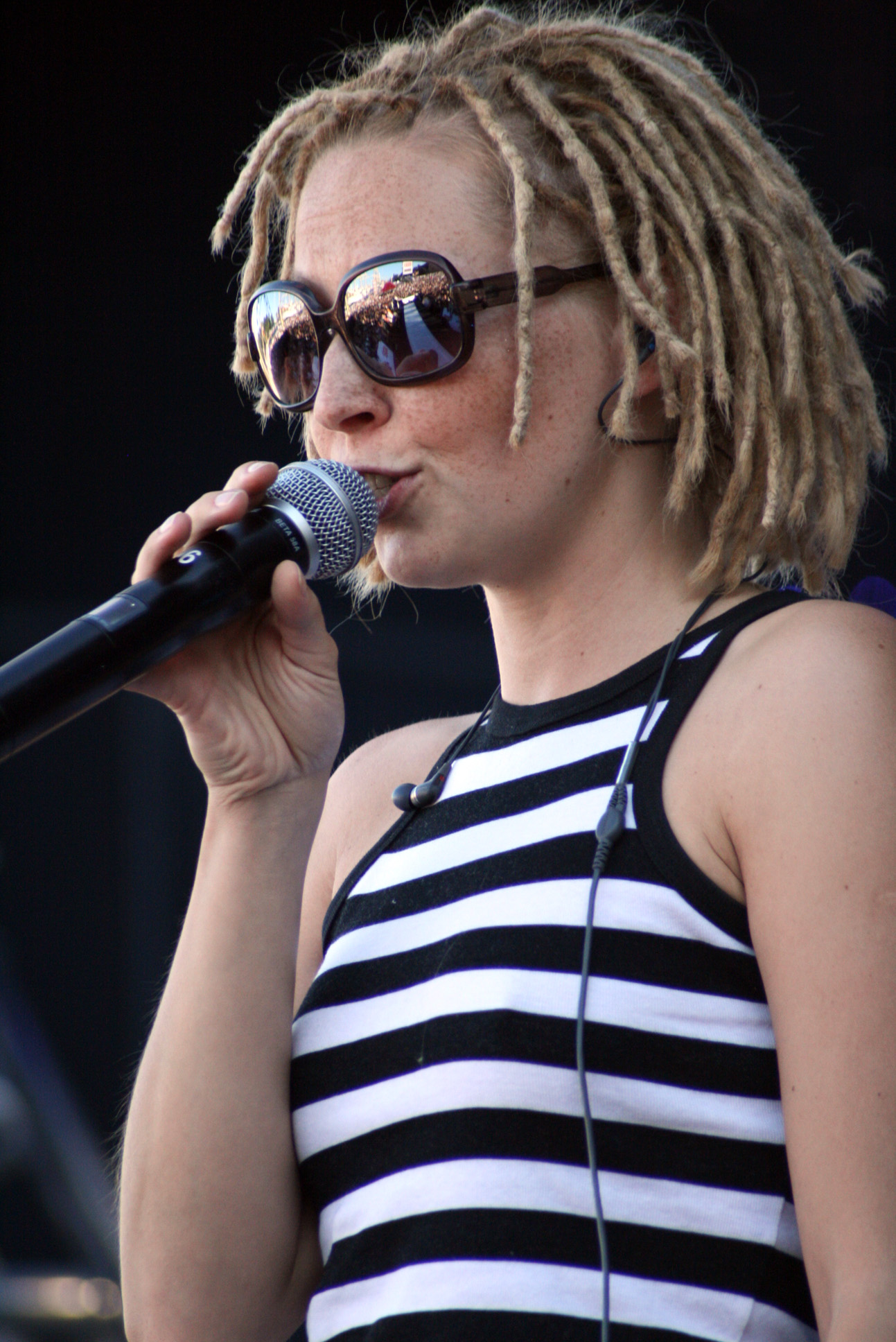
Karolina Kozak – kolejna z postaci sceny muzycznej, która prowadziła do 2012 r. w Trójce swoją autorską audycję muzyczną „Bez etykiety”. Niegdyś byłą prezenterka MTV.

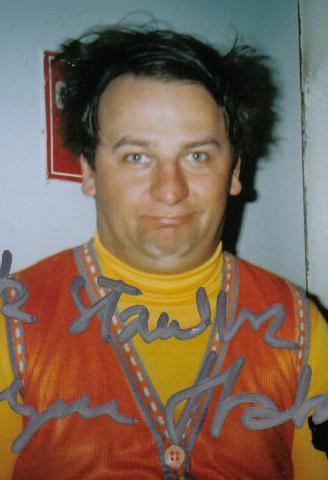
Grzegorz Halama jako „Pan Józek” występował w „Urywkach z rozrywki” w porannym „Zapraszamy do Trójki”

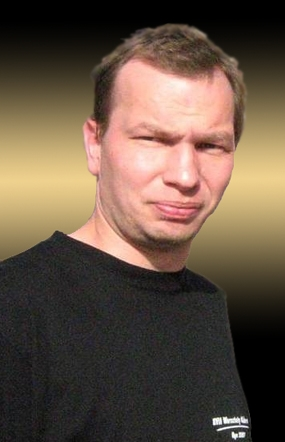
Tomasz Jachimek – jedna z postaci polskiej sceny kabaretowej często gościnnie występująca w audycji „Akademia rozrywki”

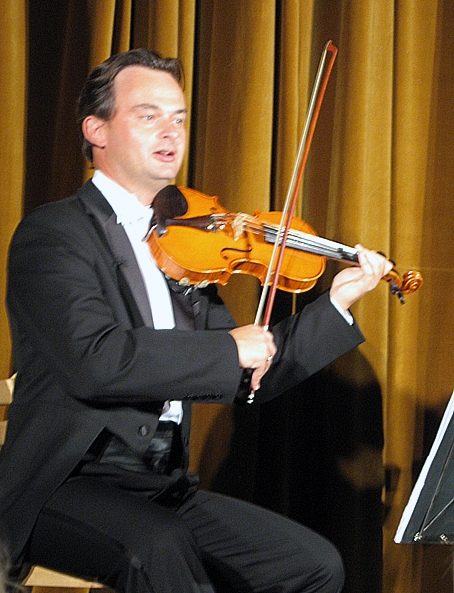
Filip Jaślar, skrzypek z Grupy MoCarta pojawia się w środowym wydaniu „Urywków z kalendarza”. Wraz z Marcinem Łukawskim dwukrotnie prowadził świąteczne wydania porannego „Zapraszamy do Trójki”

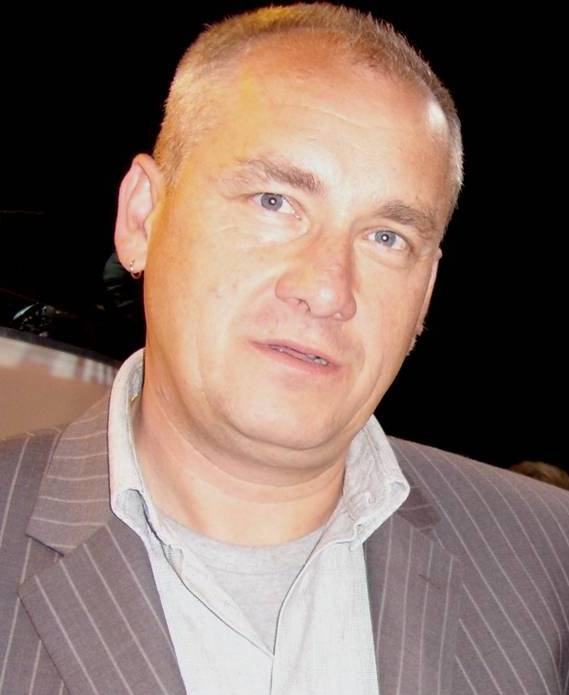
Jedną z osób, które próbowały przystosować Trójkę do nowych realiów w polskich mediach był Michał Olszański, który pracował w redakcji sportowej stacji

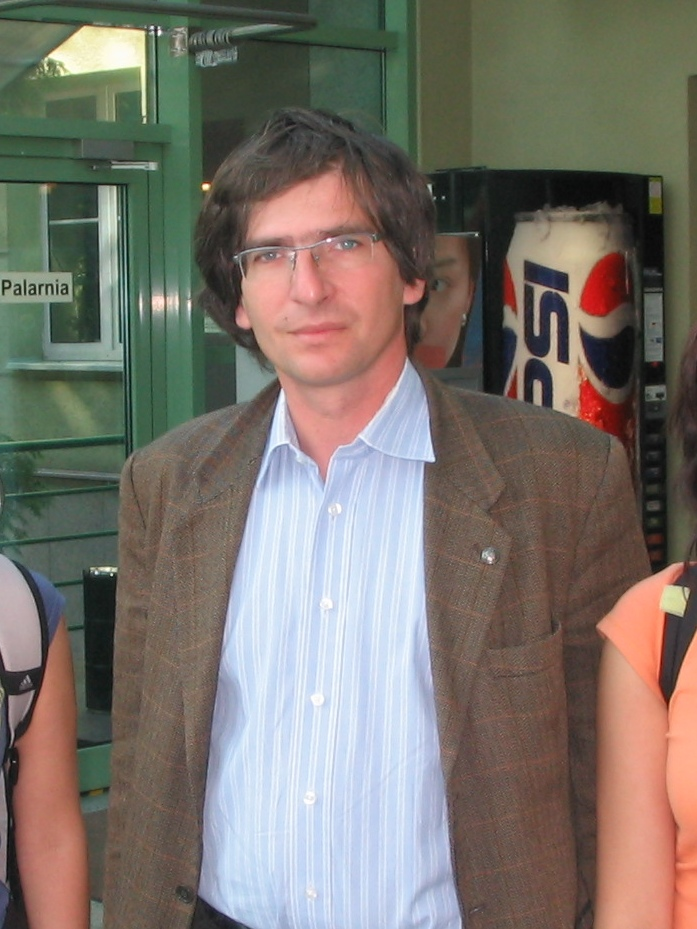
Krzysztof Skowroński – dyrektor Programu 3 w latach 2006–2009. Ponadto prowadził w tej rozgłośni m.in. Salon polityczny Trójki

Polskie Radio Program 3 (Trójka, Radiowa Trójka, Program Trzeci Polskiego Radia, oficjalny skrót PR3; inne: P3PR, PRP3) – ogólnopolska, całodobowa, publiczna polska stacja radiowa, będąca częścią spółki akcyjnej Polskie Radio. Regularną emisję programu rozpoczęła 1 kwietnia 1962 roku.

## Charakterystyka
Siedziba Programu 3 Polskiego Radia mieści się przy ul. Myśliwieckiej 3/5/7 w Warszawie. Budynek rozgłośni to jeden z budynków dawnych koszar. Spalony w czasie II wojny światowej, został zaadaptowany do potrzeb radia i oddany do użytku 22 lipca 1949 roku.
Program 3 Polskiego Radia można odbierać drogą naziemną na terenie całego kraju za pomocą nadajników UKF oraz w wielu rejonach kraju za pomocą nadajników systemu DAB+. Ponadto przekaz stacji dostępny jest za pomocą telewizji hybrydowej HbbTV, platform cyfrowych nc+ oraz Cyfrowy Polsat oraz poprzez Internet – zarówno stronę stacji, jak i dedykowaną aplikację mobilną Polskiego Radia. Rozgłośni można słuchać również przy użyciu łącza telefonicznego dzwoniąc pod numer (22) 645 93 00.
Stacja nadaje program o charakterze muzyczno-rozrywkowym. Na antenie obecne są również audycje publicystyczne, w których poruszane są tematy polityczne, społeczne i kulturalne. Do stałych elementów ramówki należą: słuchowiska, reportaże radiowe, audycje kabaretowe oraz powieści czytane w odcinkach. Obok bieżących informacji z kraju i ze świata prezentowane są również wiadomości ze świata sztuki (film, teatr, literatura, wystawy).
Audycje Trójki to prawie wyłącznie programy autorskie prowadzone przez dziennikarzy samodzielnie decydujących o wyborze muzyki i formie jej prezentacji. Od początku istnienia stacji w ramach audycji autorskich na jej antenie stale obecne były niemal wszystkie gatunki muzyczne: rock, rock’n’roll, heavy metal, pop, blues, jazz, country, folk, house, chillout, reggae, rhythm and blues, hip-hop, muzyka alternatywna, elektroniczna, klubowa, latynoamerykańska, filmowa, poważna (włącznie z operą), poezja śpiewana. Różnorodność ta zachowała się do dziś (choć muzyka country, poważna i hip-hop została znacząco zredukowana).
Trójka od lat organizuje wiele akcji charytatywnych (do których należą między innymi akcja Idą Święta) oraz imprez plenerowych mających na celu zarówno promocję samej stacji, jak i rozbudzanie zainteresowania sportem oraz kulturą wśród radiosłuchaczy.
Program Trzeci regularnie wydaje albumy związane z różnymi audycjami stacji. Są to zazwyczaj składanki utworów muzycznych prezentowanych w danym programie od wielu wykonawców, często jako nagrania koncertów dla stacji. Do tej pory wydano płyty związane między innymi z audycjami „3maj z nami”, „Smooth jazz cafe”, „Siesta”, „Offensywa”, „Muzyczna poczta UKF”, „Trójkowy Ekspres”, „MiniMax”, „Lista przebojów”. Wielokrotnie ukazywały się również kolekcje wybranych skeczów prezentowanych wcześniej w ramach audycji kabaretowych (np. z cyklu „60 minut na godzinę”)
Swoistą tradycją Programu 3 stało się nadawanie audycjom tytułów korespondujących z liczbą 3. Większość z nich stanowi grę słów i nawiązuje do znanych powiedzeń, bądź sloganów. W przeszłości na antenie stacji odnaleźć można było zatem takie audycje jak: „Potrójmy o sporcie”, „Trzecia fala”, „3maj z nami”, „MP Trójka”, „Trzecia godzina”, „Trzecie ucho”, „M3”, „Trzy kwadranse jazzu”, „LP Trójka”, „Trzecia strona księżyca”, „Trzecia strona medalu”, „Trzecia strona świata”. Do liczby 3 nawiązuje też złożony z siedmiu trójek numer telefonu dla słuchaczy.
Kolejnym symbolem stacji jest adres „Myśliwiecka 3/5/7”, który był regularnie podawany na antenie i do 2020 roku był nazwą jednej z audycji autorskich.

## Historia

### 1958–1969
Pomysł stworzenia Programu Trzeciego Polskiego Radia i przekonanie do niego Władysława Gomułki przypisuje się dziennikarzowi radiowemu Stanisławowi Stampf’lowi, współautorowi słuchowiska „Matysiakowie”. Trójka miała być radiem dla młodych ludzi – w intencji ówczesnych władz miała pełnić funkcję „wentylu bezpieczeństwa”: odciągnąć polską młodzież od zachodnich stacji (np. od Radia Luksemburg), a jednocześnie zapewnić możliwość oddziaływania ideologicznego, kontroli przekazu i indoktrynacji.
Trójka rozpoczęła testowe nadawanie swojego programu 1 marca 1958 roku. Była ona wówczas odbierana jedynie w Warszawie, Opolu i Katowicach. Za oficjalną datę rozpoczęcia działalności przez Program 3 przyjmuje się jednak 1 kwietnia 1962 roku. Pierwszym dyrektorem stacji był Edward Fiszer, zaś kierownikiem redakcji muzycznej na przełomie lat 60. i 70. był Andrzej Korman.
Artystyczne (zarówno literackie, jak i muzyczne) oraz rozrywkowe audycje Trójki były z założenia skierowane przede wszystkim do ludzi młodych, zwłaszcza ze środowiska studenckiego. Wśród gatunków muzycznych prezentowanych na antenie znajdowały się: jazz, muzyka poważna, polski big beat, zagraniczny rock’n’roll. W przeciwieństwie do audycji Programu I, publicystyka o charakterze polityczno-propagandowym była w Trójce ograniczona do minimum. Jan Borkowski tak wspomina redakcję Trójki tamtych lat: „właśnie w tym zespole nie przypominam sobie żadnych złowieszczych działaczy partyjnych, a głównie młodych, zdolnych, świetnie wykształconych ludzi. Byli Andrzej Korman, Andrzej Stankiewicz, Krystyna Kępska, Elżbieta Markowska, Anna Niesłuchowska. Tu zebrali się najlepsi twórcy kabaretowi: Jacek Fedorowicz, Andrzej Zaorski, Jacek Janczarski, Marcin Wolski. I tak można by snuć barwne opowieści o tym, jak ta Trójka się rozkręcała, jak nabierała dynamiki”.
Pierwszą audycją, którą usłyszeli słuchacze nowej stacji, był „Mój magnetofon” (pierwowzór „Muzycznej poczty UKF”), którą prowadził Mateusz Święcicki – jedna z największych osobowości Programu 3 tamtych lat. W kolejnych latach, wraz z wydłużaniem czasu emisji programu do prawie dziesięciu godzin u schyłku dekady, legendarnych już dziś audycji przybywało. Wśród nich były takie jak „Gwiazda siedmiu wieczorów”, „Opera tygodnia”, „Roman Waschko i jego płyty”, „Bawmy się”, „Fonorama”, przegląd prasy noszący oryginalny tytuł „Nie czytaliście, to posłuchajcie” czy skróty wiadomości „Ekspresem przez świat”. Jedną z audycji, która wówczas pojawiła się na antenie (w roku 1968), był również program „MiniMax – czyli minimum słowa, maksimum muzyki” prowadzony przez 57 lat (do 2020 roku) przez jedną z największych osobowości radiowych – Piotra Kaczkowskiego. Andrzej Korman, Marek Gaszyński i Andrzej Stankiewicz prowadzili wtedy kultową audycję „Klub grającego krążka”. Obok Mateusza Święcickiego, Piotra Kaczkowskiego, Dariusza Michalskiego czy Romana Waschko czołowymi postaciami ówczesnej Trójki byli również Marek Gaszyński i Witold Pograniczny.

### 1970–1979
W latach 70. Program 3 pełnił funkcję radiostacji o profilu inteligencko-kulturalno-rozrywkowym. Był powszechnie słuchany w dużych miastach i w największym stopniu odpowiadał zapotrzebowaniu ich mieszkańców zarówno na najnowsze nowinki muzyczne ze świata, jak i na potrzebę obcowania z dobrą literaturą oraz inteligentną rozrywką. Trójka różniła się pod tym względem od pozostałych programów Polskiego Radia, zarówno od Programu I – w przeważającej większości bardzo oficjalnego (poza „Latem z Radiem” i muzycznym „Studiem Gama”), wypełnionego treściami propagandowymi, komunikatami oraz audycjami poradnikowymi, jak i bardzo elitarnego Programu II – skierowanego do stosunkowo wąskiego grona słuchaczy, wypełnionego „kulturą wysoką”, a także nowo powstałego, szukającego dopiero swojego profilu Programu IV. W Trójce prawie w ogóle nieobecna była propaganda polityczna, a wiadomości nadawano tylko kilka razy dziennie, w nieco lżejszej postaci, w serwisie „Ekspressem przez świat”. Trójka uważana była za radio dla inteligentnych słuchaczy, demonstrujące dystans do panującego ówcześnie systemu politycznego, i nie poddawane dużym ingerencjom cenzury. Wykształciła licznych przywiązanych słuchaczy, używających podobnego kodu kulturowego.
Program 3 był określany jako okno na świat dla ludzi zainteresowanych muzyką. Przedstawiano w nim nowe, sprowadzane z zagranicy zachodnie nagrania rockowe. Obecny był w dużych ilościach jazz, swoje miejsce na antenie miały folk, reggae, blues, swing, country, piosenka francuska. Nie brakowało także ciekawie prezentowanej muzyki klasycznej. Codziennie przedstawiano z omówieniem kolejne odcinki „Opery tygodnia”.
Na początku lat 70. wydłużono program Trójki do osiemnastu godzin i zaczęto nadawać wiele programów „na żywo”. Wciąż powstawały kolejne, kultowe programy, takie jak stworzona w 1974 roku przez Andrzeja Woyciechowskiego audycja „Zapraszamy do Trójki” (wówczas magazyn nadawany w niedziele od godz. 17 do 19, w którym popularni prezenterzy i ich goście prowadzili dowcipne rozmowy o muzyce, kulturze i życiu, przeplatane konkursami i zagadkami). Bezkonkurencyjnymi przebojami Programu 3 tej dekady były audycje takie jak: „Ilustrowany Tygodnik Rozrywkowy”, „Kocham pana, panie Sułku”, „Powtórka z rozrywki”, a także legendarny już dziś magazyn „60 minut na godzinę” – krańcowo odległy pod względem zarówno estetycznym, jak i intelektualnym od sztandarowej audycji rozrywkowej tamtych lat, nadawanej w Programie I – „Podwieczorek przy mikrofonie”. Przy powstawaniu trójkowej audycji brały udział takie osobowości, jak Marcin Wolski, Jacek Fedorowicz, Tadeusz Ross, Andrzej Zaorski czy Ewa Szumańska. Kolejnym oryginalnym programem był magazyn Macieja Zembatego „Zgryz”.
Na antenie Trójki czytane były przez wybitnych aktorów nowe, wartościowe powieści ze świata, a wiele interesujących osób prowadziło swoje cykliczne gawędy na najrozmaitsze, zawsze ciekawe, tematy.
Program 3 z lat 70. ukształtował w niemałym stopniu sposób myślenia i wrażliwość oraz gusty muzyczne całego pokolenia inteligencji. Sukces ten stacja zawdzięczała wielu wybitnym osobowościom radiowym, zarówno tym starszym, którzy pracowali w niej w poprzedniej dekadzie, jak i nowym, wśród których znaleźli się m.in. Jan Borkowski, Jan Chojnacki, Jerzy Kordowicz, Janusz Kosiński (jeszcze w 1968 roku), Wiktor Legowicz, Wojciech Mann, Grzegorz Wasowski, Jan „Ptaszyn” Wróblewski, Maciej Zembaty czy Andrzej Woyciechowski. Niemałą rolę w tworzeniu magii ówczesnej Trójki odegrali jej dyrektorzy z tego okresu: Jan Mietkowski oraz Ewa Ziegler.

### 1980–1989
Początek lat 80. wiąże się z wprowadzeniem stanu wojennego. 13 grudnia 1981 roku Trójka zaprzestała nadawania swojego programu na prawie cztery miesiące.
Po wznowieniu działalności 5 kwietnia 1982 roku, Trójka, której dyrektorem został wówczas Andrzej Turski, zaprezentowała słuchaczom swoje nowe, odmłodzone oblicze. Program dotychczas adresowany głównie do wielkomiejskiej inteligencji, nie odwracając się od niej, postawił wyraźnie na ożywienie kontaktu z młodym słuchaczem, który na początku lat 80. kontestował sytuację polityczną i uciekał w świat muzyki. Dzięki wprowadzeniu na antenę nowych audycji (np. „Radio Mann”, „Lista Przebojów Programu Trzeciego)” i zastąpieniu propagandowej nowomowy (obecnej w innych środkach masowego przekazu) normalnym, żywym językiem, a także udostępnieniu anteny dla zespołów rockowych, stacja zdobywała coraz większe zaufanie słuchaczy. Przyczyniły się do tego przede wszystkim dwie nowe audycje, które w podobnej formule miały przetrwać z powodzeniem kolejne dziesięciolecia: „Zapraszamy do Trójki” oraz „Lista Przebojów Programu Trzeciego”.
Audycja „Zapraszamy do Trójki” po przeobrażeniu stała się zupełnie nowym elementem ramówki. Jej tytuł obecny był na antenie od roku 1974, ale w latach 80. programowi nadano zupełnie inny kształt i charakter, tworząc audycję niejako od nowa. Stała się ona wówczas nowocześnie realizowaną, codzienną audycją nadawaną „na żywo”, omawiającą ważne i mniej ważne wydarzenia oraz zjawiska społeczne, z dużym udziałem radiowych słuchaczy (uliczne sondy i wypowiedzi telefonicznych na żywo) czy zaproszonymi gośćmi. Obok informacji i publicystyki nie brakowało w niej najnowszych przebojów czy lekkich w tonie komentarzy.
„Lista przebojów Programu Trzeciego” stworzona i prowadzona przez Marka Niedźwieckiego, szybko sama stała się największym programem radiowym w Polsce. Jej pierwsze wydanie odbyło się 24 kwietnia 1982 roku. Audycja nadawana wówczas w sobotnie wieczory była bardzo popularnym „podkładem” dźwiękowym do masowo w tamtych czasach organizowanych (z powodu symbolicznej liczby klubów) sobotnich imprez domowych. Według ulicznych legend, w pierwszej połowie lat 80. Lista dobiegała z tak wielu okien, że w mieście można było jej wysłuchać w całości na spacerze.
Natomiast po roku 1982 nie był już możliwy powrót na antenę bardzo czytelnie krytykującego rzeczywistość polityczną magazynu „60 minut na godzinę”. W pierwszym okresie po stanie wojennym jego miejsce w ramówce zajął pełen absurdalnego humoru, wolny od odniesień do bieżącej sytuacji magazyn Marii Czubaszek „A propos”. Nadal też obecny na antenie był wrocławski magazyn satyryczny „Studio 202”. W 1986 roku rozpoczęła się trwająca do końca dekady emisja comiesięcznej audycji satyrycznej „Nie tylko dla orłów”, tworzonej przez pracowników redakcji na co dzień zajmujących się w redakcji tematyką niezwiązaną z kabaretem i rozrywką. W estetyce pure nonsensu zaczęły się też pojawiać zawoalowane odniesienia do sytuacji społecznej i politycznej kraju.
Oprócz wspomnianych nowości Program 3 zachował wiele ze swojego wcześniejszego charakteru. Nadal obecne były w nim liczne gatunki muzyki dobra literatura i interesujące audycje słowne.
Pod koniec 1986 roku, rok po śmierci Mateusza Święcickiego (7 sierpnia 1985), Paweł Sztompke i Jan Borkowski zgłosili projekt nagród muzycznych jego imienia. Nagrody Muzyczne Programu Trzeciego im. Mateusza Święcickiego – „Mateusze” pierwszy raz zostały wręczone 1 kwietnia 1987, w 25-lecie Programu Trzeciego Polskiego Radia.
W latach 80. na antenie Trójki pojawiło się wiele nowych dziennikarzy, którzy na antenie obecni byli przez kolejne dwie dekady, m.in. Monika Olejnik (do 2000), Marek Niedźwiecki (do 2007; powrócił w 2010, do 2020), Paweł Sztompke, Grażyna Dobroń, Beata Michniewicz, Barbara Marcinik, Janusz Deblessem, Hirek Wrona (od 1985 do 2020). W 1983 roku dyrektorem Programu 3, po Andrzeju Turskim został Wiktor Legowicz, który kierował stacją do upadku Polski Ludowej.

### 1990–1999
Wraz z nastaniem nowej sytuacji politycznej i społecznej w Polsce zmieniła się również sytuacja mediów publicznych, a zwłaszcza Polskiego Radia. Powstało wiele stacji komercyjnych, coraz większą popularnością zaczęła się cieszyć telewizja, również komercyjna. Głównymi konkurentami Trójki w eterze stały się stacje Radio Zet oraz RMF FM, które szybko zyskały popularność i uznanie. Słuchacze po raz pierwszy stanęli przed możliwością wyboru ofert spośród wielu stacji tematycznych, nie tylko muzycznych, ale również publicystycznych.
Trójka przez prawie całe lata 90. nie starała się raczej nadążyć za zachodzącymi na polskim rynku muzycznym zmianami, nie dostrzegając zagrożenia ze strony stacji komercyjnych, wzrastającej roli Internetu i coraz łatwiejszej dostępności nagrań muzycznych, ale także ze strony zmieniającego się stylu życia Polaków. Na skutek tych zjawisk Program 3 zaczął gwałtownie tracić swoich słuchaczy, odchodzić zaczęło również wielu dziennikarzy. W ich miejsce pojawiło się jednak wielu nowych, częstokroć prezentujących nową muzykę, której w dawnej Trójce nie było. Zmieniał się program stacji, ale również i jej brzmienie. Pojawił się m.in. rap, hip-hop czy muzyka klubowa. Z jednej strony wpłynęło to na różnorodność prezentowanej muzyki, z drugiej zaś wywołało zarzuty, iż obniżył się poziom muzyki na antenie.
W efekcie Program 3 w krótkim czasie przestał być stacją kultową, jaką z pewnością był w latach 70. i 80. To, co oferowano dawniej w tej stacji, można było spotkać w dowolnej stacji radiowej (np. listy przebojów).
W ciągu całej dekady pojawiło się jednak na antenie sporo ciekawych programów i wiele nowych głosów, obecnych w Trójce do dziś. Wśród nowych trójkowych osobowości znalazły się m.in.: Kuba Strzyczkowski, Marek Wałkuski, Marcin Kydryński (obaj jeszcze w 1989), Tomasz Beksiński, Paweł Kostrzewa (od 1996), Ryszard Jaźwiński, Tomasz Żąda, Artur Orzech, Artur Andrus, Michał Olszański, Piotr Klatt, Mariusz Owczarek, Marcin Łukawski, Piotr Stelmach czy Jerzy Sosnowski (od 2000). To wtedy na antenie pojawiły się programy takie, jak „Magazyn bardzo kulturalny”, „Markomania”, „Puls Trójki”, „Smooth jazz cafe”, „Trójkowy Ekspres”, „Studio El-muzyki” czy „Trójkowo, filmowo”.
Lata 90. to również przemiany strony technicznej i organizacyjnej stacji. W 1991 roku ówczesny dyrektor Trójki Grzegorz Miecugow stworzył nowoczesny newsroom informacyjny, od 1995 roku radiostacja zaczęła nadawać program przez całą dobę, a w kwietniu następnego roku rozpoczęła emisję sygnału przez Internet. W 1997 roku otwarto Muzyczne Studio Polskiego Radia im. Agnieszki Osieckiej.
W 1991 roku, po śmierci Marii „Majki” Jurkowskiej (propagatorki bluesa, prowadzącej przez wiele lat audycję „Blues wczoraj i dziś”, zm. 14 grudnia 1991), redakcja muzyczna Programu 3 ustanowiła nagrodę jej imienia („Majka”) w dziedzinie bluesa.
W 1992 roku Beata Michniewicz zainicjowała po raz pierwszy plebiscyt „Srebrne Usta” na najoryginalniejszą i najzabawniejszą wypowiedź polskiego polityka. Od tego czasu jest on organizowany co roku. O wyborze tym, na początku każdego roku, decydują słuchacze, którzy wybierają wypowiedź spośród tych wyselekcjonowanych przez redakcję. Nagrodzeni politycy otrzymują wykonaną ze srebra statuetkę w postaci ust. Wśród dotychczas nagrodzonych znaleźli się m.in.: Lech Wałęsa, Waldemar Pawlak, Zyta Gilowska, Renata Beger, Tomasz Nałęcz, Józef Zych, Piotr Gadzinowski, Aleksander Kwaśniewski, Marek Sawicki, Elżbieta Bieńkowska, Ryszard Petru, Marek Suski, Witold Waszczykowski i Ewa Kopacz.
W 1994 roku redakcja rozrywki Programu 3 Polskiego Radia ustanowiła nagrodę im. Jonasza Kofty („Jonasz”) w kategorii twórczości kabaretowej i literackiej.
Pod koniec dekady podjęto akcje gorączkowego ratowania magii dawnej Trójki, a także próbę odzyskania utraconych słuchaczy oraz odmłodzenia grupy docelowej, która do tego czasu rekrutowała się głównie spośród osób powyżej czterdziestego roku życia (dawniej „młoda inteligencja”). Sytuację, jako dyrektor, próbował ratować Piotr Kaczkowski, a później przez krótki czas Michał Olszański (podczas jego kadencji ze stacji odeszła Monika Olejnik).
W 1998 roku we współpracy z wydawnictwem Pomaton wydano pierwsze trzy albumy z serii Lista przebojów Programu 3 (nie mylić z późniejszym wydawnictwem z 2007 r., na 25-lecie Listy przebojów). Wyboru piosenek dokonał osobiście Marek Niedźwiecki. W 2001 roku wydawanie serii zakończono, oficjalnie z powodu braku zainteresowania ze strony wytwórni oraz złych wyników sprzedaży. W sumie ukazało się 18 albumów – po jednym na każdy rok (od 1982 do 1998 włącznie) plus specjalny album z dodatkowymi piosenkami z lat 1982–1984.
Jesienią 1998 roku Szklarska Poręba otrzymała miano Zimowej Stolicy Trójki. W 1999 roku natomiast, oficjalnie została ogłoszona Stolicą Programu 3 Polskiego Radia. W styczniu lub lutym każdego roku, na stoku Puchatka (SkiArena Szrenica) odbywa się Amatorski Puchar Radiowej Trójki w Narciarstwie Zjazdowym.
26 czerwca 1999 roku położonemu w centrum Szklarskiej Poręby (na rogu ulic Jedności Narodowej i 1 Maja) skwerkowi nadano nazwę Skweru Radiowej Trójki, a położonej na nim alejce – Alei Trójkowych Gwiazd. W alejce umieszczane są odciski ust dziennikarzy Programu 3.

### 2000–2009
26 czerwca 2001 roku, w drugą rocznicę otrzymania skwerku w Szklarskiej Porębie, Program 3 Polskiego Radia otrzymał od miasta własną trasę rowerową. Trasa nr 3 Trasa Radiowej Trójki ma długość 20 kilometrów i prowadzi od Skweru Radiowej Trójki, wokół Szklarskiej Poręby i z powrotem. W tym samym roku Henryk Sytner otrzymał tytuł Honorowego Obywatela Szklarskiej Poręby,
W październiku 2001 roku dyrektorem Programu 3 został Witold Laskowski, dotychczasowy korespondent TVP w Moskwie, z którym początkowo wiązano nadzieje na odbudowę marki i potęgi Trójki. Wraz ze swoim zastępcą, Adamem Fijałkowskim, próbowali odzyskać utraconych słuchaczy i odbudować markę stacji, głównie poprzez konkurowanie ze stacjami komercyjnymi.
Przystosowanie Programu 3 do nowych realiów zaczęto realizować zarówno od strony marketingowej, jak i merytorycznej. Zmianie wizerunku stacji miały służyć takie zabiegi jak: zmiana logo oraz oprawy dźwiękowej (w tym zastosowanie podkładu muzycznego w serwisach informacyjnych), wprowadzenie nowych haseł reklamowych („Wrzuć Trójkę” zastąpiono „Trójka – Twoje pierwsze radio”, a potem „Trójka – i usłyszysz więcej”, „Trójka – radość słuchania”, i „Trójka – najbliżej muzyki”), analizowanie badań słuchalności w poszczególnych grupach wiekowych czy wielokrotne kampanie reklamowe. Polecono również dziennikarzom, by nie używali określenia „Program Trzeci”, gdyż nazwa „Trójka” lepiej nadaje się na promocję radiostacji.
Zmiany merytoryczne, to przede wszystkim gruntowna przebudowa ramówki. Wizją Laskowskiego było stworzenie alternatywnego radia dla bardziej wymagających słuchaczy, lecz o wiele „lżejszego” niż dotychczas, radia nie narzucającego się słowem, a jedynie towarzyszącego muzycznie. W tym celu wprowadzono na antenę playlistę, radykalnie ograniczono rolę audycji autorskich (przesuwając je na późniejsze pory lub likwidując), ograniczono ilość słowa mówionego na rzecz muzyki, usunięto wiele audycji poświęconych literaturze i teatrowi. Audycje Wojciecha Manna, Piotra Kaczkowskiego czy Jana „Ptaszyna” Wróblewskiego zostały przesunięte na pory nocne, a programy: „Powtórka z rozrywki” czy „Puls Trójki” na wieczorne. Z anteny zniknęły audycje takie jak: „Klub ludzi ciekawych wszystkiego”, „Zagadki literackie”, „Studio El-muzyki”, „Radioaktywny Magazyn Reporterów”, „Potrójmy o sporcie”, „W tonacji Trójki”, „Wszystkie drogi prowadzą do Nashville” czy sobotnie „Zapraszamy do Trójki” prowadzone przez Piotra Kaczkowskiego. Miejsce Trójkowego Ekspresu, po odejściu Pawła Kostrzewy ze stacji, zajął „Program alternatywny”. W miejsce usuniętych programów pojawiło się kilka nowych pomysłów programowych, takich jak: „Za, a nawet przeciw”, „Trójka budzi ludzi”, „Orzech i reszta” czy „Trzecie śniadanie”. Inne pomysły programowe z tego czasu to m.in.: „Lista osobista” (Piotra Metza), „Siesta” (Marcina Kydryńskiego), „Dobronocka” (Grażyny Dobroń), „Radiowy Dom Kultury”, „Frutti di Marek” (pasmo prowadzone przez Marka Niedźwieckiego), „Chillout cafe” czy „Klubowe granie”.
W omawianym okresie ze stacji odeszło wiele trójkowych osobowości, takich jak: Paweł Sztompke, Hanna Maria Giza, Wojciech Ossowski, Tomasz Sianecki, Antoni Piekut czy Paweł Kostrzewa (2005). Jednocześnie zaczęto sprowadzać wielu (często młodych) dziennikarzy z innych stacji radiowych i telewizyjnych (często komercyjnych), którzy mieli do stacji wnieść nowe doświadczenie i przyciągnąć młodych słuchaczy. Na antenie pojawili się wówczas Mariusz Rokos, Aneta Wrona, Piotr Łodej, Robert Kantereit, Paweł Homa, Agnieszka Szydłowska, Rafał Sławoń, Katarzyna Stoparczyk, Michał Kowalewski, Jolanta Pieńkowska, Dariusz Bugalski, Grzegorz Hoffmann. Część z zatrudnionych wówczas dziennikarzy z czasem okazała się trafnym wyborem ówczesnej dyrekcji, zyskała uznanie i sympatię słuchaczy i jest obecna na antenie do tej pory. W tym czasie na antenę Programu 3 powróciły nieobecne przez dłuższy czas, a cieszące się uznaniem słuchaczy osoby: Piotr Baron, Piotr Metz i Hirek Wrona.
Szereg wprowadzonych zmian odbił się na poziomie prezentowanej muzyki i słowa mówionego. Z radia zniknęły indywidualności i osobowości, które same decydowały o kształcie i brzmieniu swoich audycji, zaczęto zmierzać w kierunku sformatowanego radia prezenterów i DJ-ów, próbując tym samym naśladować stacje komercyjne z połowy lat 90., które dążą do maksymalnego ograniczenia słowa na rzecz muzycznej playlisty.
Zmiany wprowadzone przez zarząd stacji spowodowały gwałtowny odpływ dotychczasowych słuchaczy, którzy nie opuścili Trójki w minionej dekadzie (w ich miejsce pojawili się młodsi). Najwięksi fani dawnego Programu 3 organizowali pikiety pod budynkiem radiostacji przy ulicy Myśliwieckiej w Warszawie, pisali listy interwencyjne do redakcji oraz polityków i ludzi ze świata kultury, tworzyli protestacyjne strony internetowe, w których na forum wymieniali się swoimi spostrzeżeniami. W lipcu-wrześniu 2002 roku Trójka miała jedynie 4,3 procent słuchalności na rynku radiowym.
Mimo nieustannych interwencji słuchaczy, zarząd stacji nie wprowadził większych zmian na antenie (skorygowano jedynie niektóre elementy, np. przywrócono zlikwidowaną wcześniej „Muzyczną pocztę UKF” czy audycję „Gitarą i piórem”). Wprowadzone przez ówczesne szefostwo zmiany doprowadziły jednak do zwiększenia zainteresowania rozgłośnią ze strony reklamodawców oraz spowodowały wzrost słuchalności stacji. Na koniec kadencji Witolda Laskowskiego i Adama Fijałkowskiego w kwietniu – czerwcu 2006, Trójka miała 6,3 procent słuchalności na rynku radiowym, a tzn. że w tym okresie (od lipiec – wrzesień 2002) jej udział w rynku radiowym wzrósł o 47%.
Corocznie, począwszy od 2000 roku, dziennikarze Trójki nagrywają okolicznościową piosenkę z okazji Świąt Bożego Narodzenia. Utwór prezentowany jest na antenie przez cały grudzień. Wszystkie piosenki mają ten sam tytuł: „Przyjaciele Karpia” (wraz ze swoim kolejnym numerem porządkowym i podtytułem). Tekst utworu (pisany co roku przez kogo innego) dzielony jest na fragmenty, które kolejno po sobie śpiewają trójkowe gwiazdy.
Od 8 lipca 2006 do 25 lutego 2009 roku funkcję dyrektora radiowej Trójki pełnił Krzysztof Skowroński (w latach 2006–2007 jego zastępcą był Szymon Sławiński, a później Jacek Pawłowski). Skowroński prezentował się jako zwolennik radia autorskiego, nawiązującego do tradycji Programu Trzeciego. Od momentu zmian na stanowiskach kierowniczych stacji, ograniczono do minimum rolę playlisty, powróciły audycje autorskie największych osobowości, inne przesunięto na wcześniejsze godziny, przywrócono na antenę programy znane słuchaczom z najlepszych czasów stacji. Na antenie częściej zatem zaczęli się pojawiać dziennikarze usunięci wcześniej ze stacji lub przesunięci na nocne pory, tacy jak: Wojciech Mann, Piotr Kaczkowski, Wojciech Ossowski, Paweł Sztompke, a audycje takie jak: „W tonacji Trójki” czy „Muzyczna poczta UKF” zyskały swe nowe oblicze, nawiązujące jednak do swych postaci pierwotnych.
Na antenie pojawiło się wówczas wiele nowych głosów, m.in. Wojciech Cejrowski (związany już wcześniej z Polskim Radiem), Aleksandra Kaczkowska (przyszła z Polskiego Radia Bis), Adam Piśko (wcześniej w Radiu Kraków), Michał Karnowski (wcześniej pracował w TVP), Piotr Bukartyk czy aktor Andrzej Nejman.
Na przełomie roku 2006 i 2007 w nowej ramówce pojawiło się kilkanaście nowych pozycji, wśród których znalazły się m.in.: „Offensywa” (prowadzona przez Piotra Stelmacha), „Tu Baron” (Piotra Barona), „Popołudniowe rozmowy z dźwiękiem” (Aleksandry Kaczkowskiej; do października 2007, obecnie „Ciemna Strona Mocy”), „Tanie Granie” (Wojciecha Manna i Grzegorza Wasowskiego), „Audycja podzwrotnikowa” (Wojciecha Cejrowskiego), „Rock’n’roll Historia Powszechna” (Piotra Metza), „Raport o stanie świata” (Dariusza Rosiaka), „KOZA – Komitet Organizacyjny Zwalczania Apatii” (prowadzony przez Andrzeja Nejmana). Ponadto przez pewien okres Trójka raz w miesiącu nadawała cykl czterech audycji („Trzecia strona Księżyca”, „Osobliwości muzyczne”, „Hch”, „Strefa rokendrola wolna od angola”) emitowanych po północy przez kolejne noce, poczynając od dnia w którym miała miejsce pełnia Księżyca (po pewnym czasie zrezygnowano z tej idei, audycje jednak pozostały na antenie, zmieniając jedynie godziny i częstotliwość emisji).
Nowym pomysłem było również utworzenie nieformalnej grupy kilku redaktorów stacji, nazwanej „Akademią Muzyczną Trójki”, której celem była dbałość o jakość prezentowanej muzyki na antenie Programu 3. Jednocześnie w ramówce rozgłośni zagościła nowa audycja o charakterze tematyczno-monograficznym nadawana od poniedziałku do czwartku zatytułowana „Akademia Muzyczna Trójki”, którą prowadziło kilku zmieniających się redaktorów wchodzących w skład Akademii.
Do najbardziej spektakularnych innowacji nowej Trójki w tym okresie należały projekty, takie jak: konkurs „Wielki Wyścig”, koncerty w trójkowym ogródku czy często organizowane wyjazdowe dni Trójki, kiedy audycje nadawane były z różnych miejsc, takich jak: Paryż, Kraków, Augustów, Sopot, Szklarska Poręba, Jarocin – co często związane było z jakimś ważnym wydarzeniem kulturalnym, np. Festiwalem w Jarocinie (specjalne dni okazjonalnie – choć znacznie rzadziej – pojawiają się na antenie Trójki do dziś).
Jesienią 2007 roku Program 3 zrealizował pierwszą edycję projektu „Trójka przekracza granice”, w ramach którego czterech dziennikarzy stacji (Wojciech Cejrowski, Dariusz Rosiak, Dmitrij Strelnikoff i Michał Żakowski) wyjechało w cztery rejony świata (Ameryka Południowa, Afryka, Rosja i Indie), by nadawać stamtąd relacje na antenę stacji. Pomysłodawcą projektu był Krzysztof Skowroński, a za jego realizację odpowiadał Tomasz Michniewicz. W kolejnych latach pojawiły się jeszcze dwie edycje tego projektu. W drugiej edycji reporterami byli: Wojciech Cejrowski (Ameryka Południowa), Tomasz Michniewicz (Azja), Dariusz Rosiak (Afryka) i Michał Żakowski (Indie), a w trzeciej czterech reporterów podróżowało po USA (Tomasz Michniewicz, Dariusz Rosiak, Michał Żakowski, Agnieszka Obszańska).
Dużą popularnością wśród słuchaczy cieszyły się dni tematyczne, w których większość audycji poświęcona była jakiemuś jednemu tematowi, zazwyczaj muzycznemu (np. dzień z The Doors, z The Beatles, z Kate Bush, dzień z Piwnicą Pod Baranami czy dzień z punk rockiem), choć zdarzały się również dni poświęcone pewnym zjawiskom społecznym, jak i kulturalnym (np. dzień z filmem „Miś” czy z „Liniowcem marzeń” Boeingiem 787). Pierwszymi tego typu projektami był dni z kolejnymi dekadami XX wieku (lata 60., 70., 80., 90.) „otwierające” w Trójce rok 2007.
W kwietniu 2007 roku Program 3 obchodził 45-lecie powstania stacji, zaś Lista Przebojów Programu Trzeciego swoje 25-lecie. Z tej okazji Trójka wraz Dziennikiem. Polska. Europa. Świat. wydała kolekcję dwudziestu pięciu płyt CD upamiętniających muzycznie kolejne lata Listy, a prowadzący audycję Marek Niedźwiecki wydał drugą część książki o Liście zatytułowaną „Lista przebojów Trójki 1994–2006”.
10 września 2007 roku ponownie, po 8-letniej przerwie, rozdano Nagrody Muzyczne Programu Trzeciego – „Mateusze”.
W kolejnych miesiącach urzędowania Krzysztofa Skowrońskiego na antenie Programu 3 pojawiła się nowa oprawa muzyczna oraz wprowadzona została nowa ramówka stacji. Wśród nowych audycji pojawiły się takie jak: „Ładne kwiatki” (Piotra Bukartyka), „Zjednoczone królestwo” (Piotra Metza), Gh+ (Grzegorza Hoffmanna), „Kolonie francuskie” (Jacka Hawryluka), „Myśliwiecka 3/5/7” (Piotra Stelmacha), Mikrokosmos (Grzegorza Zembrowskiego), „Magiel Wagli” (Wojciecha Waglewskiego i jego syna Fisza) oraz „Bez etykiety” (Karoliny Kozak). Jednocześnie z anteny zdjęto programy „Moje miasto nocą”, „Klubowe granie” oraz „Chillout cafe”. Na wcześniejsze godziny przesunięto emisję – nadawanych przez ostatnie lata w środku nocy – audycji: „Trzy kwadranse jazzu” oraz „Gitarą i piórem”. Po wieloletnim nadawaniu „Listy przebojów Trójki” w piątki, emisję audycji przesunięto ponownie na soboty.
W roku 2007 Program 3 opuścili: Marek Niedźwiecki, Magdalena Jethon i Jerzy Sosnowski. Po odejściu Marka Niedźwieckiego prowadzenie listy objął Piotr Baron.
25 lutego 2009 roku Rada Nadzorcza Polskiego Radia odwołała z funkcji dyrektora programowego Trójki Krzysztofa Skowrońskiego i na jego miejsce powołała Magdalenę Jethon. W dowód solidarności z odwołanym dyrektorem ze stacji odeszli również Michał Karnowski, Jerzy Jachowicz, Grzegorz Wasowski, Monika Makowska oraz Andrzej Nejman. Ze stacji odszedł również Adam Piśko. Jednocześnie na antenę Trójki powrócili Jerzy Sosnowski, Hirek Wrona, Ernest Zozuń i Michał Margański, którzy odeszli z Programu 3 na znak protestu w związku z działalnością Krzysztofa Skowrońskiego.
W okresie kierowania stacją przez Magdę Jethon zostało wprowadzonych kilka zmian w ramówce stacji. Usunięto Akademię Muzyczną Trójki, zagościły natomiast takie audycje jak: „Trzecie ucho” Wojciecha Zimińskiego, „Jestem feministą” Dariusza Bugalskiego, „Trójkowy znak jakości” Jerzego Sosnowskiego oraz „To był dzień” – informacyjno-publicystyczna audycja podsumowująca wydarzenia dnia emitowana w dni powszednie o godzinie 23. Stałe miejsce w ramówce zyskały nieobecne przez ostatnie lata audycje: „Manniak po ciemku” Wojciecha Manna oraz „Bielszy odcień bluesa” Jana Chojnackiego; powróciła na antenę audycja Hirka Wrony „Czarna noc” (dawniej „Czarny piątek”).
15 lipca 2009 roku w związku z dramatyczną sytuacją finansową Polskiego Radia S.A. powołano Komitet Miłośników „Trójki”. Pierwszy raz w historii publicznej radiofonii w Polsce przeprowadzono akcję zbierania pieniędzy na działalność stacji. Od 10 sierpnia do 10 grudnia 2009 roku udało się zebrać ponad 800 tys. zł. W gronie założycielskim Komitetu znaleźli się m.in.: Dariusz Pekałowski (przewodniczący, słuchacz Trójki z Warszawy), Krystyna Czubówna, Krzysztof Daukszewicz, Michał Ogórek i Zbigniew Zamachowski. 10 października 2009 roku, w podziękowaniu słuchaczom, za wsparcie finansowe odbył się dzień otwarty pod hasłem „Dla dorosłych i dla dzieci otwieramy Program 3”. Od rana do późnych godzin wieczornych słuchacze mogli zwiedzać siedzibę radiowej Trójki, zapoznać się ze sztuką montażu, nagrać się w studiu, a także zobaczyć jak pracują dziennikarze. Pracownicy Trójki przygotowali dla odwiedzających konkursy z nagrodami i spotkania z największymi gwiazdami Programu 3. W ciągu jednego dnia na Myśliwieckiej 3/5/7 pojawiło się ponad 3 tys. słuchaczy.
Jesienią 2009 roku Trójka po raz kolejny osiągnęła najlepsze w historii badań wyniki słuchalności.
29 grudnia 2009 roku zarząd Polskiego Radia, bez podania powodu, odwołał Magdę Jethon z funkcji dyrektora, mianując na to miejsce Jacka Sobalę. Ta nagła zmiana dyrektora, pomimo uzyskiwania przez program rekordowych wyników słuchalności i poprawy jego sytuacji finansowej, wywołała protesty zespołu Programu 3 (pod listem protestacyjnym w sprawie odwołania Magdy Jethon podpisało się ponad 90% pracowników i współpracowników Trójki) oraz słuchaczy, którzy wystosowali list do premiera i marszałka Sejmu, pisząc w oświadczeniu m.in.: „Błyskawiczne odwołanie dyrektor Jethon w okresie świątecznym, w czasie, gdy znaczna część zespołu rozproszyła się na urlopy, urąga jakimkolwiek standardom i świadczy o tym, że autorzy tej decyzji doskonale zdawali sobie sprawę z jej bulwersującego i nieuzasadnionego merytorycznie charakteru”. Oprócz dziennikarzy do protestu przyłączyli się słuchacze Trójki.

### 2010–2011
W poniedziałek 11 stycznia 2010 roku byli uczestnicy konkursu „Wielki Wyścig Trójki” wyruszyli w „Niewielki wyścig w ważnej sprawie”, przywożąc do siedziby Trójki protestacyjne listy od wiernych słuchaczy skierowane do Zarządu Polskiego Radia S.A.
24 maja 2010 roku szefowa Stowarzyszenia Dziennikarzy Polskich, Krystyna Mokrosińska, zwróciła się do KRRiTV o pilne zajęcie stanowiska w sprawie wystąpienia Jacka Sobali na koncercie ku czci ofiar katastrofy polskiego Tu-154 w Smoleńsku, który miał „charakter wiecu wyborczego”. Dwa dni później zarząd Polskiego Radia odwołał Jacka Sobalę ze stanowiska dyrektora Trójki.
Ówczesny Zarząd Polskiego Radia S.A. przez 6 miesięcy nie potrafił znaleźć odpowiedniego kandydata na dyrektora Trójki jednocześnie, mimo próśb dziennikarzy Trójki odmawiając powołania ponownie Magdy Jethon. W końcu pod dużym naciskiem zespołu i słuchaczy, 9 listopada 2010 roku Magdzie Jethon została powierzona funkcja p.o. dyrektora Programu 3, a 3 sierpnia 2011 roku została powołana na dyrektora.
Według badań Radio Track KBR, MillwardBrown SMG/KRC grudzień 2010 – luty 2011, po raz pierwszy w historii badań Program 3 Polskiego Radia osiągnął 8,8% udziału w rynku i 9,6% zasięgu dziennego, bijąc po raz kolejny własne rekordy słuchalności.
W drugiej połowie marca 2011 roku Program 3 Polskiego Radia i tygodnik „Newsweek” rozpoczęli akcję społeczną „Adopcja po polsku”, którą patronatem honorowym objęły pierwsza dama Rzeczypospolitej Polskiej Anna Komorowska oraz Henryka Krzywonos.
12 maja 2011 roku ciągowi pieszemu położonemu wzdłuż Kanału Piaseczyńskiego, od ul. Myśliwieckiej w kierunku Zamku Ujazdowskiego, w pobliżu siedziby Programu 3, nadano nazwę alei Radiowej Trójki. Otwarcie odbyło się 3 czerwca 2011 roku. Przecięcia wstęgi dokonał prezydent Rzeczypospolitej Polskiej Bronisław Komorowski oraz polska aktorka i radna, Anna Nehrebecka. W otwarciu wzięli także udział m.in. Anna Komorowska, przedstawiciele rady miasta, dziennikarze Programu 3, p.o. dyrektora stacji Magdalena Jethon, piosenkarka Urszula Dudziak oraz aktor Zbigniew Zamachowski. Aleja prowadzi wzdłuż Kanału Piaseczyńskiego od ulicy Myśliwieckiej w stronę Zamku Ujazdowskiego w Warszawie.

### 2012 (50-lecie działalności)
Od 9 stycznia do 1 kwietnia 2012 roku na antenie stacji emitowano cykl „Trójka z dżemem – palce lizać!”, opisujący humorystycznie historię stacji. Wyemitowano 96 odcinków i wywiad z jego autorem, Marcinem Gutowskim. Cykl spotkał się z dużym odzewem, podczas jego emisji do redakcji stacji przysłano kilka tysięcy słoików dżemu. Tytuł serii nawiązywał do powiedzenia „[...] z dżemem – palce lizać!” Jacka Poszepszyńskiego z trójkowej audycji „Rodzina Poszepszyńskich”.
30 marca 2012 roku Narodowy Bank Polski wprowadził do obiegu monetę o nominale 2 zł upamiętniającą 50-lecie Programu 3 Polskiego Radia (nakład 800 tys. egzemplarzy). Z tej okazji stacja zorganizowała przemarsz ulicami Warszawy, podczas którego prezentowano makietę tejże monety o 2-metrowej średnicy. Happening ten rozpoczął przed siedzibą Narodowego Banku Polskiego przy placu Powstańców Warszawy, a zakończył przed siedzibą Trójki przy ulicy Myśliwieckiej.
W kwietniu 2012 roku Mennica Polska wybiła 3333 sztuki monety kolekcjonerskiej o nominale 3 dolarów nowozelandzkich, będącej środkiem płatniczym na polinezyjskiej wyspie Niue. Monety wykonane zostały ze srebra próby 925 o wadze 33,33 g, a ich wartość ustalono na 333 zł.
Kulminacją obchodów 50-lecia Programu 3 Polskiego Radia był koncert Jak być kochaną, czyli 50 lat historii z Trójką, który odbył się 4 listopada 2012 roku w Teatrze Polskim w Warszawie. Koncert był transmitowany na żywo na antenie Trójki oraz w Programie 2 Telewizji Polskiej. Koncert poprowadzili Grażyna Torbicka i Artur Andrus. Na rozpoczęcie koncertu Zbigniew Zamachowski wykonał specjalnie na tę okoliczność skomponowany przez Filipa Jaślara „Hymn Trójki” z tekstem Michała Rusinka, a na zakończenie „Hymn Urodzinowy” z tekstem Artura Andrusa, z udziałem chóru dziennikarzy rozgłośni.
Z okazji jubileuszu wydane zostały także książki o historii i twórcach Programu 3 PR: „Trójka z dżemem – palce lizać! Biografia pewnego radia”, napisana przez Marcina Gutowskiego, „Zapraszamy do Trójki” autorstwa Ewy Winnickiej i Cezarego Łazarewicza oraz „33 x Trójka” Wiesława Weissa, w której autor opisał 33 audycje wybrane przez słuchaczy stacji jako najlepsze z historii Programu Trzeciego.

### 2015–2019
Po zmianach we władzach Polskiego Radia, następujących jako skutek wyborów parlamentarnych w 2015 roku, wygranych przez Prawo i Sprawiedliwość, zaszły w Programie 3 duże zmiany personalne i programowe, przesuwające w opinii słuchaczy publicystykę w kierunku prorządowym i konserwatywnym. W ciągu kilku kolejnych lat zwolniona lub odeszła zdecydowana większość zespołu stacji, a słuchalność stacji znacznie spadła.
8 stycznia 2016 roku Magda Jethon została zwolniona ze stanowiska dyrektora Trójki i odeszła z radia, po czym nastąpiły kilkakrotne zmiany dyrektorów. Na jej miejsce 4 lutego 2016 roku powołano Paulinę Stolarek-Marat, która w latach 1994–2000 była szefową Radia Zet, lecz już 8 marca tego samego roku zrezygnowała ze stanowiska. Od 1 kwietnia 2016 roku szefem Trójki był Adam Hlebowicz, który został odwołany w maju 2017, a na jego miejsce powołano 24 maja konserwatywnego dziennikarza Wiktora Świetlika. Z radia zwolniono w tym okresie kilkunastu dziennikarzy, między innymi Jerzego Sosnowskiego, Damiana Kwieka czy Joannę Mielewczyk. Część dziennikarzy odsunięto natomiast od dotychczasowych zajęć. Za protesty w tej sprawie dyscyplinarnie zostali zwolnieni Paweł Sołtys i Wojciech Dorosz (a także Marcin Majchrowski z Dwójki), kierujący Związkiem Zawodowym Dziennikarzy i Pracowników Programu II i III Polskiego Radia. Po złożeniu pozwów do sądu pracy, latem 2017 roku zwolnienia te zostały przez Polskie Radio wycofane na drodze ugody. W październiku 2016 roku ze stacji odszedł Michał Nogaś, którego w audycjach o książkach zastąpił Mateusz Matyszkowicz. W radiu pojawili się natomiast konserwatywni publicyści, tacy jak Piotr Semka i Paweł Lisicki. Szefem redakcji muzycznej w marcu 2016 roku w miejsce Grzegorza Hoffmanna został Piotr Metz.
Zmiany przez część słuchaczy zostały odebrane jako próba upolitycznienia rozgłośni i obniżenie poziomu stacji. W związku z tym odbyły się między innymi protesty przed siedzibą stacji oraz w mediach społecznościowych. Byli pracownicy zarzucali również władzom Polskiego Radia podejmowanie prób ręcznego sterowania treścią serwisów informacyjnych (które, po centralizacji w 2016 roku, dla wszystkich anten Polskiego Radia przygotowywane są przez Informacyjną Agencję Radiową) oraz zamieszczanie na antenie materiałów politycznych sprzyjających opcji rządzącej. W październiku 2016 roku, po odsunięciu Małgorzaty Spór i Anny Zaleśnej od prowadzenia serwisów informacyjnych, grupa dziennikarzy stacji i słuchaczy rozpoczęła w Internecie akcję protestacyjną pod hasłem #kogoniesłychać.
W związku ze zmianami zaczęła (w największym stopniu na polskim rynku radiowym) spadać słuchalność – od lutego do kwietnia 2017 roku udział w rynku słuchalności spadł z 8% do 7,2%. Jesienią 2017 roku w związku z konfliktem z dyrektorem Trójki z radia odszedł Artur Orzech. W listopadzie 2017 roku Artur Andrus i Robert Kantereit nie uzyskali zgody zarządu Polskiego Radia na kontynuowanie równoczesnej współpracy z Polskim Radiem i TVN24, w związku z czym zrezygnowali z pracy w Polskim Radiu.
W okresie od listopada 2017 do stycznia 2018 roku po raz pierwszy od 2007 roku udział Trójki w rynku spadł poniżej 6%. Radio dalej traciło słuchaczy i w trzecim kwartale 2019 roku Trójka odnotowała najgorszy wynik od 2002 roku – 4,6%. 30 października 2019 roku Wiktor Świetlik zrezygnował ze stanowiska, a nowym dyrektorem został w listopadzie poprzedni wicedyrektor Tomasz Kowalczewski.

### 2020–2024
W pierwszym półroczu 2020 roku doszło do dalszych dużych zmian personalnych wśród dziennikarzy Trójki. W styczniu zarząd Polskiego Radia nie przedłużył umowy z Dariuszem Rosiakiem, prowadzącym autorską audycję „Raport o stanie świata”, który kontynuował ją następnie w formie internetowego podcastu. 9 marca władze radia nie przedłużyły bez uzasadnienia umowy o prowadzenie audycji z Anną Gacek, w wyniku czego dwa dni później Wojciech Mann odszedł z radia. W ciągu kolejnych dni ze współpracy z Trójką zrezygnowali prowadzący autorskie audycje: Gaba Kulka, Jan Młynarski, Jan Chojnacki oraz Wojciech Waglewski i Bartosz Waglewski. 28 kwietnia z Trójki odeszli Dariusz Bugalski i Paweł Drozd.

#### Sprawa pojawienia się piosenki „Twój ból jest lepszy niż mój” na Liście Przebojów
| Zobacz kategorię wiadomości w serwisie Wikinews na temat Afera w radiowej Trójce |

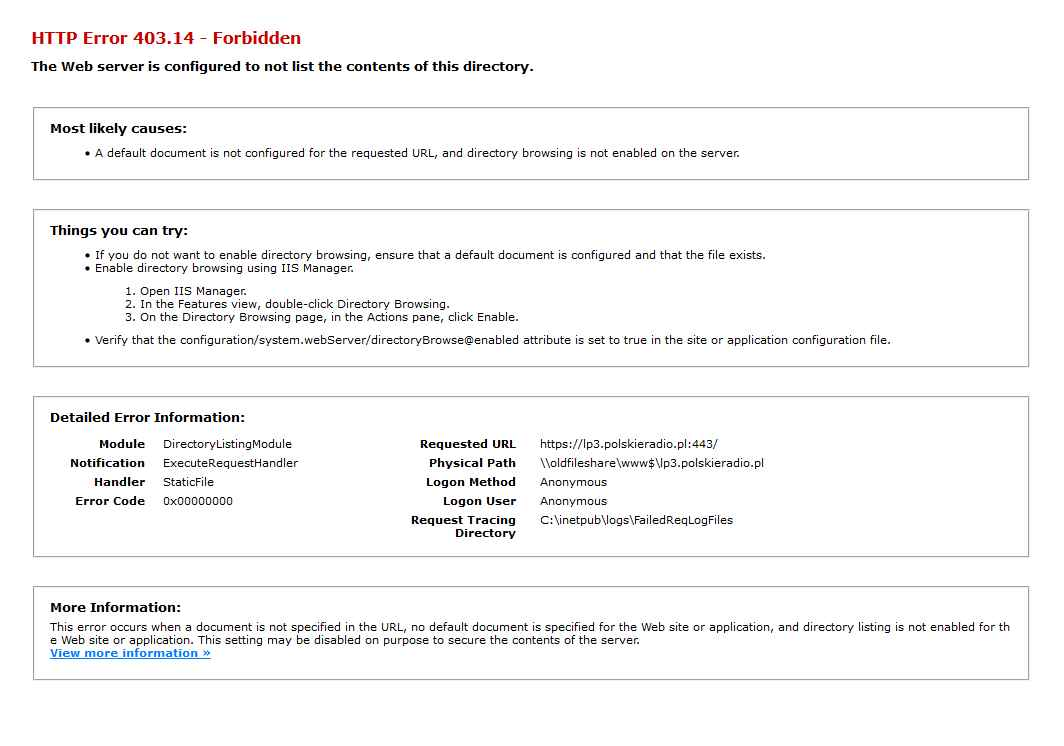
Zrzut ekranu oficjalnej strony internetowej Listy przebojów Programu Trzeciego 17 maja 2020 rano

15 maja 2020 roku na antenie stacji wyemitowano 1998. notowanie Listy Przebojów Trójki, które prowadził Marek Niedźwiecki. Według informacji przekazanej w czasie programu pierwsze miejsce w notowaniu zajął utwór Kazika „Twój ból jest lepszy niż mój”, zawierający odniesienia do wizyty Jarosława Kaczyńskiego na Cmentarzu Powązkowskim 10 kwietnia 2020 roku mimo zamknięcia nekropolii z powodu epidemii. Po emisji audycji utwór Kazika został usunięty z oficjalnej strony radia, a strona Listy przestała działać.
Następnego dnia dyrekcja Polskiego Radia wydała oświadczenie, stanowiące że całe głosowanie zostaje unieważnione. Zdaniem Tomasza Kowalczewskiego, ówczesnego redaktora naczelnego Trójki, doszło do manipulacji przy liczeniu głosów oddanych na biorące udział w głosowaniu piosenki, złamano regulamin głosowania, a na listę trafiła piosenka nie mająca prawa się tam znaleźć. W ciągu kilku dni na włączonej ponownie stronie Listy pojawiły się zmodyfikowane wobec emisji radiowej wyniki notowania numer 1998, w którym utwór Kazika przeniesiono na miejsce czwarte. Zdaniem żony pracującego przy Liście dziennikarza Bartosza Gila, Kowalczewski miał przed wydaniem własnego komunikatu poprosić dziennikarzy pracujących przy Liście o podpisanie oświadczenia, w którym mieli potwierdzić fakt, iż doszło do manipulacji przy tworzeniu listy i liczeniu głosów 15 maja. Dziennikarze, którzy odmówili podpisania takiego oświadczenia, w tym Gil, zostali zawieszeni. Osoby odpowiedzialne za liczenie głosów oraz za prowadzenie Listy opublikowały wyjaśnienia, w których wskazały, że kierownictwo stacji wiedziało, jak wygląda proces wyboru piosenki, mający uniemożliwić między innymi sztuczne nabijanie głosów. Piotr Metz (wtedy dyrektor muzyczny stacji) ujawnił SMS-a wysłanego przez Kowalczewskiego po emisji Listy o treści: „Piotrze, dopilnuj aby piosenka, o której rozmawialiśmy nie była na Antenie.”.
Kilka godzin po wydaniu przez dyrekcję oświadczenia w związku z posądzeniem o nieuczciwość w podawaniu wyników Listy z Trójki odszedł Marek Niedźwiecki. W geście solidarności z dziennikarzem, część wykonawców (między innymi Ørganek, Dawid Podsiadło, Kayah, Katarzyna Nosowska i Zbigniew Preisner) poinformowała o rozpoczęciu bojkotu stacji. Oświadczenie krytykujące usunięcie utworu z Listy opublikowała również Helsińska Fundacja Praw Człowieka. W reakcji na wydarzenia współpracę z Programem III zawiesiła także wytwórnia Mystic Production, uznając działania dyrekcji za noszące znamiona cenzury. Informację o sytuacji podały zagraniczne media i agencje prasowe. Unieważnienie głosowania zostało także skrytykowane przez część polityków różnych opcji politycznej, w tym wicepremiera oraz ministra kultury i dziedzictwa narodowego Piotra Glińskiego, wicepremier i minister rozwoju Jadwigę Emilewicz, wiceprezesa Prawa i Sprawiedliwości Joachima Brudzińskiego, wiceprzewodniczącego Platformy Obywatelskiej i prezydenta Warszawy Rafała Trzaskowskiego, prezesa Polskiego Stronnictwa Ludowego Władysława Kosiniaka-Kamysza czy wiceprzewodniczącego Platformy Obywatelskiej Tomasza Siemoniaka.
W ciągu kilku dni następujących po oświadczeniu o odejściu z pracy w rozgłośni poinformowało bardzo wielu dziennikarzy stacji, między innymi Hieronim Wrona (bez jednoznacznego podania przyczyny), Marcin Kydryński, Piotr Metz, Agnieszka Szydłowska, Wojtek Mazolewski, Daniel Drumz, Michał Olszański, Agnieszka Obszańska, Piotr Stelmach, Marcin Łukawski, Tomasz Rożek, Piotr Kaczkowski oraz Mariusz Cieślik. Drugi gospodarz Listy... – Piotr Baron – 20 maja 2020 roku zrezygnował z prowadzenia Listy Przebojów. Zbiorowe odejście wielu dziennikarzy spowodowało braki kadrowe w stacji – od 20 do 31 maja muzykę bez prezentera emitowano w wielogodzinnych blokach, zastępując część wydań programów „Trójkowy Budzik” i „Zapraszamy do Trójki”, a także audycji autorskich. Muzyka bez prezentera zabrzmiała również w miejscu Listy 22 maja – głosowanie na to notowanie rozpoczęto przed ogłoszeniem informacji o odejściu Niedźwieckiego. Jego wyniki opublikowano na stronie internetowej stacji – wygrała je piosenka Kazika. Nie uruchomiono głosowania na kolejne notowanie – próba zagłosowania na Listę generowała wyświetlenie komunikatu informującego o zawieszeniu audycji z uwagi na „szacunek dla słuchaczy i wszystkich prowadzących ten kultowy program, a przede wszystkim dla Marka Niedźwieckiego, który zdecydował się zakończyć współpracę z Programem III PR”. 21 maja Niedźwiecki złożył wezwanie przedprocesowe, domagając się wpłaty dziesięciu tysięcy złotych na rzecz walki z epidemią oraz przeprosin dyrekcji Trójki oraz dyrekcji Telewizji Polskiej oraz Polskiego Radia.

#### Kadencja Kuby Strzyczkowskiego
25 maja Tomasz Kowalczewski zrezygnował ze stanowiska dyrektora Programu Trzeciego, zaś nowym szefem został wieloletni dziennikarz tej anteny Jakub Strzyczkowski. W następnych dniach na antenę wróciła część dziennikarzy (m.in. Marcin Łukawski, Piotr Stelmach, Tomasz Rożek, Bartosz Gil, Piotr Metz, Patrycjusz Wyżga). 28 maja nowym szefem redakcji muzycznej został Mariusz Owczarek. 29 maja Strzyczkowski przeprosił Niedźwieckiego w programie na żywo na antenie stacji. W standardowym slocie czasowym Listy pojawił się „około-listowy” program prowadzony 29 maja przez Owczarka, a 5 czerwca przez Barona. 2 czerwca szefową redakcji publicystyki została Sylwia Hejj, potwierdzono powrót kolejnych audycji (w tym Beaty Michniewicz), a sprzed stacji zniknął samochód z plakatami protestacyjnymi, postawiony tam w marcu. Do rozgłośni wrócili również Tomasz Michniewicz, Roman Dziewoński czy Beata Pawlikowska.
20 sierpnia 2020 roku, po mniej niż trzech miesiącach piastowania stanowiska, Jakub Strzyczkowski został odwołany z funkcji dyrektora rozgłośni. Jako powód podano naruszenia regulaminu i procedur wewnętrznych spółki oraz przekraczania kompetencji i pełnomocnictw. Nowym dyrektorem został Michał Narkiewicz-Jodko. Wtedy z rozgłośni odeszli (niektórzy ponownie) między innymi Jan Kałucki, Tomasz Michniewicz, Marcin Cichoński, Beata Pawlikowska, Piotr Stelmach i Gabriela Darmetko. Do Trójki testowo dołączyli Witold Lazar i Karol Gnat. Z rozgłośnią stopniowo żegnali się kolejni współpracownicy – między innymi, w październiku o swoim odejściu z Trójki poinformował Kuba Strzyczkowski, w listopadzie Tomasz Gorazdowski, a w styczniu 2021 roku Janusz Deblessem. Odeszli również Krystian Hanke i Ernest Zozuń, a także Piotr Metz, kontynuujący jednak współpracę z innymi rozgłośniami Polskiego Radia.

#### Po zmianie dyrektora
Po bardzo intensywnych zmianach kadrowych w stacji pozostało kilkunastu dziennikarzy, którzy pracowali w niej przed 2020 rokiem, między innymi Leszek Adamczyk, Piotr Baron, Wojciech Cejrowski, Arkadiusz Ekiert, Grzegorz Hoffmann, Paweł Januszewski, Ryszard Jaźwiński, Aleksandra Kaczkowska, Jerzy Kordowicz, Piotr Łodej, Krzysztof Łoniewski, Adam Malecki, Barbara Marcinik, Michał Margański, Beata Michniewicz, Wojciech Ossowski, Jan Ptaszyn Wróblewski, Katarzyna Stoparczyk, Henryk Sytner, Tomasz Żąda, Michał Żakowski, a także część wydawców i realizatorów. Ten zespół uzupełnili ludzie pracujący wcześniej w innych programach Polskiego Radia oraz osoby z zewnątrz (między innymi Marcin Wolski, Raf Uzar, Bogusław Solecki, Piotr Semka, Wojciech Reszczyński, Anna Popek, Bartłomiej Graczak, Łukasz Ciechański). Pokłosiem zmian w zespole były zmiany w ramówce, w której pojawiło się kilkadziesiąt nowych audycji (kontynuowano kilkanaście emitowanych przed zmianami, w wielu przypadkach zmieniając pory ich emisji).
17 marca 2021 roku, po niecałych siedmiu miesiącach, Narkiewicz-Jodko zrezygnował z funkcji dyrektora, której obowiązki zaczął pełnić Paweł Kwieciński (dyrektor biura programowego PR). 26 kwietnia Michał Żakowski zakończył pracę w Polskim Radiu i przeszedł do Radia 357. 1 grudnia 2021 roku po niecałych ośmiu miesiącach Kwieciński zrezygnował z funkcji p.o. dyrektora Trójki, a nowym dyrektorem został Marcin Wąsiewicz.
W kolejnych latach kadencji zarządu Polskiego Radia związanego z rządem PiS taki stan dalej się utrzymywał, a w miarę zbliżania się wyborów parlamentarnych w październiku 2023 roku stacji zarzucano dalej idące upolitycznienie na korzyść partii rządzącej, podobnie jak w przypadku innych mediów publicznych. Rafał Tomański, pracujący w latach 2022-2023, opisał naciski na pracowników ze strony prezes Polskiego Radia Agnieszki Kamińskiej zmierzające do chwalenia rządu i krytykowania opozycji, szczególnie Donalda Tuska. Agnieszka Kamińska ingerowała w planowane wywiady z politykami, przesyłając wydawcom przekazy do wywiadów zgodne ze stanowiskiem partii PiS oraz nakazując agitowanie za stanowiskiem PiS w referendum okołowyborczym. Kierownictwo radia negatywnie też reagowało na zapraszenie niektórych gości, w tym polityków Konfederacji. Towarzyszył temu mechanizm mobbingu wobec redaktorów, polegający na uznaniowym obniżaniu stawek za programy oraz usuwaniu ich programów bez podawania przyczyn z ustalanego co tydzień grafiku, wiążącego się z brakiem wynagrodzenia. 

#### Słuchalność 2020–2021
W trzecim kwartale 2020 Trójka uzyskała 3,3% słuchalności, co stanowiło spadek o 1,3 punktu procentowego wobec trzeciego kwartału 2019 roku. Od września do listopada 2020 roku udział w czasie słuchania spadł do 2,6%, a stację wyprzedziły rozgłośnie komercyjne ze znacznie mniejszym zasięgiem. W czwartym kwartale 2020 roku udział spadł do 2,4% i był ponad dwa razy niższy, niż w analogicznym okresie roku poprzedniego, zaś w paśmie porannym stacja spadła z piątego na dwunaste miejsce w rankingu z udziałem w słuchalności mniejszym ponad dwa i pół raza. Od grudnia 2020 do lutego 2021 roku udział spadł poniżej dwóch procent – w związku z czym był około czterokrotnie mniejszy, niż w latach 2010–2016, gdy dochodził w okolice ośmiu procent. W okresie wrzesień–listopad 2021 słuchalność spadła poniżej 1,6%. Ogólnie w okresie od stycznia 2020 (odejście Dariusza Rosiaka i początek kryzysu słuchalności) do listopada 2021 Trójka straciła ok. milion słuchaczy. Wiązane jest to z powstaniem Radia Nowy Świat i Radia 357, i podążaniem słuchaczy za swoimi ulubionymi redaktorami i audycjami (obie stacje w ww. okresie osiągnęły łącznie ponad 1,5 mln słuchaczy).

#### Projekty kontynuacyjne
W 2020 roku, w następstwie opisywanych wyżej bardzo szerokich zmian personalnych powstały dwie rozgłośnie internetowe, w których pracują byli dziennikarze Trójki – Radio Nowy Świat ogłoszone w kwietniu i nadające od lipca oraz Radio 357 ogłoszone w październiku i nadające od stycznia 2021 roku. Ponadto, część byłych dziennikarzy uruchomiła swoje podcasty internetowe (m.in. Dariusz Rosiak, Jerzy Sosnowski, Paweł Drozd, Agata Kasprolewicz) lub zaczęła pracować w innych mediach (m.in. Agnieszka Szydłowska, Hirek Wrona, Piotr Metz, Anna Gacek).
Od 2021 roku do teraz (stan na wrzesień 2023 roku) pierwsze trzy miejsca na portalu Patronite pod względem ilości wspierających oraz miesięcznego wsparcia zajmowały projekty tworzone przez ludzi związanych z Trójką (na pierwszych dwóch miejscach w zmieniającej się kolejności Radio 357 i Radio Nowy Świat, na trzecim Raport o stanie świata) – zbierając razem w marcu 2021 roku 1,35 miliona, zaś w listopadzie 1,42 miliona złotych miesięcznie. W pierwszej dwudziestce najpopularniejszych profili znajdowały się również podcasty Dariusza Bugalskiego i Pawła Drozda, zbierające po kilkanaście tysięcy złotych miesięcznie.

### Od 2024
W wyniku zmian w mediach publicznych od 19 grudnia 2023, 17 stycznia 2024 Agnieszka Szydłowska została nową dyrektorką Programu Trzeciego Polskiego Radia, zastępując na tym stanowisku Marcina Wąsiewicza. Dzień później spotkała się ona z pracownikami stacji, gdzie zapowiedziała „zmianę od podstaw”, podkreślając chęć znalezienia nowego miejsca Trójki na rynku, która ma być radiem z nowoczesnymi audycjami, emitującym „dużo słowa, dużo tematów, i dużo muzyki”, co ma na celu odróżnienie „nowej” Trójki od innych stacji komercyjnych pod względem jakości czy rzetelności. Agnieszka Szydłowska chce także zmiany charakteru radia z formatu blokowego na bardziej pasmowy. Oznajmiła także, że pierwsze spore zmiany mają pojawić się na antenie z początkiem kwietnia, przy okazji urodzin rozgłośni.
Od 5 do 29 lutego na antenie Trójki zadebiutował cykl „Z Osieckiej”, podczas którego emitowane były archiwalne koncerty zarejestrowane w Muzycznym Studiu Polskiego Radia im. Agnieszki Osieckiej, 4 marca reaktywowano natomiast cykl Pół perfekcyjnej płyty, nadawany od poniedziałku do czwartku po 19:00. Od 10 stycznia na Myśliwiecką 3/5/7 wrócili, bądź na niej zadebiutowali Tomasz Żąda, Michał Nogaś (nowy wicedyrektor Programu III), Mateusz Tomaszuk, Piotr Pogorzelski, Katarzyna Borowiecka, Wojciech Zawioła, Kuba Jonczyk, Max Cegielski, Bartek Chaciński i Jacek Hawryluk, a Beatę Michniewicz w roli prowadzącej Salonu politycznego Trójki zastąpiła Renata Grochal.
W kwietniu 2024 nowa dyrektor Trójki Agnieszka Szydłowska zdecydowała się ostatecznie zamknąć historię „Listy Przebojów Programu Trzeciego”. W związku z tym 1 maja o 18:05 na antenie stacji wyemitowano nominowany do nagrody „Grand Press” w 2020 reportaż „To nie jest historia o piosence” autorstwa Agnieszki Szwajgier z Radia 357 i zarazem też dawnej dziennikarki Programu Trzeciego Polskiego Radia. Reportaż ten wspomina sytuacje w Trójce od 1998. notowania „Listy Przebojów Trójki” i przygotowań do niego aż do odwołania Jakuba Strzyczkowskiego z funkcji dyrektora Programu Trzeciego Polskiego Radia w sierpniu 2020. Sam reportaż pierwotnie miał swoją premierę w Radiu 357 w dniu 8 stycznia 2021, a więc na początku istnienia tej rozgłośni. Tuż po wspomnianym reportażu o godzinie 19:05 po czterech latach przedstawiono zaległe 1999. notowanie „Listy Przebojów Programu Trzeciego” prowadzone przez Mariusza Owczarka, które pierwotnie miało się ukazać 22 maja 2020. Po notowaniu nadano koncert zespołu Kult z 2007, który to miał miejsce w pobliżu siedziby stacji. 2 maja 2024 o godzinie 19 nadano specjalne, 2000. wydanie „Listy Przebojów Programu Trzeciego” pod hasłem „The best of LP3”, w ramach którego podsumowano wieloletnią historię audycji. Pasmo to prowadził Tomasz Żąda. 
Od 3 maja tego samego roku w miejscu wygaszonej w dniu 30 kwietnia 2024 „Listy Przebojów Trójki” pojawiła się nowa audycja zatytułowana „Pierwsza Trójka. Lista Przebojów” prowadzona przez Piotra Metza. Ostatnie wydanie poprzednika tego programu, czyli „Listy Przebojów Trójki" nadano 26 kwietnia 2024.

## Ludzie Programu 3

### Dyrektorzy – redaktorzy naczelni Trójki
| Imię i nazwisko                                 | okres sprawowania funkcji                                                  | okres sprawowania funkcji |
| Imię i nazwisko                                 | od                                                                         | do                        |
| ----------------------------------------------- | -------------------------------------------------------------------------- | ------------------------- |
| Edward Fiszer                                   | 1962                                                                       | 1963                      |
| Jerzy Jesionowski                               | 1963                                                                       | 1967                      |
| Jan Mietkowski                                  | 1967                                                                       | 1973                      |
| Ewa Ziegler                                     | 1973                                                                       | 1980                      |
| Janusz Domagalik                                | 1980                                                                       | 13 grudnia 1981           |
| Andrzej Turski                                  | 1 kwietnia 1982                                                            | 8 sierpnia 1983           |
| Wiktor Legowicz                                 | 1983                                                                       | 15 stycznia 1991          |
| Grzegorz Miecugow                               | 1 lutego 1991                                                              | 10 stycznia 1992          |
| Jacek Ejsmond                                   | 11 stycznia 1992                                                           | 13 grudnia 1993           |
| Paweł Zegarłowicz                               | 1994                                                                       | 1997                      |
| Piotr Kaczkowski                                | 16 stycznia 1998                                                           | 20 czerwca 2000           |
| Michał Olszański                                | 20 czerwca 2000                                                            | 30 września 2001          |
| Witold Laskowski                                | 1 października 2001                                                        | 7 lipca 2006              |
| Krzysztof Skowroński                            | 8 lipca 2006                                                               | 25 lutego 2009            |
| Magdalena Jethon                                | 26 lutego 2009                                                             | 29 grudnia 2009           |
| Jacek Sobala                                    | 29 grudnia 2009                                                            | 26 maja 2010              |
| Wojciech Poczachowski jako p.o. dyrektora       | 27 maja 2010                                                               | 9 listopada 2010          |
| Magdalena Jethon (ponownie)                     | od 9 listopada 2010 jako p.o. dyrektora; od drugiej połowy 2011 dyrektor   | 8 stycznia 2016           |
| Anna Krakowska jako p.o. dyrektora              | 8 stycznia 2016                                                            | 26 stycznia 2016          |
| Szymon Sławiński jako p.o. dyrektora            | 26 stycznia 2016                                                           | 4 lutego 2016             |
| Paulina Stolarek-Marat                          | 4 lutego 2016                                                              | 10 marca 2016             |
| Szymon Sławiński jako p.o. dyrektora (ponownie) | 10 marca 2016                                                              | 1 kwietnia 2016           |
| Adam Hlebowicz                                  | 1 kwietnia 2016                                                            | 17 maja 2017              |
| Wiktor Świetlik                                 | 24 maja 2017                                                               | 30 października 2019      |
| Tomasz Kowalczewski                             | od 31 października 2019 jako p.o. dyrektora; od 19 listopada 2019 dyrektor | 25 maja 2020              |
| Jakub Strzyczkowski                             | 25 maja 2020                                                               | 20 sierpnia 2020          |
| Michał Narkiewicz-Jodko                         | 20 sierpnia 2020                                                           | 17 marca 2021             |
| Paweł Kwieciński jako p.o. dyrektora            | 17 marca 2021                                                              | 1 grudnia 2021            |
| Marcin Wąsiewicz                                | 1 grudnia 2021                                                             | 17 stycznia 2024          |
| Agnieszka Szydłowska                            | od 17 stycznia 2024                                                        |                           |

### Pozostali – obecnie

#### Redaktorzy audycji oraz prezenterzy
- Leszek Adamczyk („Dym na wodzie”)
- Piotr Baron („W tonacji Trójki”, „3 wymiary gitary”)
- Bartek Chaciński („HcH”) – również Program II Polskiego Radia
- Piotr Firan („Pora na Trójkę”, „Zapraszamy na weekend”, „Bed and Breakfast”) – również Czwórka
- Justyna Grabarz („Białe szumy”, „W Tonacji Trójki”)
- Michał „Grabek” Grabkowski („Trójka budzi”, „Gdzie Grabek mówi Dobranoc”, „Trójka Live”)
- Grzegorz Hoffmann („W tonacji Trójki”, „Ranny wzmacniacz” i „Gh+”)
- Jacek Hawryluk („HcH”) – również Program II Polskiego Radia
- Marcin Jagiełowicz („Ekonomia w Trójce”, „Informator ekonomiczny”)
- Ryszard Jaźwiński („Trójkowo, filmowo”, „Fajny film”, „Premiery filmowe”)
- Malwina Kiepiel („W antrakcie”)
- Jerzy Kordowicz („Studio el-muzyki”)
- Magda Kuydowicz („W antrakcie”)
- Witold Lazar („Trójka przed południem”, „Po drodze z Trójką”, „Zapraszamy do Trójki”, „Świat do trzeciej”)
- Ewa Lipowicz („Zapraszamy do Trójki” - wydawca)
- Piotr Łodej („Zapraszamy do Trójki”, „Świat do trzeciej”)
- Krzysztof Łoniewski („Biegam, bo lubię”, „Sport w Trójce”, „Trzecia strona medalu”)
- Barbara Marcinik („Scena teatralna Trójki”, „Trójka pod księżycem”)
- Michał Margański („AnagrammarganA”, „Potrójne pasmo przenoszenia”)
- Radosław Nałęcz („Pora na Trójkę”)
- Wojciech Ossowski
- Michał Rykowski („Salon polityczny Trójki”, „Trójkowy komentarz dnia”) – również TVP Info
- Jan Ptaszyn Wróblewski („Trzy kwadranse jazzu”)
- Katarzyna Stoparczyk („Zagadkowa niedziela”)
- Henryk Sytner („Medal dla każdego”)
- Łukasz Szwed („Wieczór w Trójce”)
- Agnieszka Trzeciakiewicz („Muzyczne rozmowy”)
- Dariusz Urbanowicz („Sport w Trójce”, „Trzecia strona medalu”)
- Raf Uzar („Bed and Breakfast”)
- Mateusz Warianka („Sport w Trójce”, „Trzecia strona medalu”)
- Dariusz Wieczorkowski („Trójkowy komentarz dnia”)
- Marek Wiernik („Rocka klasyka według Wiernika”, „W tonacji Trójki”)
- Marcin Witan („Muzyczne rozmowy”)
- Sylwia Zadrożna („Informator ekonomiczny”, „Podsumowanie dnia”)
- Tomasz Żąda („naSŁUCH”)
- Michał Żołądkowski („Departament rytmu”, „Trójka Cafe”, „Spotkania trzeciego stopnia”)

#### Prowadzący serwisy Trójki
- Agnieszka Drozd
- Artur Ewertowski
- Anna Kowalik-Brancati
- Michał Przerwa
- Monika Mazur-Chrzan
- Romuald Wójcik
- Anna Zaleśna-Sewera
- Krzysztof Zyblewski

### Realizatorzy dźwięku

#### Obecni
- Irena Dann
- Michał Jakubik
- Zofia Kruszewska
- Grzegorz Leczkowski
- Halina Leszczyńska
- Agnieszka Łukasiewicz
- Elżbieta Malinowska
- Tomasz Mastalerz
- Grażyna Mazurczak (technik emisji, jako realizator – audycje wieczorne)
- Grażyna Oczkowska (technik emisji, jako realizator – audycje wieczorne)
- Anna Regulska
- Ewa Redel
- Elżbieta Różycka
- Krzysztof Sagan
- Renata Szewczak
- Olga Szućko
- Ewa Wichrowska (technik emisji, jako realizator – audycje wieczorne)
- Katarzyna Fürst-Wojtkowska
- Maciej Załęcki

#### Dawni
- Roman Chomicz
- Jan Gadomski
- Barbara Głuszczak (zm. 2001)
- Katarzyna Wlaźlińska
- Andrzej Ryś (technik emisji, jako realizator – audycje wieczorne) (zm. 2018)
- Marek Dalba
- Barbara Dobrzyńska (audycje nagrywane)
- Maciej Dobrzyński (zm. 2011) (audycje nagrywane)
- Janusz Grządziela (audycje nagrywane)
- Andrzej Jocz (technik emisji)
- Alina Langman (audycje nagrywane)
- Łucja Kamińska (audycje nagrywane)
- Iwanka Kunewa
- Halina Machay (audycje nagrywane, słuchowiska)
- Bożena Pułaczewska (technik emisji, jako realizator – audycje wieczorne)
- Teresa Solczak
- Teresa Szopówna (audycje nagrywane)
- Magdalena Wojtulanis
- Mariusz Janiszewski
- Jerzy Żyśkiewicz (technik emisji, audycje wieczorne w latach 90.)

### Korespondenci zagraniczni
Polskie Radio stworzyło sieć korespondentów zagranicznych, którzy w sporej części wywodzą się z Trójki i są słyszalni na jej antenie podczas wielu audycji, jednakże zatrudnieni są nie przez tę stację, a przez IAR.
- Tomasz Siemieński (Paryż)
- Maciej Jastrzębski (Moskwa, wcześniej Mińsk)[156]

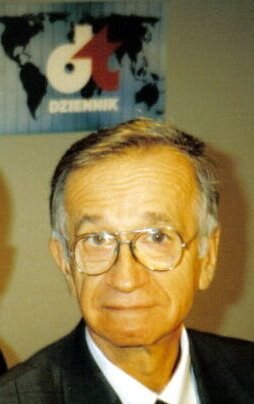
Jacek Fedorowicz

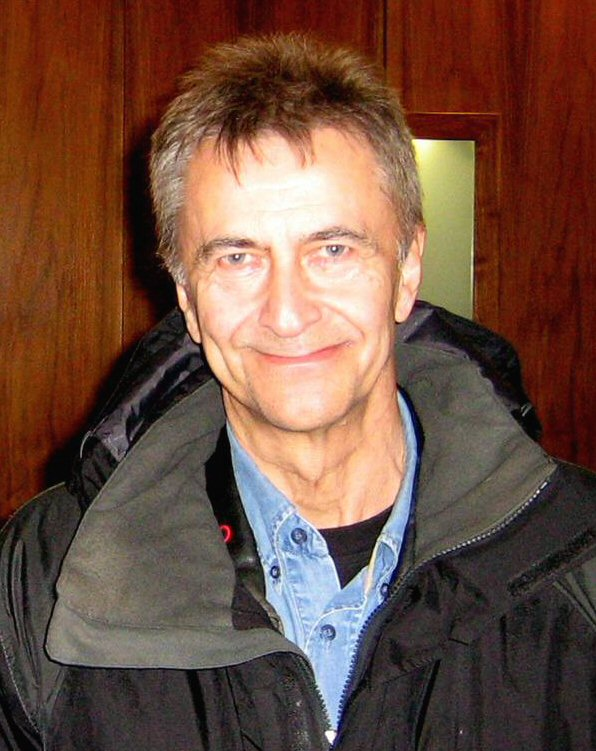
Tadeusz Ross

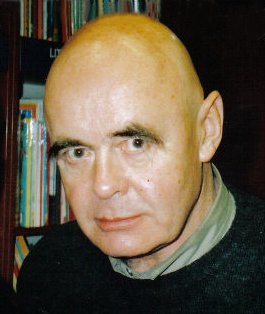
Stanisław Tym

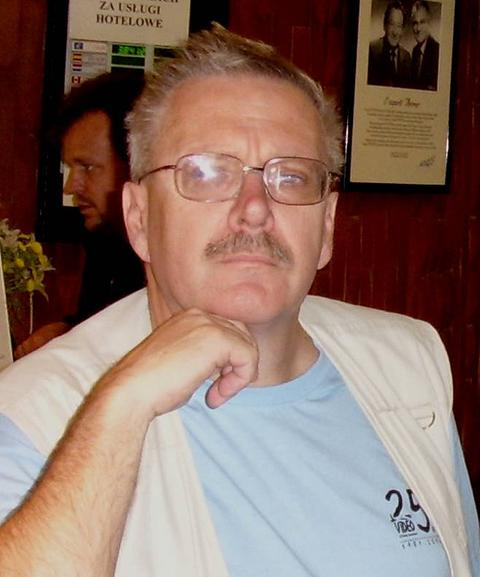
Marcin Wolski

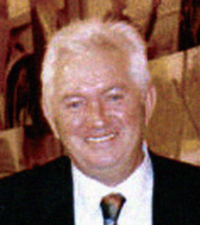
Andrzej Turski

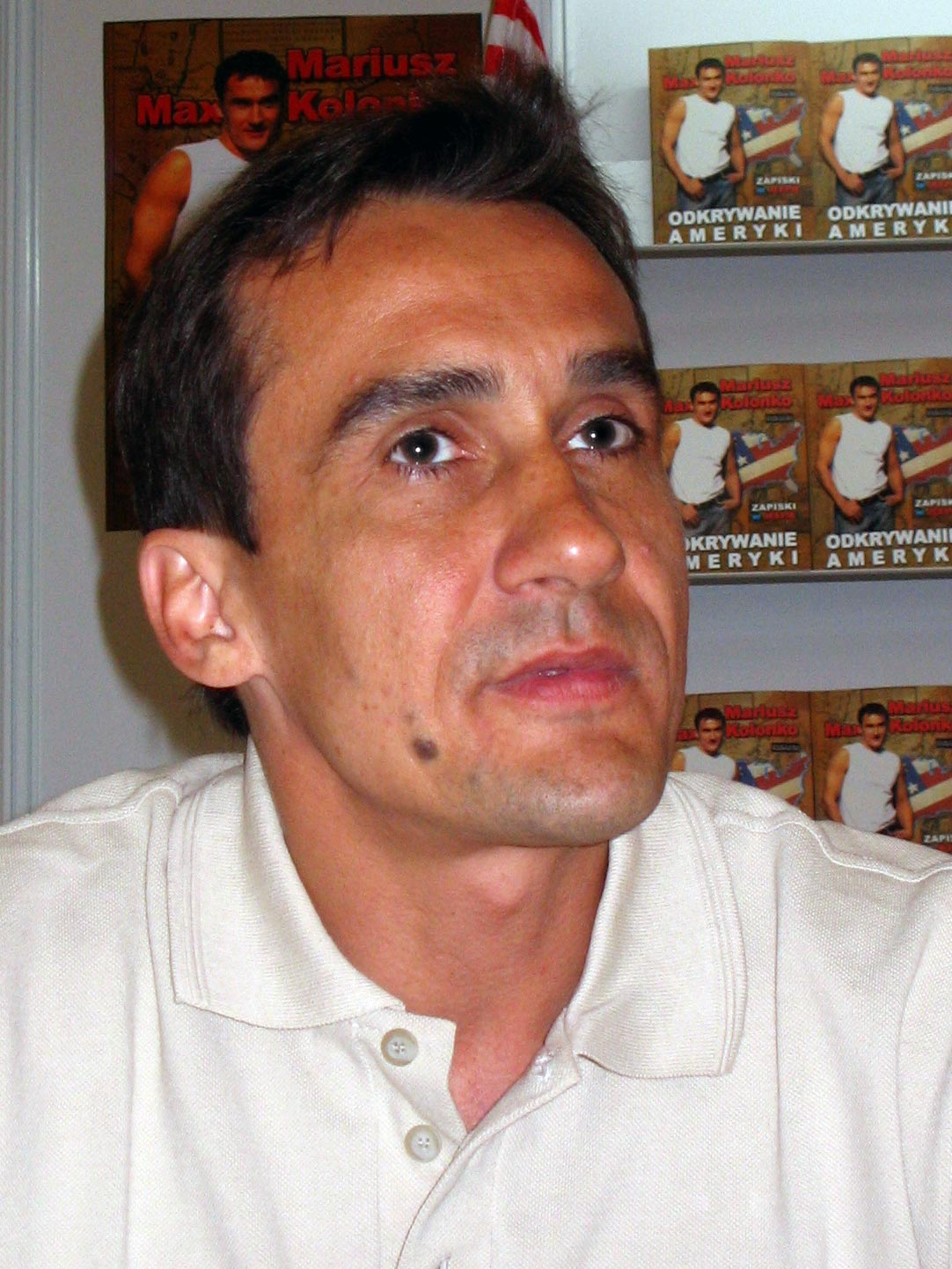
Mariusz Max Kolonko

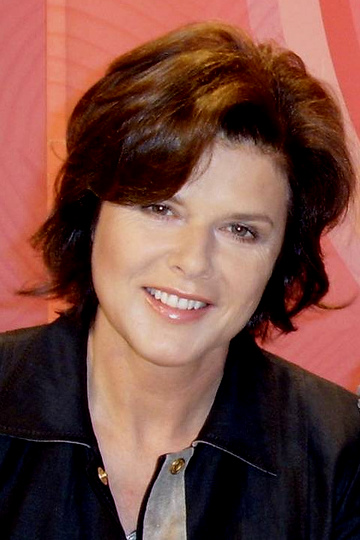
Alicja Resich-Modlińska

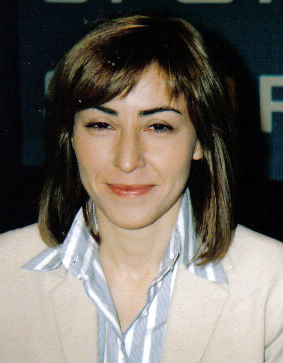
Dorota Wysocka-Schnepf

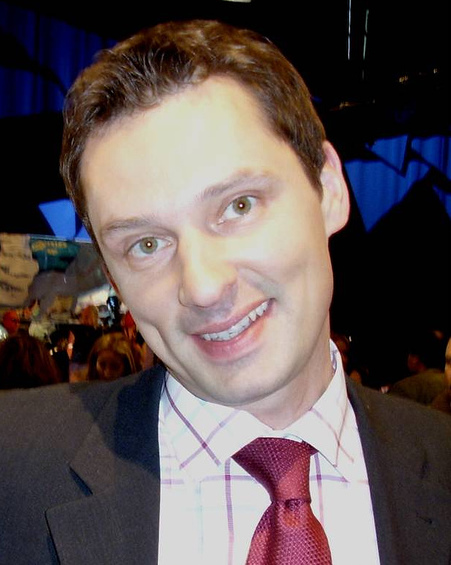
Krzysztof Ziemiec

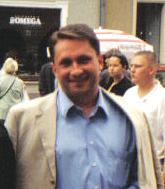
Kamil Durczok

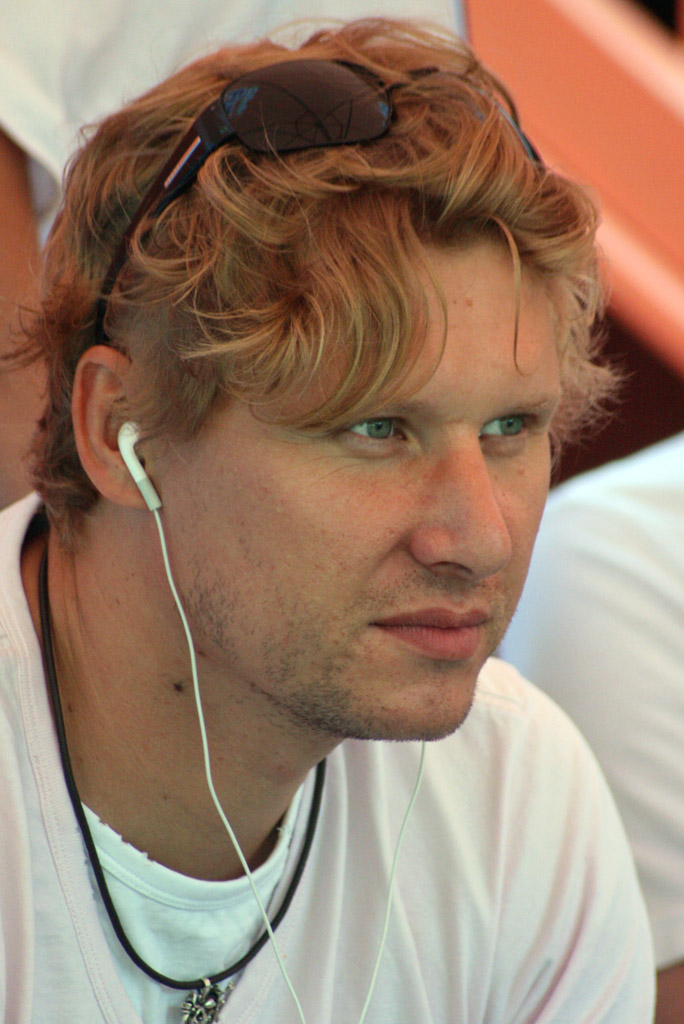
Andrzej Nejman na antenie Trójki obecny był w latach 2007–2009. Prowadził audycję „KOZA”

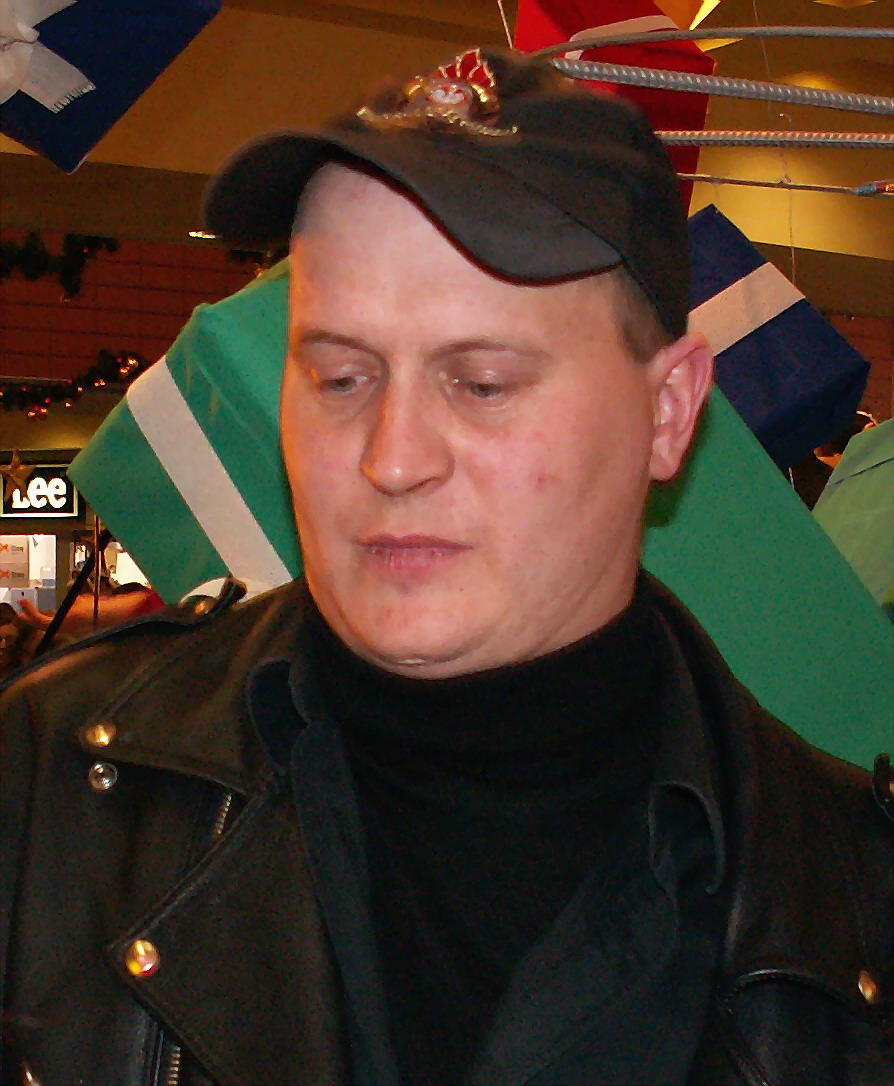
Kevin Aiston

- Piotr Kowalczuk (Rzym)
- Beata Płomecka (Bruksela)
- Waldemar Maszewski (Berlin)
- Maciej Wiśniewski (Berlin)
- Ewa Wysocka (Barcelona)
- Adam Dąbrowski (Londyn)
- Tomasz Sajewicz (Pekin)
- Marek Wałkuski (Waszyngton)
- Jan Pachlowski (Chicago/Miami)
- Małgorzata Kałuża (Nowy Jork)
- Paweł Szukała (Praga)
- Sylwia Mróz (Meksyk)
- Beata Kukiel-Vraila (Ateny)
- Wojciech Cegielski (Jerozolima)
- Adam Czartoryski (Wiedeń)

### Dawni pracownicy i współpracownicy
- Łukasz Adamski (2019–2020)
- Kevin Aiston
- Artur Andrus – obecnie RMF Classic
- Albert Ambroziewicz
- Agnieszka Baranik
- Adriana Bąkowska – obecnie Radio Nowy Świat
- Tomasz Beksiński (zm. 1999)
- Mirosław Biełaszko (2016–2020)
- Konrad Biliński (2020)
- Anna Borkowska
- Maja Borkowska (zm. 2020)
- Jan Borkowski
- Grzegorz Brzozowicz
- Aleksandra Budka – obecnie Radio 357
- Dariusz Bugalski – obecnie podcasty
- Piotr Bukartyk (gość piątkowego porannego wydania „Zapraszamy do Trójki” prowadzonego przez Wojciecha Manna) – obecnie Radio Nowy Świat
- Jerzy Bokłażec (1991–2000)
- Paweł Brodowski
- Anna Burzyńska – obecnie Radio Nowy Świat
- Wojciech Cejrowski
- Andrzej Celmer-Zajączkowski
- Maciej Chmiel
- Jacek Cholewiński
- Łukasz Ciechański
- Mariusz Cieślik (2017–2020)
- Katarzyna Cygler
- Maria Czubaszek (zm. 2016)
- Krystyna Czubówna (do 1991 r., lektor)
- Gabriela Darmetko – obecnie Radio 357
- Janusz Deblessem (1986–2020) – obecnie Radio Danielka
- Adam Deschke
- Leszek Długosz
- Wojciech Dmochowski
- Grzegorz Dobiecki
- Andrzej Dobosz
- Grażyna Dobroń
- Alina Dragan
- Teresa Drozda – obecnie podcast „Drozdowisko” , Radiospacja i Radio Danielka
- Paweł Drozd – obecnie podcasty
- Agnieszka Drozd – obecnie ponownie w Trójce
- Mateusz Drozda
- Daniel Drumz
- Grzegorz Drymer
- Tomasz Dudek
- Kamil Durczok (zm. 2021)
- Roman Dziewoński
- Jacek Ejsmond (zm. 2013)
- Arkadiusz Ekiert
- Edward Fiszer (zm. 1972)
- Beniamin Filip
- Agnieszka Furtak-Bilnik
- Mateusz Fusiarz – obecnie Radio 357
- Anna Gacek – obecnie Audioteka
- Michał Gąsiorowski – obecnie Radio 357
- Marek Gaszyński (zm. 2023)
- Wojciech Gąssowski (spiker dyżurny, do 1991)
- Bartosz Gil – obecnie Radio 357
- Karol Gnat
- Bartłomiej Graczak („Salon polityczny Trójki”) – również Wiadomości TVP1 i TVP Info
- Ksawery Jasieński (lektor)
- Filip Jastrzębski („Trzecia strona medalu”, „Serwis sportowy Trójki”)
- Hanna Maria Giza (obecnie podcasty)
- Barbara Głuszczak (zm. 2001)
- Sławomir Gołaszewski
- Tomasz Gorazdowski – obecnie Radio 357
- Grzegorz Górny
- Grażyna Gronczewska
- Natalia Grzeszczyk – obecnie RMF Classic
- Maciej Gudowski (spiker dyżurny, do 1991)
- Krystian Hanke – obecnie Radio 357
- Bożena Helbrecht
- Marek Horodniczy
- Jerzy Jachowicz
- Bożena Janikowska
- Magdalena Jethon – obecnie Radio Nowy Świat
- Małgorzata Jędras
- Małgorzata Jakubowska
- Jacek Janczarski (zm. 2000)
- Mikołaj Janusz (2019)
- Cyprian Jopek
- Maria „Majka” Jurkowska (zm. 1991)
- Aleksandra Kaczkowska – obecnie Rockserwis.fm
- Piotr „Kaczor” Kaczkowski (1964–2009, 2010, 2012–2020) – obecnie Rockserwis FM i Radio 357
- Lew Kaltenbergh
- Kaja Kamińska
- Piotr Kamiński
- Tomasz Kammel
- Robert Kantereit – obecnie TVN24
- Jadwiga Karbowska
- Dariusz Karłowicz
- Michał Karnowski
- Łukasz Karusta
- Jarosław Kawecki – również Program I Polskiego Radia (zm. 2022)
- Eryk Kazanowski
- Krystyna Kępska
- Michał Kirmuć
- Maciej Kierzkowski
- Piotr Klatt
- Jacek Kleyff
- Redbad Klynstra
- Tomasz Knapik
- Jędrzej Kodymowski
- Anna Kowalik-Brancati
- Anna Krakowska
- Mateusz Krautwurst
- Mariusz Krzemiński
- Mariusz Max Kolonko
- Elżbieta Korczyńska
- Sebastian Korsak
- Paweł Korsun
- Janusz Kosiński (zm. 2008)
- Piotr Kosiński – obecnie Rockserwis.fm
- Paweł Kostrzewa (obecnie w PAP)
- Michał Kowalewski
- Karolina Kozak
- Maciej Kraszewski
- Adam Kreczmar (zm. 1982)
- Cezary Królak
- Mariusz Kujawski
- Gaba Kulka
- Jan Kałucki („Trzecia strona medalu”, „Serwis sportowy Trójki”)
- Katarzyna Kłosińska – obecnie Radio 357
- Łukasz Kunka
- Anna Kwiatkowska („Podróże ze smakiem”)
- Damian Kwiek
- Marcin Kydryński – obecnie Radio Nowy Świat
- Hanna Laudowicz
- Marek Lebioda
- Wiktor Legowicz
- Piotr Legutko
- Marek Lehnert (zm. 2020)
- Roma Leszczyńska – obecnie Radio 357
- Nina Lewicka
- Krzysztof Lipka
- Paweł Lisicki (2016–2019)
- Mikołaj Lizut
- Tomasz Ławnicki – obecnie Radio Nowy Świat
- Marcin Łukawski (1996–2020, 2020) – obecnie Radio 357
- Małgorzata Łukowska
- Piotr Majewski – obecnie RDC
- Monika Makowska-Wasowska
- Adam Malecki
- Małgorzata Maliborska-Prażmowska (1991–2018)[157]
- Marta Malinowska – obecnie Newonce
- Monika Małkowska
- Wojciech Mann (1967–2020) – obecnie Radio Nowy Świat
- Antoni Marianowicz
- Mateusz Matyszkowicz
- Grażyna Mędrzycka-Gęsicka
- Jan Mietkowski
- Piotr Marciniak
- Adriana Marczewska
- Tomasz Miara
- Dariusz Michalski (Interradio, Mój magnetofon „z myszką”)
- Beata Michniewicz (1982-2024)
- Tomasz Michniewicz (2007–2010, 2020)
- Grzegorz Miecugow (zm. 2017)
- Joanna Mielewczyk – obecnie Radio RAM
- Renata Mieszkowska
- Michał Migała
- Piotr Metz – obecnie Program II Polskiego Radia i ponownie w Trójce
- Tomasz Mościcki (1990–1994)
- Radosław Mróz (2011–2017)
- Wioletta Myszkowska – obecnie Radio 357
- Andrzej Nejman
- Jolanta Niewiadomska (spikerka dyżurna, lektor – do 1991 r.)
- Anna Nowakowska
- Anna Rokicińska – obecnie Radio Nowy Świat
- Marek Niedźwiecki (1982–2007, 2010–2020) – obecnie Radio 357
- Lidia Nowicka
- Radosław Okrasko
- Monika Olejnik
- Michał Olszański – obecnie Radio 357
- Grzegorz Oster
- Piotr Orawski
- Artur Orzech
- Zbigniew Ostrowski
- Mariusz Owczarek – ponownie w Trójce
- Michał Owczarek
- Jerzy Owsiak (1991–2016) – obecnie m.in. Antyradio
- Włodzimierz Pac (zm. 2021)[158]
- Korneliusz Pacuda
- Maciej Pawlicki (2017)
- Beata Pawlikowska
- Małgorzata Pęcińska
- Marta Piasecka („Trójka do trzeciej”) – również TVP1 i TVP Info
- Magdalena Piejko
- Antoni Piekut
- Jolanta Pieńkowska
- Adam Piśko
- Barbara Podmiotko (zm. 2014)[159]
- Andrzej Wiktor Piotrowski
- Witold Pograniczny (zm. 2008)
- Mike Polarny
- Grzegorz Połatyński („Trzecia strona Księżyca”)
- Zbigniew Poręcki
- Rafał Porzeziński
- Anatol Potemkowski
- Katarzyna Pruchnicka – obecnie Radio 357
- Paweł Rabiej
- Elżbieta Ratyńska
- Marlena Reich (spiker dyżurny, do 1991)
- Alicja Resich-Modlińska
- Wojciech Reszczyński
- Agnieszka Rogińska (spikerka dyżurna, do 1991)
- Roman Rogowiecki – obecnie w RDC
- Mariusz Rokos – obecnie halo.radio
- Adam Romanowski
- Paweł Romańczuk
- Dariusz Rosiak – obecnie Raport o stanie świata (podcast)
- DJ Luna („Trzecia strona Księżyca”)
- Tomasz Rożek – obecnie Radio 357
- Jerzy Rzewuski (zm. 2011)
- Piotr Semka
- Anna Semkowicz-Holt (zm. 2010)
- Tomasz Sianecki – obecnie TVN24
- Paweł Sito – obecnie Radiospacja
- Tadeusz Sołtys – następnie RMF FM
- Jerzy Sosnowski – następnie Tok FM, obecnie Radio Nowy Świat
- Magdalena Skajewska
- Krzysztof Skowroński – obecnie Radio Wnet
- Rafał Sławoń – obecnie Program I Polskiego Radia
- Szymon Sławiński
- Paweł Sołtys – obecnie Radio 357
- Danuta Stachyra
- Marek Starzyk
- Piotr Stelmach – obecnie Radio 357
- Agnieszka Stępień
- Edward Steinhagen
- Marek Stremecki
- Kuba Strzyczkowski (1987–2020) – obecnie Radio 357
- Wojciech Surmacz
- Tadeusz Sznuk
- Janusz Szydłowski (spiker dyżurny, do 1991)
- Wojciech Szymański
- Halina Szopska
- Paweł Sztompke (dziś Jedynka)
- Joanna Szwedowska (dziś Dwójka)
- Małgorzata Spór
- Monika Sułkowska[160]
- Mateusz Święcicki (zm. 1985)
- Magdalena Uchaniuk-Gadowska
- Faustyna Toeplitz-Cieślak
- Rafał Tomański
- Mateusz Tomaszuk – obecnie ponownie w Trójce
- Rafał Turowski
- Andrzej Turski (zm. 2013)
- Halina Wachowicz (do 2020) – obecnie Radio 357
- Łukasz Walewski
- Marek Wałkuski – obecnie korespondent Polskiego Radia w USA
- Roman Waschko (zm. 2002)
- Małgorzata Wasik
- Grzegorz Wasowski
- Jan Weber (zm. 1992)
- Mirosław Wieprzewski
- Iwona Wieraszko
- Sławomir Wierzcholski
- Marta Winiarska
- Tadeusz Wiśniewski (zm. 2009)
- Kuba Wojewódzki – obecnie TVN
- Dorota Wojtalczyk
- Andrzej Woyciechowski (zm. 1995)
- Izabela Woźniak – obecnie Radio 357
- Aneta Wrona
- Hirek Wrona (1985–2020)
- Daniel Wydrych
- Dorota Wysocka-Schnepf – obecnie TVP
- Patrycjusz Wyżga (2017–2020, 2020) – obecnie Radio 357 i Telewizja WP
- Marcin Zaborski (2000–2016) – obecnie TVN24
- Joanna Zadrowska
- Jan Zagozda (zm. 2018)
- Maciej Zembaty (zm. 2011)
- Krzysztof Ziemiec
- Sławomir Zieliński
- Marcin Zimoch
- Wojciech Zimiński (1990–2017)
- Ernest Zozuń – obecnie TVP Info i Polskie Radio 24
- Michał Żakowski – obecnie Radio 357

#### Artyści estradowi, kabaretowi, ludzie kultury
Z Programem 3 przez lata związanych było również wielu artystów estradowych oraz osób ze sceny kabaretowej i świata kultury, m.in.:
- Łukasz Błąd
- Jacek Fedorowicz
- Stefan Friedmann
- Tomasz Jachimek
- Filip Jaślar
- Jan Kobuszewski
- Jonasz Kofta
- Krzysztof Kowalewski
- Marta Lipińska
- Wojciech Młynarski
- Jan Pietrzak
- Tadeusz Ross
- Jan Tadeusz Stanisławski
- Krzysztof Szubzda
- Ewa Szumańska
- Stanisław Tym
- Marcin Wolski
- Daniel Wyszogrodzki
- Andrzej Zaorski
- Bartłomiej Brede

## Audycje

### Obecnie[161]
- „Afro godzina” (Michał Hoffmann)
- „Audycja Muzyczna Basi Małeckiej”
- „Bażancie Serce” (Anna Lalka)
- „Białe szumy” (Justyna Grabarz)
- „Biegam, bo lubię” (Krzysztof Łoniewski)
- „Brakująca Połowa Dziejów” (Anna Kowalczyk)
- „Było Sobie Zdjęcie” (Michał Matus)
- „Ciężko na Sercu” (Jarosław Szubrycht)
- „Coś Mi Świta” (Michał Żołądkowski, Radosław Nałęcz)
- „Cykl Obywatelski” (Wojciech Dorosz)
- „Dobrego dnia” (Justyna Grabarz, Maciej Jankowski)
- „Dobrze Zaprojektowane” (Anna Dudzińska)
- „Dym na wodzie” (Leszek Adamczyk)
- „Ekonomia w Trójce” (Sylwia Zadrożna, Marcin Jagiełowicz)
- „Fajny film” (Ryszard Jaźwiński)
- „Gh+” (Grzegorz Hoffmann)
- „HCH” (Bartek Chaciński, Jacek Hawryluk)
- „Historia pewnej płyty” (Tomasz Żąda)
- „Informator ekonomiczny” (Sylwia Zadrożna, Marcin Jagiełowicz)
- „Jak się starzeć bez godności” (Magdalena Grzebałkowska, Ewa Winnicka)
- „Jazz’n’Bass” (Michał Grabkowski)
- „Kanał Angielski” (Krzysztof Zyblewski)
- „Kierunek Długowieczność” (Krzysztof Łoniewski)
- „Klub Trójki” (Katarzyna Stoparczyk, Krzysztof Łoniewski, Michał Matus, Anna Dudzińska, Paulina Wilk, Anna Kowalczyk, Kuba Benedyczak)
- „Koncert w Trójce”
- „Królestwo roślin” (Paweł Sztarbowski)
- „Księstwo ptaków” (Stanisław Łubieński)
- „Lewitacja” (Wojciech Zawioła)
- „Lista Osobista” (Piotr Metz)
- „Ludzie” (Krzysztof Łoniewski, Agnieszka Szydłowska, Wojciech Zawioła)
- „Ludzie w ubraniach” (Karolina Sulej)
- „Ludzka Sprawa”
- „MO, czyli mało obiektywnie” (Mariusz Owczarek)
- „Muzyczna Poczta UKF” (Tomasz Żąda, Mariusz Owczarek)
- „Muzyczne rozmowy” (Agnieszka Trzeciakiewicz)
- „N3” (Gosia Jakubowska)
- „News albo fake news” (Piotr Łodej)
- „Niewidzialni” (Maciej Wasielewski)
- „Nocna Polska” (Tomasz Żąda)
- „OdNowa” (Joanna Mielewczyk)
- „OFF Control” (Mateusz Tomaszuk)
- „Pianokrąg” (Bartek Wąsik)
- „Pierwsza Trójka – Lista Przebojów” (Michał Grabkowski)
- „Piknik Naukowy” (Monika Suszek)
- „Piosenka do Wyjaśnienia” (Kuba Ambrożewski)
- „Plik tekstowy” (Max Cegielski)
- „Po prostu Wschód” (Piotr Pogorzelski)
- „Potrójne pasmo przenoszenia” (Michał Margański)
- „Proza czytana w Trójce”
- „PrzySłowie” (Mateusz Adamczyk)
- „Ranny wzmacniacz” (Grzegorz Hoffmann)
- „Reportaż w Trójce”
- „Rotacja” (Gosia Jakubowska, Maciej Jankowski, Marta Malinowska, Kuba Ambrożewski, Ania Lalka)
- „Salon Ulica Dancing”
- „Samo H” (Jacek Hawryluk)
- „Samograj” (Radosław Nałęcz)
- „Scena Teatralna Trójki” (m.in. Barbara Marcinik)
- „Serwis Trójki”
- „Serwis sportowy Trójki”
- „Strefa Dread” (Mirosław Dzięciołowski)
- „Studio El-Muzyki” (Jerzy Kordowicz)
- „Swoją drogą” (Martyna Matwiejuk)
- „Śniadanie w Trójce” (Renata Grochal)
- „Terra Kultura” (Agnieszka Obszańska)
- „Tomek w Azji” (Tomasz Sajewicz)
- „Trójka pod Księżycem” (Barbara Marcinik)
- „Trójkowo, filmowo” (Ryszard Jaźwiński)
- „Trzecia strona medalu” (Krzysztof Łoniewski, Dariusz Urbanowicz)
- „Trzecia Strona Obrazu” (Jarosław Jaworski)
- „Tu Myśliwiecka 3/5/7" (Katarzyna Borowiecka, Michał Nogaś)
- „Tygodnik Muzyczny” (Bartek Chaciński, Kuba Ambrożewski)
- „Wielkie Głaskanie” (Aneta Awtoniuk)
- „Wielkie Piekno” (Michał Żołądkowski)
- „Winien i ma” (Sylwia Zadrożna, Marcin Jagiełowicz)
- „Włącz Trójkę i rób co chcesz”
- „W tonacji Trójki” (Piotr Baron, Jacek Hawryluk, Grzegorz Hoffmann, Michał Margański, Justyna Grabarz, Agnieszka Szydłowska)
- „Wśród Zwierząt” (Dariusz Pieróg, Andrzej Kruszewicz)
- „Wszystkie książki świata” (Michał Nogaś)
- „Wszystko, wszędzie, teraz” (Katarzyna Borowiecka)
- „Zagadkowa niedziela” (Katarzyna Stoparczyk)
- „Zapraszamy do Trójki” – wydanie poranne (Piotr Łodej, Robert Grzędowski)
  - „Bez uników” (Renata Grochal)
- „Zapraszamy do Trójki” – wydanie popołudniowe (Piotr Łodej, Katarzyna Borowiecka, Wojciech Zawioła i Jarosław Kuźniar)
  - „Puls Trójki” (Paweł Turski i Sylwia Białek)
- „Zbiórka z Podwórka” (Filip Kalinowski)

### Dawniej (wybrane audycje)
- „3 wymiary gitary” (Piotr Baron)
- „ABC Listy” (Piotr Baron i Marek Niedźwiecki)
- „ABC Popkultury” (Katarzyna Borowiecka)
- „ABC popkultury: zestaw powiększony” (Katarzyna Borowiecka)
- „Absurdy z wokandy” (Marcin Krężelok)
- „Akademia Muzyczna Trójki” (Jan Chojnacki, Piotr Kaczkowski, Jacek Kleyff, Wojciech Mann, Piotr Metz, Monika Makowska, Wojciech Ossowski, Barbara Podmiotko, Piotr Stelmach, Paweł Sztompke, Agnieszka Szydłowska, Grzegorz Wasowski)
- „Akademia rozrywki” (Artur Andrus, Natalia Grzeszczyk, Łukasz Szwed)
- „Akordy alterowane” (Konrad Biliński)
- „Aksamit” (Anna Gacek)
- „AnagrammarganA” (Michał Margański)
- „Annały Migały” (Michał Migała)
- „Antologia piosenki francuskiej” (Piotr Kamiński)
- „Apteka nocna” (Jędrzej Kodymowski)
- „A propos”
- „Atelier” (Anna Gacek)
- „A to Pani nagrywa?” (Olga Mickiewicz)
- „Audycja Podzwrotnikowa" (Wojciech Cejrowski)
- „Bardzo ważny problem” (Arkadiusz Ekiert i Wiktor Legowicz)
- „Bardzo ważny problem europejski” (Sylwia Zadrożna, Jakub Witkowski, Beata Płomecka, Elżbieta Korczyńska-Jordan, Dariusz Pieróg) - Euranet Plus
- „Bardzo ważny projekt” (Arkadiusz Ekiert, Wiktor Legowicz, Eryk Kazanowski, Patrycjusz Wyżga, Sylwia Zadrożna)
- „Baw się razem z nami”
- „Bed and breakfast” (Piotr Firan i Raf Uzar)
- „Bez etykiety” (Karolina Kozak)
- „Bez kolacji” (Agata Krysiak)
- „Białe plamy” (Mirosław Biełaszko)
- „Bielszy odcień bluesa” (Jan Chojnacki)
- „Big-bit, czyli rock po polsku”
- „Biuro myśli znalezionych” – comiesięczna, autorska audycja Marcina Zaborskiego, który przed publicznością zgromadzoną w Studiu im. Agnieszki Osieckiej przeprowadzał rozmowy z twórcami, artystami, naukowcami i byłymi politykami[162][163].
- „Blogowskaz” (Gabriela Darmetko)
- „Blondynka w Trójce” (Beata Pawlikowska)
- „Blues wczoraj i dziś”
- „Brum” (Piotr Majewski, Adam Romanowski, Kuba Wojewódzki, Piotr Klatt, Tomasz Żąda, Jerzy Owsiak)
- „Byle do 13” (Agnieszka Furtak-Bilnik, Ryszard Jaźwiński, Aleksandra Kaczkowski, Piotr Majewski, Michał Olszański, Michał Margański, Gabriela Darmetko, Piotr Stelmach, Wioletta Myszkowska, Marcin Cichoński, Mariusz Owczarek)
  - „Astronomia języka” (Katarzyna Kłosińska)
  - „Klucz do autostrady” (Daniel Wyszogrodzki)
  - „Kuchnia z jajem” (Gabriela Darmetko i Gaja Kuroń)
  - „Psychodnia” (Aneta Awtoniuk)
- „Cały ten rock” (Marek Wiernik)
- „Ciemna strona mocy” (Aleksandra Kaczkowska)
- „Cisza, nagranie” (Marcin Cichoński)
- „Chillout Cafe” (Marek Niedźwiecki, Agnieszka Szydłowska)
- „Codziennie powieść w wydaniu dźwiękowym”
- „Co kto lubi”
- „Cogito ergo?” (Maciej Pawlicki)
- „Czarna noc” (Hirek Wrona)
- „Czarny piątek” (Hirek Wrona)
- „Czas niezwykły” (Elżbieta Korczyńska)
- „Czas relaksu”
- „Czy już państwo słyszeli?” (Justyna Grabarz)
- „Dancing, salon, ulica” (Jan Młynarski)
- „Departament rytmu” (Michał Żołądkowski)
- „Dzieci wiedzą lepiej” (Katarzyna Stoparczyk)
- „Dobronocka” (Grażyna Dobroń)
- „Dogrywka” (Michał Grabkowski)
- „Do południa” (Marek Niedźwiecki, Piotr Baron, Hirek Wrona, Anna Gacek, Katarzyna Borowiecka, Katarzyna Pruchnicka, Piotr Stelmach, Ronert Kantereit, Michał Gąsiorowski, Ewa Lipowicz, Michał Nogaś)
  - „A nuż, widelec” (Katarzyna Pruchnicka)
  - „Vlogowskaz” (Gabriela Darmetko)
  - „Adamski seryjny” (Łukasz Adamski)
  - „Cały ten rock” (Marek Wiernik)
  - „Instrukcja obsługi człowieka” (Grażyna Dobroń)
  - „Nauka słuchania” (Michał Margański)
  - „Dzieci wiedzą lepiej” (Katarzyna Stoparczyk)
  - „Co proszę?” (Jan Niebudek)
  - „Pracownia projektowa” (Agnieszka Stępień)
  - „Przodownicy lektury” (Mariusz Cieślik)
  - „Trójkowy detektyw” (Katarzyna Cygler)
  - „Za górami za lasami” (Paweł Drozd)
- „Do trzech razy nuta” (Roman Dziewoński)
- „Dzika karta” (Daniel Drumz, Radosław Okrasko, Mateusz Tomaszuk)
- „El Trójka pod księżycem” (Jerzy Kordowicz)
- „Euranet Plus”
- „Filmowa tonacja Trójki” (Paweł Sztompke)
- „Fest program” (Agnieszka Szydłowska, Agnieszka Obszańska)
- „Folk – muzyka włóczęgów i poetów”
- „Francuski łącznik” (Monika Małkowska)
- „Frutti di Marek” (Marek Niedźwiecki)
- „fTOP 5” (Albert Ambroziewicz, Paweł Korsun)
- „Gdzie Grabek mówi dobranoc” (Michał Grabkowski)
- „Gimnastyka Henryka” (Henryk Sytner)
- „Gitara, banjo i country” (Korneliusz Pacuda)
- „Gitarą i piórem” (Janusz Deblessem, Teresa Drozda)
- „Głowa.Serce.Baza” (Gaba Kulka)
- „Godzina prawdy” (Michał Olszański)
- „Godzina wychowawcza” (Katarzyna Pruchnicka)
- „Gorąca płyta” (Adriana Marczewska)
- „Gra gitara” (Michał Żołądkowski)
- „Gwiazda siedmiu wieczorów”
- „Gwiazdy patrzą na gwiazdy”
- „Herbatka przy samowarze”
- „Historia muzyki rozrywkowej” (Piotr Metz)
- „Historia pewnej płyty” (Anna Gacek, Tomasz Żąda)
- „Historia powszechna Rock’n’Rolla” (Piotr Metz)
- „Historie jak z książki” (Marek Stremecki)
  - „Dźwięki historii” (Gabriela Darmetko)
  - „Dzieje się historia”
  - „Koryfeusze” (Małgorzata Nieciecka-Mac)
  - „Też przeczytajcie”
- „Interradio” (Dariusz Michalski)
- „Ilustrowany Tygodnik Rozrywkowy” (Jacek Janczarski, Adam Kreczmar)
- „Ilustrowany Magazyn Autorów” (Jacek Janczarski, Adam Kreczmar)
- „Jestem feministą” (Dariusz Bugalski)
- „Ja tu gram” (Tomasz Żąda)
- „Jazz fajny jest” (Wojtek Mazolewski)
- „Kalendarz potoczny” (Andrzej Wiktor Piotrowski)
- „Kawałek muru”
- „Kevin sam w Polsce” (Kevin Aiston)
- „Kiermasz płyt”
- „Klub grającego krążka”
- „Klub ludzi ciekawych wszystkiego” (obecnie na antenie Programu II Polskiego Radia)
- „Klub stereo” (Tomasz Beksiński)
- „Klubowe granie” (Sebastian Korsak)
- „Kiermasz płyt wytwórni...”
- „Konsonanse i dysonanse”
- ”Konstelacja M.” (Mateusz Tomaszuk)
- „Komitet Organizacyjny Zwalczania Apatii – KOZA” (Andrzej Nejman)
- „Korek” (Stefan Friedmann)
- „Krajobrazy serdeczne” (Witold Szolginia)
- „Kwadrans Leszka Długosza” (Leszek Długosz)
- „Kwestia kultury” (Mariusz Cieślik)
- „Laboratorium innych częstotliwości”
- „Lamenty i odmęty” (Monika Brodka)
- „Lektury Andrzeja Dobosza” (Andrzej Dobosz)
- „Leniwa niedziela” (Małgorzata Łukowska, Anna Popek)
- „Leniwe przedpołudnie” (Anna Popek)
- „Leniwe popołudnie” (Anna Popek)
- „Lista przebojów dla oldbojów” (Beata Pawlikowska, Grzegorz Wasowski)
- „Lista Przebojów Programu Trzeciego” (Marek Niedźwiecki, Piotr Baron)
- „Literackie biuro śledcze” (Jerzy Sosnowski)
- „LP Trójka” (Marek Niedźwiecki, Piotr Baron)
- „Login: Aktywni” (Krzysztof Łoniewski, Dariusz Urbanowicz)
- „Ładne kwiatki” (Piotr Bukartyk)
- „M3” (Piotr Kaczkowski, Mariusz Owczarek)
- „Magazyn Bardzo Kulturalny” (Barbara Marcinik)
- „Magazynek”
- „Magiel Wagli” (Wojciech Waglewski, Fisz)
- „Małpy [@@] w Sieci” (Paweł Kwaśniewski, Eryk Kazanowski)
- „Manniak po ciemku” (Wojciech Mann)
- „Markomania” (Marek Niedźwiecki)
- „Medal dla każdego” (Henryk Sytner)
- „Między Bobino a Olympią” (Piotr Kamiński)
- „Między dniem a snem” (Piotr Majewski)
- „Mikrokosmos” (Grzegorz Zembrowski)
- „MiniMax” (Piotr Kaczkowski, Leszek Adamczyk) – audycja obecna na antenie od 1968 do 2020
- „MiniMax – Biuro Utworów Znalezionych” (Piotr Kaczkowski)
- „MiniMax po północy” (Piotr Kaczkowski)
- „MiniMax przed północą” (Piotr Kaczkowski)
- „MIT – Muzyczny informator Trójki” (Wojciech Szymański w ramach audycji „Myśliwiecka 3/5/7”)
- „Moje miasto nocą” (Piotr Metz, Artur Orzech)
- „Moje przeboje” (Piotr Baron)
- „Mój magnetofon” (obecnie „Muzyczna poczta UKF”)
- „Mój ssskarbie” (Natalia Grzeszczyk)
- „MP Trójka”
- „Myśl dnia”
- „Myślidziecka 3/5/7” (Katarzyna Stoparczyk)
- „Myśliwiecka 3/5/7” (Piotr Stelmach)
  - „Kącik gadżeciarza”
  - „Miękka bułka”
  - „Moim zdaniem”
  - „Stół szwedzki”
  - „Ze studia przy Myśliwieckiej 3/5/7”
- „Muza dalekich podróży” (Wojciech Ossowski)
- „Muzyczna poczta UKF” (Tomasz Żąda)
- „Muzyka o północy”
- „Muzykalny detektyw” (Tadeusz Sznuk)
- „Muzykobranie”
- „Na lato” (Wojciech Mann, Wojciech Zimiński, Piotr Stelmach)
- „Na-na-na (Nastrój na nastrój)” (Grzegorz Wasowski)
- „Nasz rok...”
- „Nasza tonacja” (Łukasz Ciechański, Michał Kirmuć, Radosław Okrasko, Marek Wiernik, Tomasz Żąda)
- „Nasłuch” (Tomasz Żąda)
- „Na zdrowie” (Agnieszka Furtak-Bilnik)
- „Niech gra muzyka”
- „Niedzielna szkółka muzyczna”
- „Niedzielny salon Trójki” (obecnie „Śniadanie w Trójce”) (Monika Olejnik, Krzysztof Skowroński, Kamil Durczok, Jolanta Pieńkowska)
- „Nie do powiedzenia” (Agnieszka Furtak-Bilnik)
- „Nie tylko gitary” (Piotr Baron)
- „Nie tylko dla melomanów”
- „Nie tylko dla orłów” (Beata Michniewicz, Monika Olejnik, Alicja Resich-Modlińska, Jan Chojnacki, Marek Dalba, Jerzy Kordowicz, Wojciech Mann, Stanisław Plakwicz oraz Grzegorz Wasowski)
- „Niezła historia” (Piotr Łodej)
- „Nieznane o znanych”
- „NocHarmonia” (Julia Sawicka-Kotomska)
- „Noc Muzycznych Pejzaży” (Piotr Kosiński)
- „Nocna Polska” (Tomasz Żąda)
- „Nocne żądze” (Tomasz Żąda)
- „Nocny seans w Trójce” (Michał Owerczuk)
- „Nocny przegląd myśli” (Michał Kirmuć)
- „Od kuchni” (Katarzyna Pruchnicka)
- „Odkurzone przeboje” (Janusz Kosiński)
- „Od punka do Franka” (Radosław Okrasko)
- „Offensywa” (Piotr Stelmach)
- „Około północy” (Marcin Kydryński)
- „Około południa”
- „Ona, on i pewien bardzo wyjątkowy gość” (Katarzyna Ciepielewska i Łukasz Sobolewski)
- „Opera tygodnia”
- „Opowiem wam piosenkę” (Wioletta Myszkowska)
- „Ossobliwości muzyczne” (Wojciech Ossowski)
- „Orzech i reszta” (Artur Orzech)
- „Ósma trzydzieści”
- „Pamiętajmy o seniorach” (Elżbieta Korczyńska)
- „Pan Tałyk” (Tomasz Łysiak)
- „Pani Magdo, pani pierwszej to powiem” (Magdalena Jethon)
- „Pastelowy świat rocka” (Piotr Stelmach)
- „Peryskop”
- „Piosenka to mały teatr” (Barbara Podmiotko)
- „Piosenki bez granic” (Wojciech Mann)
- „Poczekalnia Listy Przebojów” (Piotr Baron)
- „Pocztówka dźwiękowa” (Wojciech Cejrowski)
- „Podróże ze smakiem” (Anna Kwiatkowska)
- „Pod dachami Paryża” (Barbara Podmiotko)
- „Podsumowanie dnia” (Sylwia Zadrożna)
- „Polarny w tropikach” (Mike Polarny)
- „Polityka dla wszystkich”
- „Polska według Polaków” (później jako „Według Polaków”) (Dariusz Bugalski)
- „Polski bit” (Marta Malinowska)
- „Polski Express” (Tomasz Żąda)
- „Polski Top Wszech Czasów” (Piotr Baron, Piotr Metz, Piotr Stelmach, Marek Niedźwiecki)
- „Popołudniowe rozmowy z dźwiękiem” (Aleksandra Kaczkowska)
- „Poszukiwacze zaginionych smaków”
- „Po drodze z Trójką” (Witold Lazar)
- „Po zachodzie słońca” (Aleksandra Kaczkowska)
- „Pół perfekcyjnej płyty” (Michał Kowarski)
- „Prasowanie w Trójce” (Łukasz Ciechański, Piotr Firan, Łukasz Sobolewski)
- „Premiera z rozrywki”
- „Program alternatywny” (Agnieszka Szydłowska)
- „Program środka”
- „Prywatna kolekcja” (Artur Orzech)
- „Przeboje Trójki”
- „Przebojowa sobota” (Tomasz Dudek, Karol Gnat, Jędrzej Kodymowski, Michał Migała)
- „Przewodnik fantastyczny” (Wioletta Myszkowska)
- „Przystanek kultura” (obecnie „Teren kultura”) (Michał Margański)
- „Puls Europy”
- „Radio Mann” (Wojciech Mann)
- „Radio Teheran” (Bartosz Gil)
- „Radiowy Dom Kultury” (Agnieszka Szydłowska, Agnieszka Obszańska)
- „Raport o stanie świata” (Dariusz Rosiak)
- „Reggae – pieśni wędrowców”
- ”Reszta świata” (Tomasz Michniewicz)
- „Ręka boksera” (Maciej Chmiel)
- „Rock’n’roll historia powszechna” (Piotr Metz)
- „Rocka klasyka według Wiernika” (Marek Wiernik)
- „Rodzina Poszepszyńskich”
- „Rosyjska pozytywka” (Dmitrij Strelnikoff)
- „Quodlibet” (obecnie na antenie Programu II Polskiego Radia)
- „Scena Kodyma” (Jędrzej Kodymowski)
- „Sekcja rytmiczna” (Marta Malinowska, Hirek Wrona)
- „Serdeczne dźwięki” (Mateusz Krautwurst)
- „Siesta” (Marcin Kydryński)
- „Słodkie reggae” (Tomasz Słodki)
- „Studio koncertowe” (Piotr Metz)
- „Smooth Jazz Cafe” (Marek Niedźwiecki)
- „Sobota w stylu pop” (Paweł Kostrzewa)
- „Spikać po polsku”
- „Spotkania trzeciego stopnia” (Michał Żołądkowski)
- „Strefa rokendrola wolna od angola” (Michał Owczarek)
- „Strona 1, strona 2” (Piotr Metz)
- „Strzały znikąd” (Piotr Mika)
- „Studio 202”
- „Sztuka łączenia” (Michał Margański)
- „Śniadanie Międzykontynentalne”
- „Świat i ludzie” (Michał Żakowski)
- „Świat do trzeciej” (Witold Lazar)
- „Świat na topie” (Piotr Stelmach)
- „Świat z lotu Drozda” (Paweł Drozd)
- „TAK - Trójkowe Archiwum Koncertowe”
- „Tak się żyje” (Marcin Łukawski)
- „Teatrzyk Zielone Oko”
- „Teraz polskie” (Mariusz Owczarek)
- „Teren kultura” (Agnieszka Obszańska)
- „To był dzień” (Damian Kwiek, Marcin Zaborski, Magdalena Trzaska)
- „Tomek na tropie” (Tomasz Michniewicz)
- „Top wszech czasów” (Piotr Baron, Piotr Metz, Piotr Stelmach i Marek Niedźwiecki)
- „Trójfonia 2HA” (Małgorzata Łukowska)
- „Trójka budzi ludzi” (następnie „Trójkowy budzik”, obecnie „Trójka budzi”)
- „Trójka budzi: Jazz'n'bass” (Michał Grabkowski)
- „Trójka budzi: Klub folkowy” (Wojciech Ossowski)
- „Trójka budzi: Nowa fala” (Jędrzej Kodymowski)
- „Trójka budzi: Off” (Mateusz Tomaszuk)
- „Trójka budzi: Post-punk” (Michał Migała)
- „Trójka budzi: Soul, funk, r’n’b” (Justyna Grabarz)
- „Trójka budzi: Synth pop” (Michał Kirmuć)
- „Trójka budzi” (Małgorzata Łukowska)
- „Trójka do trzeciej” (Piotr Firan, Tomasz Miara)
- „Trójka literacka” (Magdalena Piejko)
- „Trójka live” (Michał Grabkowski)
- „Trójka po królewsku” (Marta Piasecka)
- „Trójka po trzeciej” (Tomasz Sakiewicz, Rafał Ziemkiewicz, Bronisław Wildstein, Stanisław Janecki, Marek Magierowski, Andrzej Godlewski, Tomasz Wróblewski, Andrzej Jonas)
- „Trójka pod Księżycem - rozmowy o duszy” (Szymon Sławiński)
- „Trójka przed południem”
- „Trójka przekracza granice” (Tomasz Michniewicz)
- „Trójka na Kresach” (Katarzyna Gójska)
- „Trójka Żąda debiutów” (Tomasz Żąda)
- „Trójkowo, rockowo” (Mateusz Tomaszuk, Michał Grabkowski, Marek Wiernik, Michał Kirmuć)
- „Trójkowy Budzik” (Piotr Łodej)
- „Trójkowy felieton kulturalny” (Katarzyna Cygler)
- „Trójkowy detektyw” (Katarzyna Cygler)
- „Trójkowy ekspres” (obecnie „Program alternatywny”)
- „Trójkowy komentarz dnia”
- „Trójkowy Ossobowy” (Wojciech Ossowski)
- „Trójkowy punkt techniczny” (Paweł Turski)
- „Trójkowy wehikuł czasu” (Jerzy Sosnowski)
- „Trójkowy znak jakości” (Michał Nogaś)
- „Trzecia fala” (Piotr Klatt, Tomasz Żąda, Maciej Kierzkowski)
- „Trzecie śniadanie” (Aneta Wrona, Mariusz Rokos)
- „Trzecie ucho” (Wojciech Zimiński)
- „Trzecia godzina” (Piotr Kaczkowski)
- „Trzecia strona Księżyca” (Marek Starzyk, Grzegorz Połatyński, DJ Luna)
- „Trzy gramy Redbada” (Redbad Klynstra-Komarnicki)
- „Trzy kontynenty” (Artur Orzech)
- „Trzy kwadranse jazzu” (Jan Ptaszyn Wróblewski)
- „Trzy strony dźwięku” (Łukasz Ciechański i Tomasz Miara)
- „Tu Baron” (Piotr Baron)
- „Tu mówi Londyn” (Leszek Wielgo)
- „Tu Program 3” (Monika Makowska)
- „Tu Trójka” (Witold Lazar, Karol Gnat)
- „W antrakcie” (Malwina Kiepiel i Magda Kuydowicz)
- „Warzywniak wieczorową porą” (Julia Pietrucha)
- „Według Polaków” (Dariusz Bugalski)
- „Wentylator” (Maciej Kraszewski)
- „Wiadomości po całości” (Zbigniew Poręcki (jako Żaba Monika), Mirosław Wieprzewski (jako Kulfon)) (w ramach „Zagadkowej niedzieli”)
- „Widzi mi się, widzi wam się”
- „Wieczorny przegląd myśli” (Michał Kirmuć)
- „Wieczór płytowy” (Tomasz Beksiński, Tomasz Szachowski)
- „Wielkie błędy historii”
- „W rytmie na trzy” (Tomasz Dudek i Karol Gnat)
- „Wszystko co najważniejsze” (Dariusz Bugalski)
- „Za, a nawet przeciw” (Jakub Strzyczkowski)
- „Z archiwum Jerzego Jachowicza”
- „Zajęcia praktyczno-techniczne”
- „Za górami za lasami” (Paweł Drozd w ramach audycji „Do południa”)
- „Za kierownicą”
- „Zalef zgiełku” (Krzysztof Zalewski)
- „Zapach poranka” (Tomasz Żąda)
- „Zapraszamy do Trójki” – wydanie poranne – audycja obecna na antenie w latach 1974–2020
  - „Unia pod lupą” (Beata Płomecka)
  - „Przegląd prasy” (Krystian Hanke, Marcin Pośpiech)
  - „Urywki z kalendarza” (Łukasz Błąd, Filip Jaślar, Krzysztof Szubzda)
  - „Salon polityczny Trójki” (Beata Michniewicz, Paweł Lisicki)
  - „Poranki Piotra Metza”
  - „Pytania z kosmosu” (Tomasz Rożek)
  - „Doktor Kruszewicz w Trójce”
  - „Muzyczny rozkład jazdy” (Krystian Hanke, Łukasz Karusta, Marcin Pośpiech, Aleksandra Budka)
- „Zapraszamy do Trójki” – wydanie popołudniowe – audycja obecna na antenie w latach 1974–2020
  - „Bardzo ważny projekt” (Wiktor Legowicz, Arkadiusz Ekiert, Patrycjusz Wyżga)
  - „Co w mowie piszczy?” (Katarzyna Kłosińska)
  - „Ciekawy czas” (Michał Żakowski)
  - „Puls Trójki” (Beata Michniewicz, Mariusz Krzemiński, Magdalena Uchaniuk-Gadowska, Marcin Pośpiech)
  - „Reportaż”
  - „Trzy strony świata” (Ernest Zozuń)
  - „Europa od kuchni” (Ernest Zozuń)
  - „Trójwymiar” (Arkadiusz Ekiert)
- „Zapraszamy na weekend” (Michał Żołądkowski i Piotr Firan)
- „Zaraz wracam” (Artur Orzech)
- „Zdrowym być” (obecnie „Instrukcja obsługi człowieka”)
- „Zgryz”
- „Zimna fala” (Michał Migała)
- „Zjednoczone królestwo” (Piotr Metz)
- „Złote lata swingu”
- „Złote płyty”
- „Znaki szczególne”
- „Z najwyższej półki” (Michał Nogaś)
- „Ze środy na czwartek” (Piotr Klatt)[164]
- „Życie rodzinne”
- „Żyjemy w Europie”
- „3maj z nami” (Piotr Stelmach, Tomasz Żąda)
- „60 minut na godzinę” (Marcin Wolski)
- „60 sekund na minutę” (później „Wentylator”) (Maciej Kraszewski)

## Przykładowe ramówki
| Program dnia na sobotę 1 marca 1958 15:05–20:35 Retransmisja Programu II 20:35 Program dnia 20:37–21:00 Przerwa 21:00 Koncert symfoniczny 21:45–01:00 Retransmisja Programu II |

| Program dnia na niedzielę 2 marca 1958 05:30–20:25 Retransmisja Programu II 20:25 Program dnia 20:27–20:30 Przerwa 20:30 Koncert solistów 21:30–24:00 Retransmisja Programu II |

| Program dnia na piątek 30 marca 1962 19:30 Program wieczoru 19:33 Muzyka rozrywkowa, taneczna, jazzowa 21:00 „Bigamistka”, reżyseria J. Rakowiecki 21:47 „Trzy koncerty mistrzów baroku” 22:30–22:35 Wiadomości Radia ONZ |

| Program dnia na sobotę 31 marca 1962 20:00 Program wieczoru 20:03 „Piosenki, jakich nie było” 20:45 „Głosy poranku w Hanoi” 21:00 „Trzy niedziele poety” 22:05 „Jazz-panorama” 22:36 „Ciąg dalszy nastąpi” (II) 22:55–23:00 „Melodie na dobranoc” |

| Program dnia na niedzielę 1 kwietnia 1962 20:00 Program wieczoru 20:02 Audycja prima-aprilisowa w opracowaniu J. Głowackiego i T. Kubiaka 22:50–22:57 „Chwila szczerości” – audycja w opracowaniu W. Krajewskiej |

| Program dnia na poniedziałek 2 kwietnia 1962 19:30 Program wieczoru 19:33 Muzyka rozrywkowa, taneczna, jazzowa 21:00 „O bogatym młynarzu i pracowitym ogrodniku” 21:29 Koncert muzyki barokowej 22:10–22:30 Audycja i wiadomości Radia ONZ |

| Program z soboty, 14 listopada 1970 (na podstawie „Sztandar Młodych” nr 273) 09.00 „Worek Judaszów” – odcinek powieści Z. Nienackiego 09.10 Piosenki naszych przyjaciół 09.30 Nasz rok 70-ty 09.45 Słynne standardy jazzowe 10.15 Kupić nie kupić potargować można – reportaż Anny Balickiej 10.30 Ekspresem przez świat 10.35 Wszystko dla pań 11.45 „Anna Karenina” – odcinek powieści L. Tołstoja 12.05 Południowe wydanie magazynu – Z kraju i ze świata z Programu II 12.25 Koncert muzyki uniwersalnej 13.00 Na szczecińskiej antenie 15.00 Najdziwniejsze spotkania – gawęda W. Giełżyńskiego 15.10 Recital Maureen Forester 15.30 Ekspresem przez świat 15.35 Wrocławskie ulice – reportaż A. Wielowieyskiego i Z. Blezienia 15.50 Mistrzowie stylu „sweet” 16.15 Nasz rok 70-ty 16.30 Śpiewające dzieci 16.45 Gospels na 100 wykonawców 17.00 Ekspresem przez świat 17.05 Quodlibet, czyli kto co lubi 17.30 „Worek Judaszów” – odcinek powieści Z. Nienackiego 17.40 Klub grającego krążka 18.20 Antologia miniatury muzycznej – arabeska 18.30 Ekspresem przez świat 18.35 Piosenki z „włoskiego buta” 19.00 Naokoło świata – Arkady Fiedler – „Wyspa kochających lemurów” 19.15 Lista przebojów Włodzimierza Nahornego 19.30 Piosenki z tele-kina 19.45 Polityka dla wszystkich 20.00 Klub grającego krążka – wydanie dla fonoamatorów 20.15 „Milion” – reportaż Tadeusza Ponieckiego 20.35 J.S. Bach – V Sonata na lutnię i klawesyn – wyk. J. Bream, G. Malcolm 20.50 Wieczór w „Nowym Żaczku” – bawimy się ze studentami 21.20 Krasnoludki są na świecie – magazyn 21.50 Opera tygodnia – G. Gershwin – „Porgy and Bess” 22.00 Fakty dnia 22.08 Gwiazda siedmiu wieczorów – Joe Dassin 22.15 Co wieczór powieść w wydaniu dźwiękowym – „Wiejski Sherlock Holmes” W. Lipatowa – odc. 8 22.45 Kwadrans dnia – Arturo Benedetti – Michelangeli – fort 23.00 Swoje ulubione wiersze recytuje Jan Świderski 23.05 Wieczorne spotkanie z Giannim Morandim 23.45 Program na niedzielę 23.50 Na dobranoc gra Mieczysław Kosz |

| Program z poniedziałku 19 czerwca 1978 (na podstawie tyg. RTV 25/78) 04.57 Początek programu 05.00 Pogoda i wiadomości 05.05–08.00 Między snem a dniem; w tym: 05.30 Gimnastyka dla leniwych 06.00 Pogoda i wiadomości 06.30 Polityka dla wszystkich 07.00 Ekspressem przez świat 07.30 Piosenka jest dobra na wszystko – gawęda 08.00 Ekspressem przez świat 08.05 Co kto lubi 09.00 „Bajka o Nowym Jorku” – odcinek powieści J.P. Donleavy’ego 09.10 Standard na czerwiec – „Pnąca róża” 09.30 Kwadrans akademicki 09.45 Kwintety fortepianowe 10.30 Ekspressem przez świat 10.35 Kiermasz płyt wytwórni „Bałkanton” 11.00 Życie rodzinne – magazyn 11.30 W tonacji Trójki – prowadzi K. Pacuda 12.00 Ekspressem przez świat 12.25 Za kierownicą – magazyn motoryzacyjny 13.00 Powtórka z rozrywki 13.50 „Miasto szczęśliwych miłości” – odcinek powieści F. Kozika 14.00 Dzieła instrumentalne G.F. Haendla 15.00 Ekspressem przez świat 15.05 Nowe nagrania U. Sipińskiej 15.20 W kręgu jazzu 15.40 Rozszyfrowujemy piosenki 16.00 „Profesor Kmicikiewicz” – reportaż 16.20 Muzykobranie 16.45 Nasz rok 78 17.00 Ekspressem przez świat 17.05 Muzyczna poczta UKF – prowadzi M. Mroziński 17.40 Odkurzone przeboje 18.10 Polityka dla wszystkich 18.25 Czas relaksu 19.00 Codziennie powieść w wydaniu dźwiękowym: Margaret Mitchell „Przeminęło z wiatrem” 19.30 Ekspressem przez świat 19.35 Opera tygodnia: Jean Philippe Rameau „Kastor i Polluks” 19.50 „Bajka o Nowym Jorku” – odcinek powieści 20.00 60 minut na godzinę – audycja J. Fedorowicza, M. Wolskiego, A. Zaorskiego 21.00 Galeria starych mistrzów: nagranie A. Grunfelda, pianisty prawdziwie salonowego. Aud. J. Webera 22.00 Fakty dnia 22.15 Trzy kwadranse jazzu: aktualności – magazyn J. Borkowskiego 23.00 Nowe tomiki poetyckie – M. C. Abramowicz 23.05–24.00 Między dniem a snem |

| Program z piątku, 27 listopada 1981 (na podstawie „Dziennik Polski” nr 236 (11574)) 09.00 „Rondo” – 23 odcinek powieści 09.10 Z klasyki XX wieku 09.55 Wiersze J. Ficowskiego 10.00 Muzyka 10.30 Ekspresem przez świat 10.35 Kiermasz płyt 11.00 Tylko godzinę – audycja 12.00 Ekspresem przez świat 12.05 Muzyka 13.00 Powtórka z rozrywki 13.50 „Czyste radości mojego życia” – 18 odcinek powieści 14.00 Muzyka 15.00 Ekspresem przez świat 15.05 Muzyka 15.30 Koncert bez biletu – audycja 16.00 Posłuchać warto 16.15 Muzykobranie 16.40 Węgrzy po sezonie – audycja 17.00 Ekspresem przez świat 17.05 3 minuty dla kierowców 17.10 W tonacji Trójki 18.10 Polityka dla wszystkich 18.25 Czas relaksu 19.00 Codziennie powieść w wydaniu dźwiękowym: T. Konwicki „Sennik współczesny” – 2 odcinek 19.30 Ekspresem przez świat 19.35 Opera tygodnia: W.A. Mozart – „Lucio Silla” 19.50 „Rondo” – 24 odcinek powieści 20.00 Interradio – aktualności – magazyn 20.40 Muzyka 22.15 Trzy kwadranse jazzu 23.00 Wiersze J. Ficowskiego 23.05 Jam session |

| Program z soboty, 28 grudnia 1985 (na podstawie tygodnika „Antena” nr 52/85) Serwis Trójki: 7.00 8.00 9.00 12.00 15.00 16.00 17.00 18.00 05.57 Początek programu 06.00–9.05 Zapraszamy do Trójki; w tym: 06.10 24 godziny w 10 minut 07.30 Polityka dla wszystkich 08.30 P.B. Yuill „Hayzell i kawał łajdaka” – odcinek powieści 09.05 Piosenki na weekend 09.15 Wizyty i podróże 09.30 Przeboje z filharmonii 10.00 Codziennie powieść w wydaniu dźwiękowym: John Erskine „Prywatne życie pięknej Heleny” 10.30 Złote lata swingu – audycja Edwarda Steinhagena 11.00 Nie czytaliście, to posłuchajcie – przegląd tygodników 11.15 Dziś w liście przebojów 11.30 W życiorysach nie znajdziecie 11.40 Dziś w liście przebojów 11.50 Jadwiga Stańczakowa „Przejścia” – odcinek powieści 12.05 W tonacji Trójki – prowadzi Wojciech Mann 13.00 P.B. Yuill „Hayzell i kawał łajdaka” – odcinek powieści 13.10 Powtórka z rozrywki 14.00 Boże Narodzenie w muzyce Bacha 15.05 Wszystkie drogi prowadzą do Nashville – audycja Korneliusza Pacudy 15.45 Być sobą – audycja G. Olesińskiej i I. Brzostek 16.00–19.00 Zapraszamy do Trójki 19.00 Pamiętnik potoczny: grudzień 1885 – audycja Andrzeja W. Piotrowskiego 19.30 Trochę swingu 19.50 Jadwiga Stańczakowa: „Przejścia” – odcinek powieści 20.00 Lista przebojów programu 3 – prowadzi Marek Niedźwiecki 22.05 24 godziny w 10 minut i informacje sportowe 22.15 Teatrzyk Zielone Oko: Waldemar Łysiak „Bestseller” 23.00–2.00 Zapraszamy do Trójki – prowadzi Janusz Kosiński |

| Program z soboty, 23 września 1995 (na podstawie tygodnika „Antena”) Serwis Trójki co godzinę 00.05–06.00 Trójka pod księżycem; w tym: 04.30 Lektura na bezsenność: T.Konwicki „Kronika wypadków miłosnych” 06.00–09.05 Zapraszamy do Trójki; w tym: 07.45 Informacje sportowe 08.45 Business news 09.05–14.05 Markomania 14.05 Magazyn bardzo kulturalny 15.05 Wszystkie drogi prowadzą do Nashvile 15.35 Korek – magazyn rozrywkowy 16.00–19.05 Zapraszamy do Trójki; w tym: 18.10 Informacje sportowe 19.10 Książka tygodnia: A.Camus „Pierwzy człowiek” 20.05 Lista przebojów dla oldboyów 22.05 Informacje sportowe 22.10 Bielszy odcień bluesa 23.05 Odkurzone przeboje |

| Program z niedzieli, 24 września 1995 (na podstawie tygodnika „Antena”) Serwis Trójki co godzinę 00.05 Odkurzone przeboje 00.30–06.00 Trójka pod księżycem; w tym: 04.30 Lektura na bezsenność: T.Konwicki „Kronika wypadków miłosnych” 06.00–10.05 Zapraszamy do Trójki; w tym: 07.45 Zagadkowa niedziela 08.30 Lekcja języka angielskiego dla dzieci 09.15 Informacje sportowe 10.05 Studio 202 11.05 Krajobrazy serdeczne – W.Szologini 11.10 2+1, czyli Trójka 12.30 Hyde park Trójki 14.05 Powtórka z tygodnia 14.30 Niech gra muzyka 15.05 Teraz śmieszniej 16.05 Niemodne przyjemności 16.45 Droga na Wawel 17.05 Dzieła, interpretacje, nagrania 18.05 Informacje sportowe 18.10 Rozmowy wieczorne 18.25 Piosenka to mały teatr 19.05 Nasz Parnas 20.05 Folkowo-bluesowa gazeta radiowa 21.05 Wieczór reportażu 22.05 Informacje sportowe 22.10 Top-Tlen 22.35 Pamiętnik potoczny 23.05 Około północy |

| Program z poniedziałku, 25 września 1995 (na podstawie tygodnika „Antena”) Serwis Trójki co godzinę 00.05–06.00 Trójka pod księżycem; w tym: 04.30 Lektura na bezsenność: T.Konwicki „Kronika wypadków miłosnych” 06.00–09.05 Zapraszamy do Trójki; w tym: 06.45 Czy mówisz po Polsku 07.45 Informacje sportowe 08.45 Business news 09.05–11.00 Każdy gra inaczej; w tym: 09.15 PPR – Poranna Porcja Rozrywki 09.30 Informator ekonomiczny 10.10 PPR – Przedpołudniowa Porcja Rozrywki 11.05 Powieść na lato: J.Austen „Mansfield Park” 11.15 Puls Trójki 11.55 Giełda Papierów Wartościowych 12.05 W tonacji Trójki 13.00–16.00 Zapraszamy do Trójki; w tym: 13.15 Powtórka z rozrywki 14.15 Muzyczna Poczta UKF 14.30 Książka tygodnia: J.Sack „Oko za oko” 14.40 Nowości muzyczne 15.30 Bliżej Ziemi 16.00–19.00 Zapraszamy do Trójki; w tym: 18.10 Informacje sportowe 19.05 BRUM 20.15 Notes kulturalny 20.15 Trzy kwadranse jazzu 21.05 Klub Trójki 22.05 Informacje sportowe 22.10 Gitarą i piórem 23.00 To był dzień – magazyn informacyjno-publicystyczny 23.30 Trochę swinga |

| Program z wtorku, 8 maja 2007 00.00 Trzy kwadranse jazzu – prowadzi J.P. Wróblewski 02.00 Pod dachami Paryża – prowadzi B. Podmiotko 04.00–06.00 Trójkowy budzik – prowadzi P. Łodej; w tym: 04.05 Muzyczna nowość 04.25 Trójkowe kalendarium 04.40 Informacje drogowe 05.25 Trójkowe kalendarium 05.40 Przegląd prasy 05.50 Gimnastyka Henryka Sytnera 06.00–09.00 Zapraszamy do Trójki – prowadzi M. Łukawski; w tym: 06.50 Przegląd prasy krajowej 07.15 Bez komentarza 07.30 Wiadomości ekonomiczne 07.50 Przegląd prasy krajowej 08.07 Myśl dnia 08.13 Salon polityczny Trójki – prowadzi M. Karnowski 08.35 Urywki z rozrywki 08.50 Przegląd prasy zagranicznej 09.00–12.00 Tu Baron – prowadzi P. Baron; w tym: 09.30 Informator ekonomiczny 09.50 Teren kultura (A. Obszańska) 10.30 Fajny film wczoraj widziałem (R. Jaźwiński) 10.45 Instrukcja obsługi człowieka (G. Dobroń) 11.05 Akademia Muzyczna Trójki (G. Hoffmann) 11.30 Lista przebojów Trójki (M. Niedźwiecki) 12.00 Za, a nawet przeciw – prowadzi K. Strzyczkowski 13.00 Powtórka z rozrywki – prowadzi A. Andrus 14.00–15.30 Orzech i reszta – prowadzi A. Orzech; w tym: 14.15 Co w mowie piszczy? (K. Kłosińska) 14.50 „Terrorysta” – powieść J. Updike’a czytają M. Seweryn i P. Adamczyk 15.15 Tym żył świat – „Upadek rządu H. Suchockiej” (odc. 408) 15.20 Teren kultura (A. Obszańska) 15.30 Muzyczna poczta UKF – prowadzi T. Żąda 16.00–19.00 Zapraszamy do Trójki – prowadzi R. Kantereit; w tym: 17.30 Wiadomości ekonomiczne 17.45 Puls Trójki – prowadzi B. Michniewicz 18.15 Reportaż 18.45 Bardzo ważny projekt 19.00–21.00 Program alternatywny – prowadzi P. Stelmach; w tym: 19.50 Teren kultura – A. Obszańska 21.00 Klub Trójki – prowadzi D. Bugalski 22.00 Magazyn Bardzo Kulturalny – prowadzi B. Marcinik 22.20 „Ostatnia Wieczerza” powieść P. Huelle czyta Z. Zamachowski 22.30 Akademia Muzyczna Trójki – prowadzi G. Hoffmann 23.00 Smooth jazz cafe – prowadzi M. Niedźwiecki |

| Program z soboty, 27 grudnia 2008 00.00 Teraz polskie – prowadzi Mariusz Owczarek 02.00 Noc Muzycznych Pejzaży – prowadzi P. Kosiński 06.00–09.00 Zapraszamy do Trójki – prowadzi M. Łukawski; w tym: 07.20 Minipowtórka z rozrywki 08.40 Minipowtórka z rozrywki 08.50 Kocham samochody 09.00–11.00 Śniadanie w Trójce – prowadzi B. Michniewicz, w tym: 09.00 – Salon polityczny 10.00 – Salon prasowy 11.00 Audycja podzwrotnikowa – prowadzi W. Cejrowski 12.00 Raport o stanie świata – prowadzi D. Rosiak 13.00 Radiowy Dom Kultury – prowadzi A. Szydłowska 15.00 Trójkowo, filmowo – prowadzi R. Jaźwiński 16.00–19.00 Myśliwiecka 3/5/7 – prowadzi P. Stelmach; w tym: 16.15 Moim zdaniem 16.30 MIT – Muzyczny Informator Trójki 16.45 Stół szwedzki 17.15 Moim zdaniem 17.25 Kącik gazeciarza 17.55 Miękka bułka 18.15 Ze studia przy myśliwieckiej 3/5/7 18.30 MIT – Muzyczny Informator Trójki 19.00–22.00 Lista Przebojów Programu Trzeciego – prowadzi P. Baron 22.00–24.00 Strefa rokendrola wolna od angola – prowadzi Michał Owczarek |

| Program z czwartku, 14 lipca 2011: 00:00 Koncertowa noc w Trójce 02:00 Atelier 04:00 Trójkowy Budzik 06:00 – 09:00 Zapraszamy do Trójki – ranek, w tym: 06:50 Przegląd prasy krajowej 07:20 Przegląd prasy krajowej 07:30 Wiadomości ekonomiczne 07:50 Przegląd prasy zagranicznej 08:13 Salon polityczny Trójki 08:30 Komentatorzy 08:48 Urywki z Rozrywki 09:00 – 12:00 Tu Baron, w tym: 09:30 Informator ekonomiczny 09:45 Potrójne Pasmo Przenoszenia 10:10 Co w mowie piszczy? 10:30 Fajny film wczoraj widziałem 11:30 ABC Listy 12:00 Muzyczna Poczta UKF 13:45 Powtórka z Rozrywki 14:00 W tonacji Trójki 16:00 – 19:00 Zapraszamy do Trójki – popołudnie: 17:20 Biegam, bo lubię 17:30 Wiadomości ekonomiczne 17:45 Puls Trójki 18:15 Reportaż 18:45 Bardzo ważny problem europejski 19:00 – 21:00 Program alternatywny, w tym: 19:50 Teren Kultura 21:00 Klub Trójki 22:00 Bielszy odcień bluesa 23:00 Czarna noc |

| Program z piątku, 30 września 2011: 00:00 Trójka pod Księżycem 02:00 Czarny piątek 04:00 Trójkowy Budzik 06:00 – 09:00 Zapraszamy do Trójki – ranek, w tym: 06:07 Audycje wyborcze 06:50 Cykl o ptakach 07:32 Wiadomości ekonomiczne 07:45 Trójkowy Znak Jakości 08:13 Salon polityczny Trójki 08:48 Urywki z Rozrywki 09:00 – 12:00 LP Trójka, w tym: 09:45 Co w mowie piszczy? 12:00 Godzina prawdy 13:00 Muzyczna Poczta UKF 14:05 Medal dla każdego 14:45 Na trzecim biegu 15:00 W tonacji Trójki 16:00 – 19:00 Zapraszamy do Trójki – popołudnie, w tym: 17:32 Wiadomości ekonomiczne 17:45 Puls Trójki 18:10 Cyber Trójka 18:35 Premiery filmowe 18:45 O teatrze 19:00 Lista Przebojów Programu Trzeciego 22:00 Offensywa, w tym: 22:37 Audycje wyborcze |

| Program z soboty, 13 października 2012: 00:00 Strefa rokendrola wolna od angola 02:00 Czarna sobota 04:00 Mikrokosmos 06:00 – 09:00 Zapraszamy do Trójki – ranek, w tym: 06:20 Medal dla każdego 06:50 Przegląd prasy 07:50 Przegląd prasy 08:15 Kącik dla kibica w kapciach 08:20 Z biegiem natury 08:37 Przegląd prasy 09:00 Śniadanie w Trójce 10:00 Markomania 12:00 Raport o stanie świata 13:00 Radiowy Dom Kultury 15:00 Trójkowy wehikuł czasu 16:00 Myśliwiecka 3/5/7 18:00 Historia pewnej płyty 19:00 Lista osobista 22:00 MO, czyli Mało Obiektywnie |

| Program z czwartku, 8 sierpnia 2013: 00:00 Ossobliwości muzyczne 02:00 Potrójne Pasmo Przenoszenia 04:00 Trójkowy Budzik 06:00 – 09:00 Zapraszamy do Trójki – ranek, w tym: 06:50 Przegląd prasy krajowej 07:20 Przegląd prasy krajowej 07:30 Wiadomości ekonomiczne 07:50 Przegląd prasy zagranicznej 08:13 Salon polityczny Trójki 08:30 Komentatorzy 08:48 Urywki z Rozrywki 09:00 – 12:00 Do południa, w tym: 09:30 Informator ekonomiczny 09:50 Co w mowie piszczy? 10:45 Fajny film wczoraj widziałem 11:15 Instrukcja obsługi człowieka 11:25 Potrójne Pasmo Przenoszenia 11:50 Powieść w Trójce 12:00 3 wymiary gitary 13:45 Powtórka z Rozrywki 14:00 W tonacji Trójki 16:00 – 19:00 Zapraszamy do Trójki – popołudnie, w tym: 17:20 Biegam, bo lubię 17:30 Wiadomości ekonomiczne 17:45 Puls Trójki 18:15 Reportaż 18:45 Bardzo ważny problem europejski 19:00 – 21:00 Program alternatywny, w tym: 19:50 Teren Kultura 20:50 Powieść w Trójce 21:00 Klub Trójki 22:00 Bielszy odcień bluesa 23:00 Soul – muzyka duszy |

| Program z poniedziałku, 29 września 2014: 00:00 Prawdę mówiąc 02:00 Radio Teheran 04:00 Trójkowy Budzik 06:00 – 09:00 Zapraszamy do Trójki – ranek, w tym: 06:15 Przegląd prasy krajowej 06:50 Przegląd prasy krajowej 07:20 Przegląd prasy krajowej 07:30 Wiadomości ekonomiczne 07:50 Przegląd prasy zagranicznej 08:13 Salon polityczny Trójki 08:30 Komentatorzy 08:48 Urywki z Rozrywki 09:00 – 12:00 Do południa, w tym: 09:30 Informator ekonomiczny 10:15 Trójkowa powtórka z historii 10:45 Fajny film 11:15 Instrukcja obsługi człowieka 11:25 Potrójne Pasmo Przenoszenia 11:50 Powieść w Trójce 12:00 Za, a nawet przeciw 13:00 3 wymiary gitary 14:00 – 15:00 Akademia Rozrywki, w tym: 14:45 Powtórka z Rozrywki 15:00 W tonacji Trójki 16:00 – 19:00 Zapraszamy do Trójki – popołudnie, w tym: 16:50 Trzy strony świata 17:30 Wiadomości ekonomiczne 17:45 Puls Trójki 18:15 Reportaż 18:45 Bardzo ważny projekt 19:00 – 21:00 GH+, w tym: 19:50 Teren Kultura 20:50 Powieść w Trójce 21:00 Klub Trójki 22:00 Manniak po ciemku 23:00 Trzy kwadranse jazzu |

| Program z wtorku, 6 października 2014: 00:00 PS 02:00 Nocna Polska 04:00 Trójkowy Budzik 06:00 – 09:00 Zapraszamy do Trójki – ranek, w tym: 06:15 Przegląd prasy krajowej 06:50 Przegląd prasy krajowej 07:20 Przegląd prasy krajowej 07:30 Wiadomości ekonomiczne 07:50 Przegląd prasy zagranicznej – EURANET 08:13 Salon polityczny Trójki 08:30 Komentatorzy 08:48 Urywki z Rozrywki 09:00 – 12:00 Do południa, w tym: 09:30 Informator ekonomiczny 09:50 Politycy w piaskownicy 10:45 Fajny film 11:15 Instrukcja obsługi człowieka 11:25 Potrójne Pasmo Przenoszenia 11:50 Powieść w Trójce 12:00 Za, a nawet przeciw 13:00 3 wymiary gitary 14:00 – 15:00 Akademia Rozrywki, w tym: 14:45 Powtórka z Rozrywki 15:00 W tonacji Trójki 16:00 – 19:00 Zapraszamy do Trójki – popołudnie, w tym: 16:35 Matka Polka Feministka 17:30 Wiadomości ekonomiczne 17:45 Puls Trójki 18:15 Reportaż 18:45 Bardzo ważny projekt 19:00 – 21:00 Magiel Wagli, w tym: 19:50 Teren Kultura 21:00 Klub Trójki 22:00 Kolonie francuskie 23:00 Przed godziną Zero |

| Program z soboty, 20 grudnia 2014: 00:00 Trzecia Strona Księżyca 04:00 Mikrokosmos 06:00 – 09:00 Zapraszamy do Trójki – ranek, w tym: 06:20 Medal dla każdego 06:50 Przegląd prasy zagranicznej 07:20 Specjalna Strefa Ekonomiczna 07:50 Przegląd prasy zagranicznej 08:20 Sport – Młoda generacja 08:23 Przegląd prasy 09:00 Śniadanie w Trójce 10:00 Markomania, w tym: 11:45 Kocham Pana, Panie Sułku – słuch. satyryczne 12:00 Radiowy Dom Kultury 14:00 Raport o stanie świata 15:00 Trójkowy wehikuł czasu 16:00 Myśliwiecka 3/5/7 18:00 Tony z betonu 19:00 Lista osobista 22:00 MO, czyli Mało Obiektywnie |

## Kalendarium cyklicznych wydarzeń w Programie 3
- styczeń
  - Top wszech czasów
- luty
  - Plebiscyt Srebrne Usta
- kwiecień
  - 1 kwietnia: Rocznica powstania Programu 3
- maj
  - Polski Top Wszech Czasów
- wrzesień
  - Dzień otwartych drzwi
- grudzień
  - Akcja Idą Święta (dawniej Pocztówka do św. Mikołaja)
  - Promocja piosenki Przyjaciele Karpia
  - Licytacje na cele charytatywne
- ruchome (zwykle wrzesień–grudzień)
  - Przyznanie nagród „Mateusze”

## Koncerty i Muzyczne Studio Trójki im. Agnieszki Osieckiej
W siedzibie radiowej Trójki mieści się nowoczesne studio nagraniowe. Powstało ono w 1947 roku i nosiło nazwę M1. W 1997 po jego gruntownej przebudowie nadano mu imię Agnieszki Osieckiej. W studio odbywają się koncerty, nagrania, a także inne uroczystości okolicznościowe.
Wiele z zarejestrowanych koncertów (które zwykle transmitowane są na antenie stacji) zostało wydanych (m.in. przez polskie wytwórnie fonograficzne) na płytach CD, których Trójka jest patronem mediowym.

## Logo „Trójki”
| 1962–1994           | Pierwszy logotyp przedstawiał czerwoną cyfrę 3 stylizowaną na szpulę magnetofonową, w środku napis „program” również w kolorze czerwonym. |  |
| 1994–2002           | Druga wersja znaku nawiązywała do dawnego logotypu PR – cztery koncentryczne okręgi w kolorze czerwonym, pośrodku w kolorze czarnym napis „POLSKIE RADIO”, w prawym dolnym rogu pochyła cyfra 3.                                                                           |  |
| 2002 – styczeń 2005 | Czerwony napis „Trójka” nad którym znajduje się cyfra 3 wpisana w kółko, obok ówczesny slogan stacji „usłyszysz więcej...”. Całość podkreślona czerwoną linią. Pod logiem napis „POLSKIE RADIO SA”. Logo to nadal służy jako neon wiszący nad wejściem do siedziby Trójki. |  |
| luty 2005 – obecnie | Obecne logo nawiązuje do nowego logotypu PR – po lewej stronie zamknięte w kwadracie trzy koncentryczne okręgi, po prawej prostokąt z napisem „Trójka”, a pod nim „POLSKIE RADIO”. Kolorystyka różowo-biała.                                                               |  |

## Lokalizacje analogowych stacji nadawczych
Alfabetyczne zestawienie lokalizacji stacji nadawczych (luty 2015).
- Białogard/Sławoborze – 101,5 MHz
- Białystok/Krynice – 96,0 MHz
- Bydgoszcz/Trzeciewiec – 102,1 MHz
- Częstochowa/Wręczyca – 91,7 MHz
- Gdańsk/Chwaszczyno – 99,9 MHz
- Giżycko/Miłki – 94,4 MHz
- Gorlice (komin EC Gorlice) – 91,6 MHz
- Jelenia Góra/Śnieżne Kotły – 94,0 MHz
- Kalisz/Mikstat – 102,5 MHz
- Katowice/Kosztowy – 99,7 MHz
- Kielce/Święty Krzyż – 96,2 MHz
- Kłodzko/Czarna Góra – 89,2 MHz
- Konin/Żółwieniec – 103,3 MHz
- Koszalin/Gołogóra – 97,4 MHz
- Kraków/Chorągwica – 99,4 MHz
- Krosno/Sucha Góra – 92,0 MHz
- Krynica-Zdrój/Góra Parkowa – 103,9 MHz
- Leżajsk/Giedlarowa – 98,9 MHz
- Lębork/Skórowo Nowe – 106,3 MHz
- Lewin Kłodzki/Wzgórze Błonie – 99,3 MHz
- Lubaczów/Boble – 96,0 MHz
- Lubań/Nowa Karczma – 91,5 MHz
- Lublin/Piaski – 104,2 MHz
- Łódź (komin EC-4) – 103,8 MHz
- Olsztyn (osiedle Pieczewo) – 99,1 MHz
- Opole/Chrzelice – 90,3 MHz
- Ostrołęka/Ławy – 98,5 MHz
- Płock/Rachocin – 96,1 MHz
- Poznań/Śrem – 96,4 MHz
- Przemyśl/Tatarska Góra – 99,6 MHz
- Siedlce/Łosice – 90,5 MHz
- Solina/Góra Jawor – 96,3 MHz
- Suwałki/Krzemianucha – 96,6 MHz
- Szczawnica/Góra Przehyba – 94,7 MHz
- Szczecin/Kołowo – 102,3 MHz
- Wałbrzych/Góra Chełmiec – 99,8 MHz
- Wałcz/Rusinowo – 90,9 MHz
- Warszawa (Varso Tower) – 99,1 MHz
- Warszawa/Raszyn – 98,8 MHz
- Wisła/Góra Skrzyczne – 100,8 MHz
- Wrocław/Góra Ślęża – 100,2 MHz
- Zamość/Tarnawatka – 91,3 MHz
- Zakopane/Gubałówka – 98,2 MHz
- Zielona Góra/Jemiołów – 94,1 MHz
- Żagań/Wichów – 87,8 MHz

## Odbiór cyfrowy
Od 1 października 2013 roku rozgłośni można słuchać na radioodbiornikach naziemnej radiofonii cyfrowej DAB+.